# Biserica de lemn din Troaș

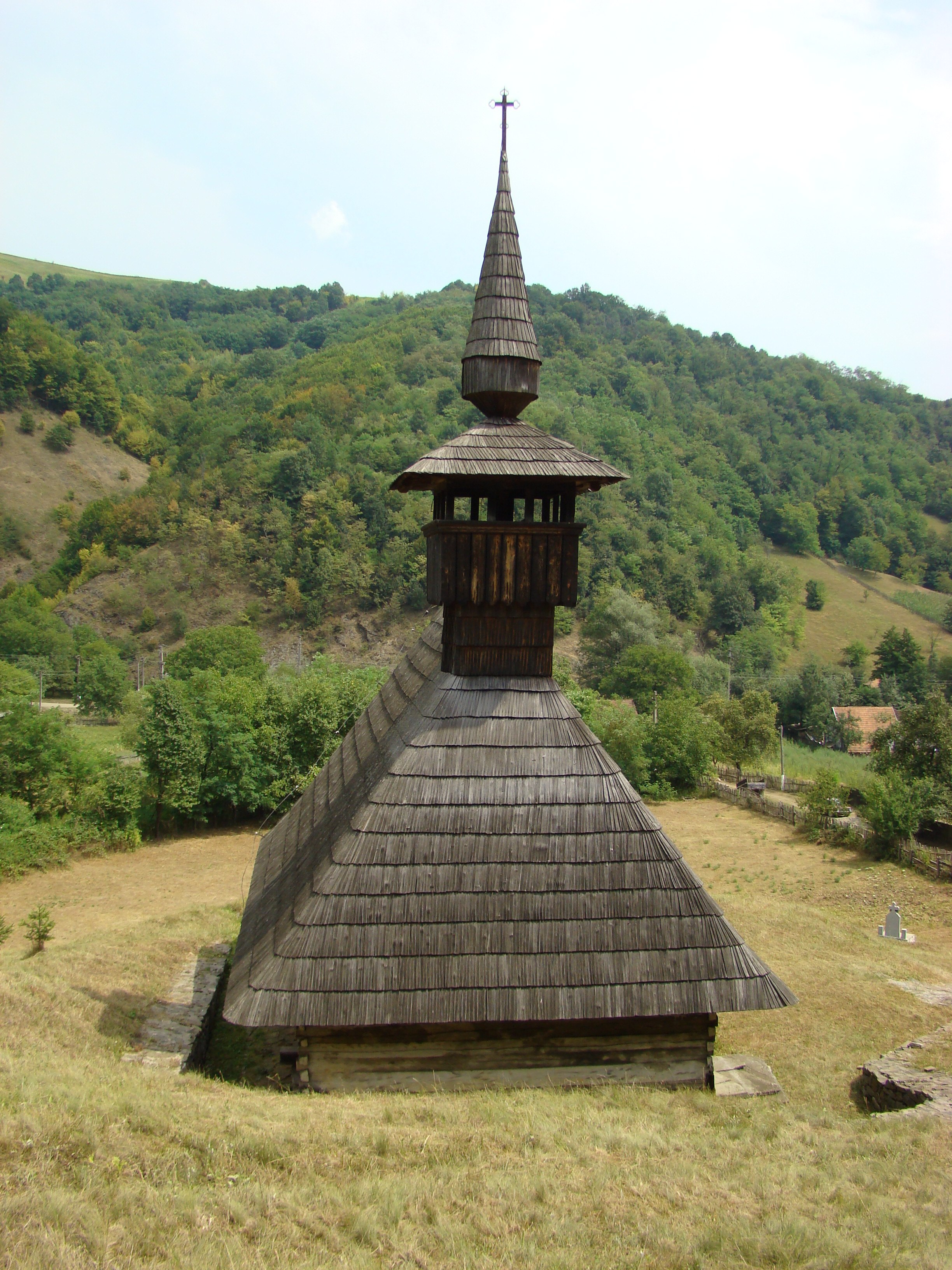
Biserica de lemn „Sfinții Trei Ierarhi” din Troaş, comuna Săvârșin, județul Arad, foto: august 2009.

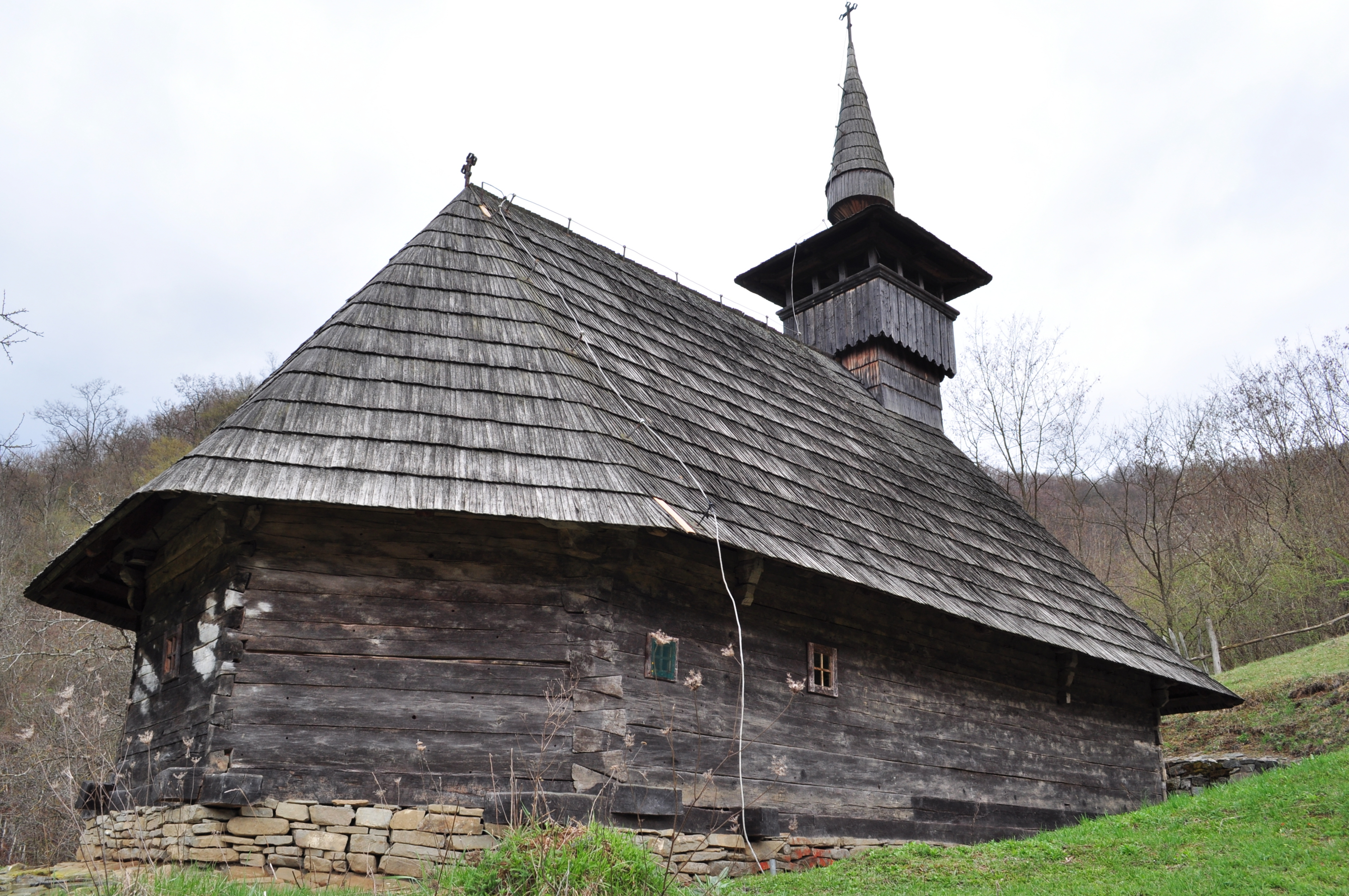
Biserica de lemn „Sfinții Trei Ierarhi” din Troaş, comuna Săvârșin, județul Arad, foto: aprilie 2012.

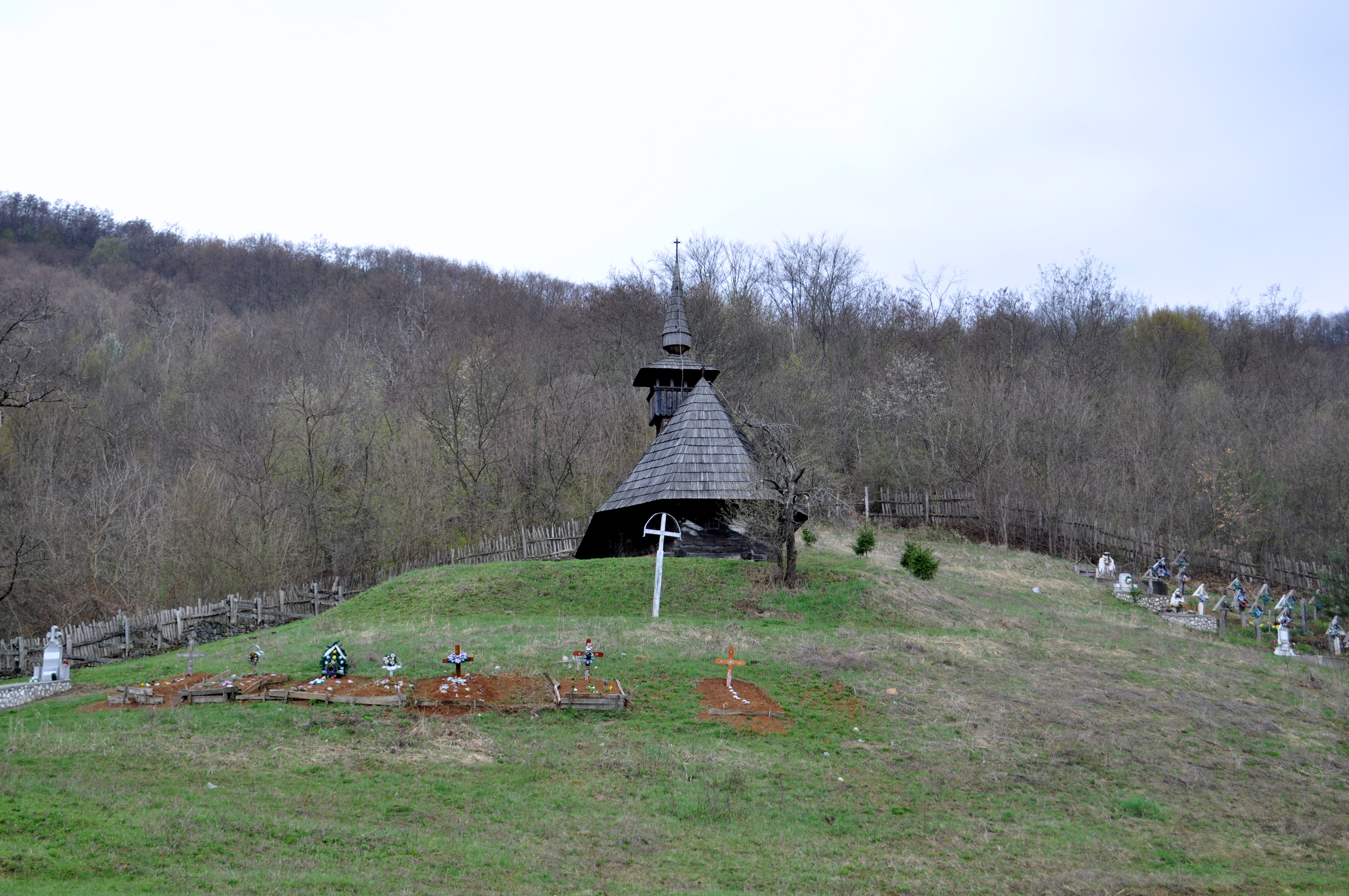
Biserica de lemn pe "Dâmbul Crucii"

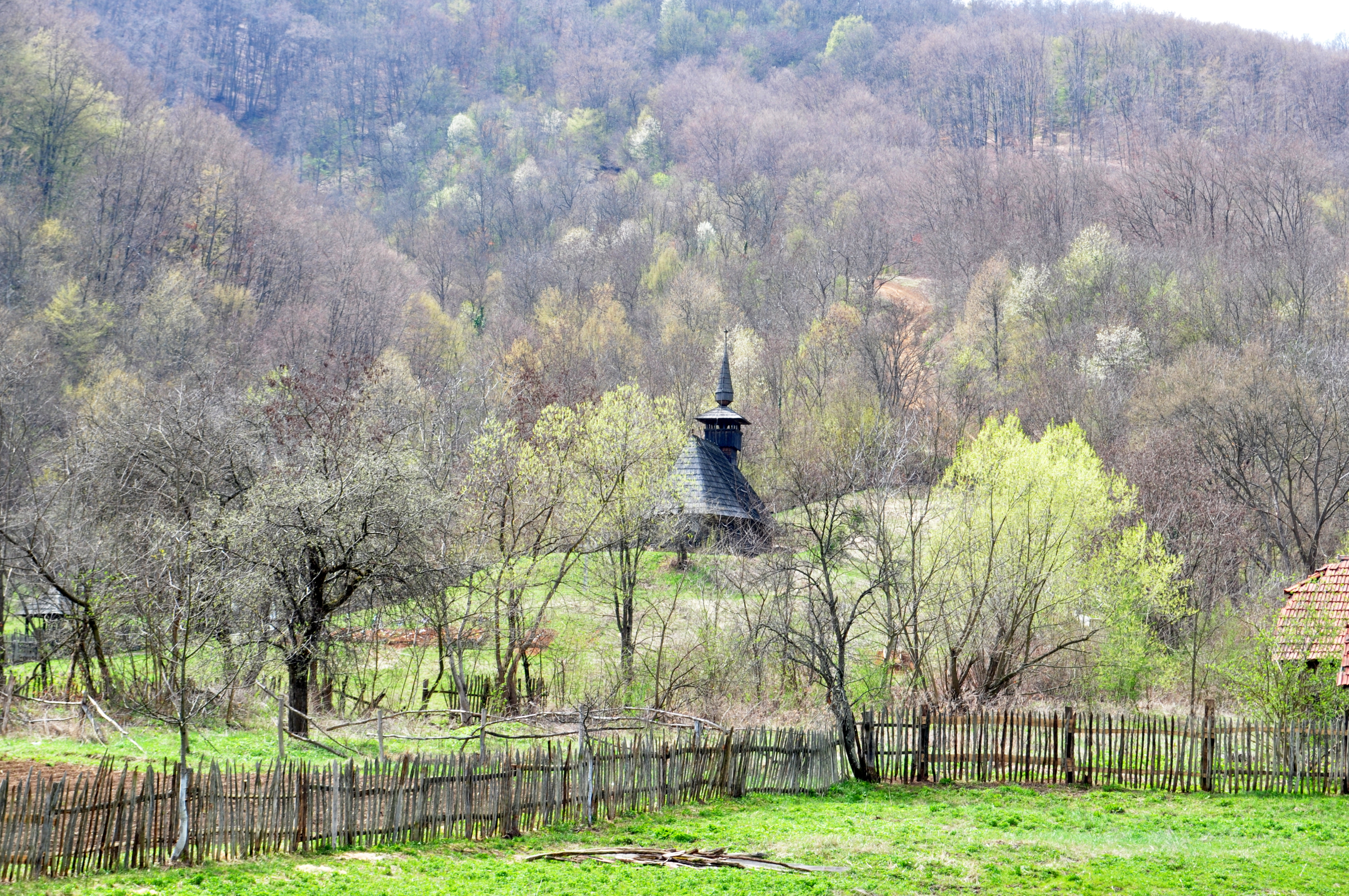
Biserica din depărtare

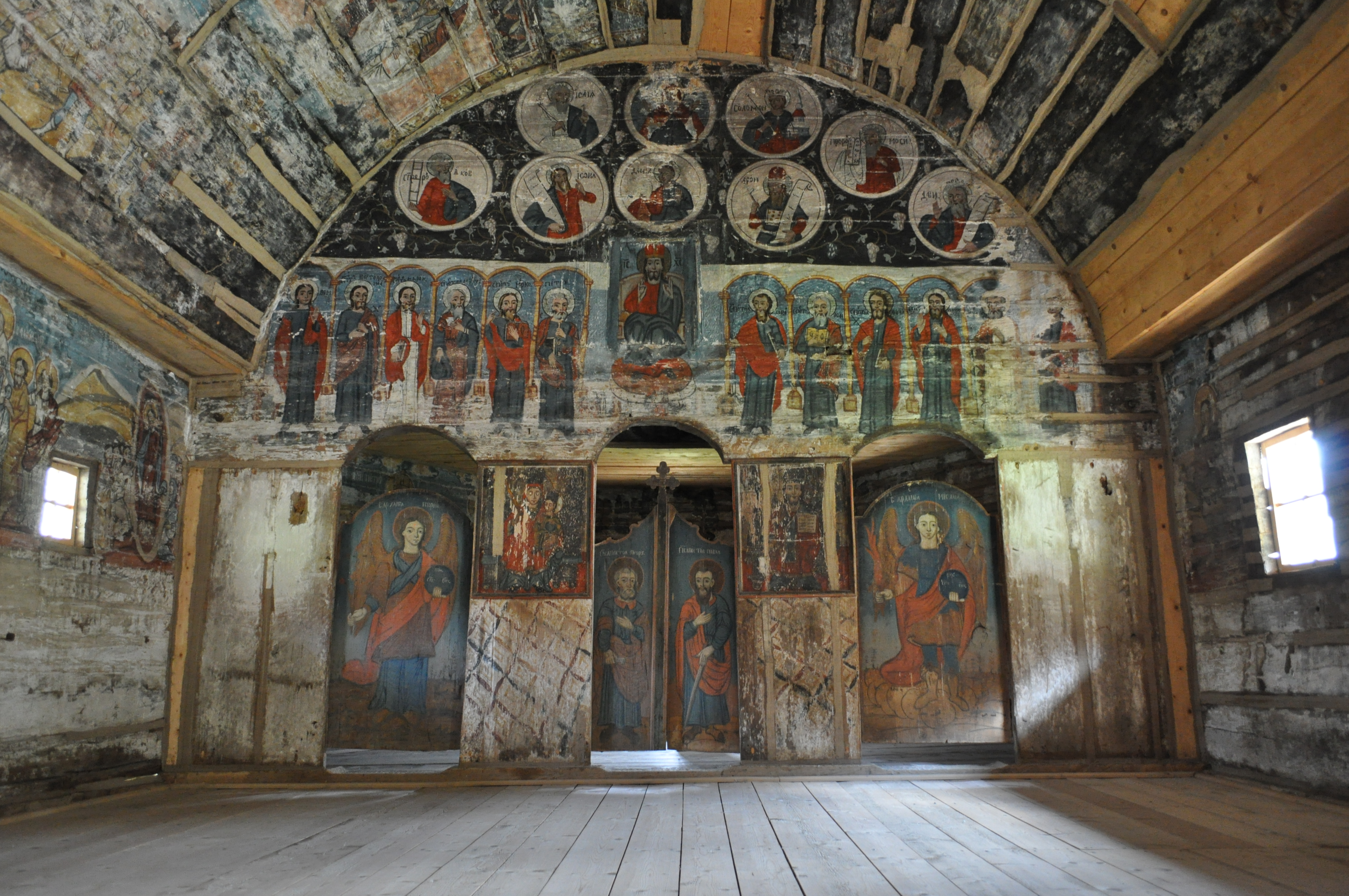
Nava spre iconostas

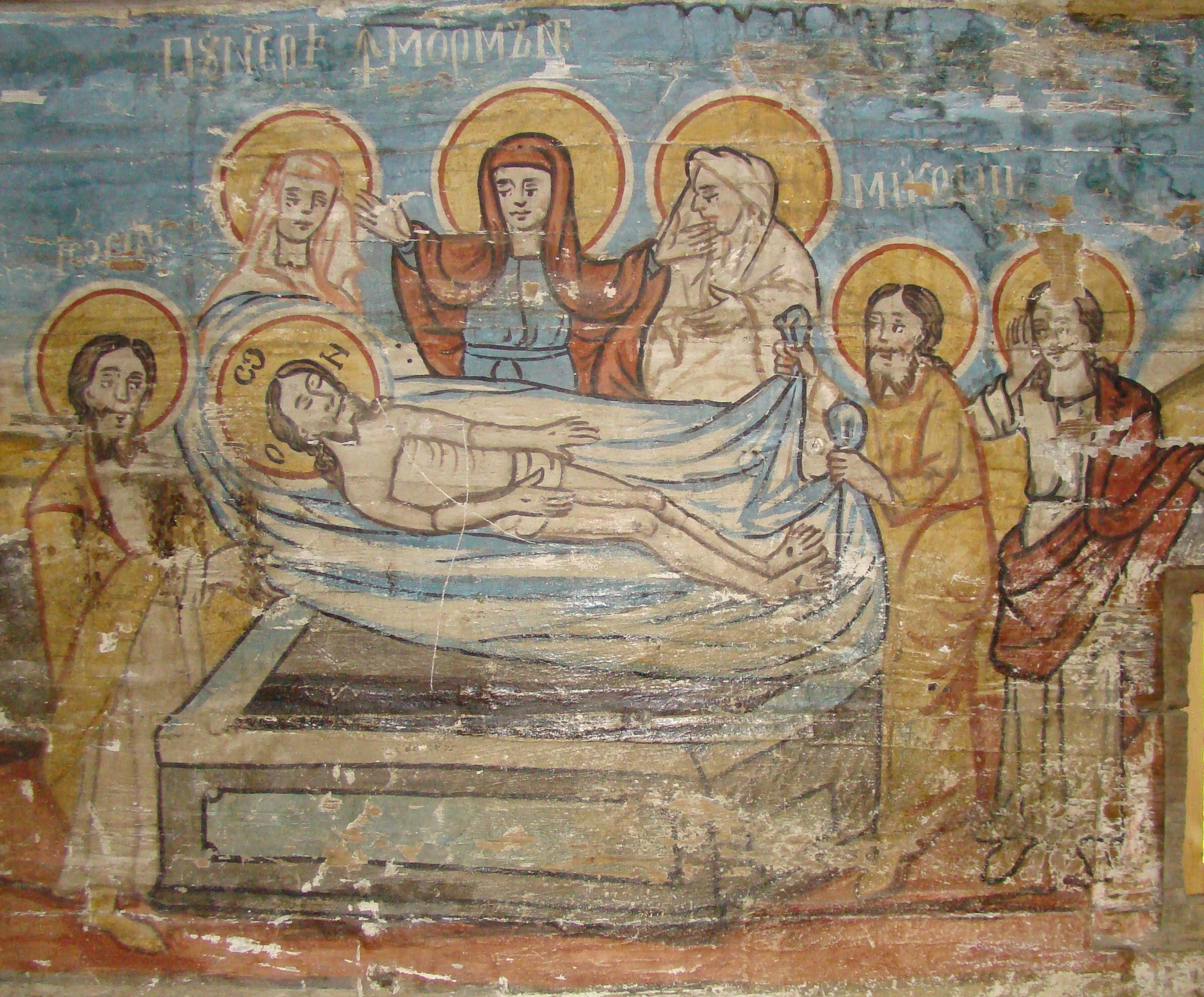
Punerea în mormânt

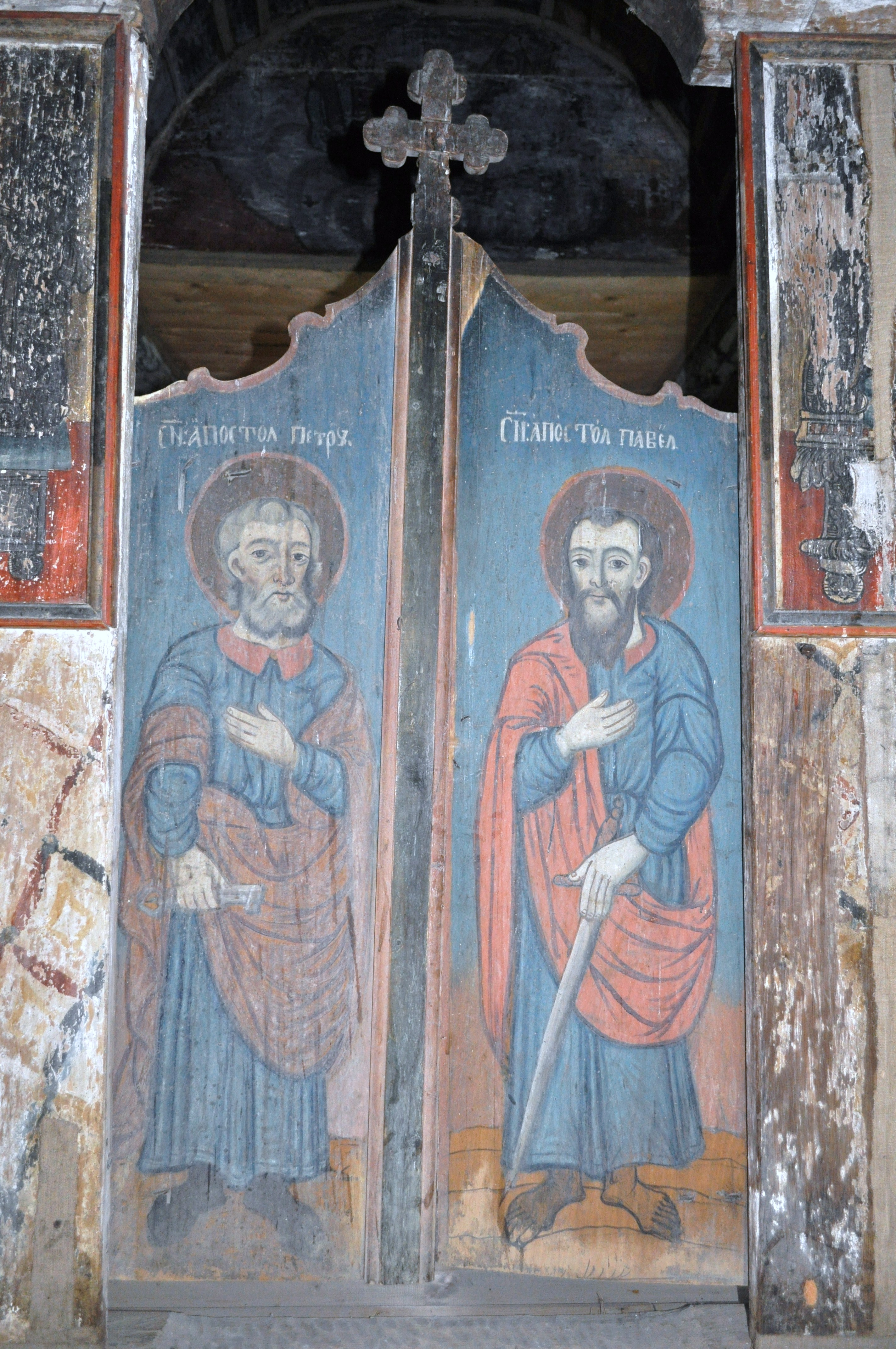
Ușile împărătești: „Sfinții Apostoli Petru și Pavel”

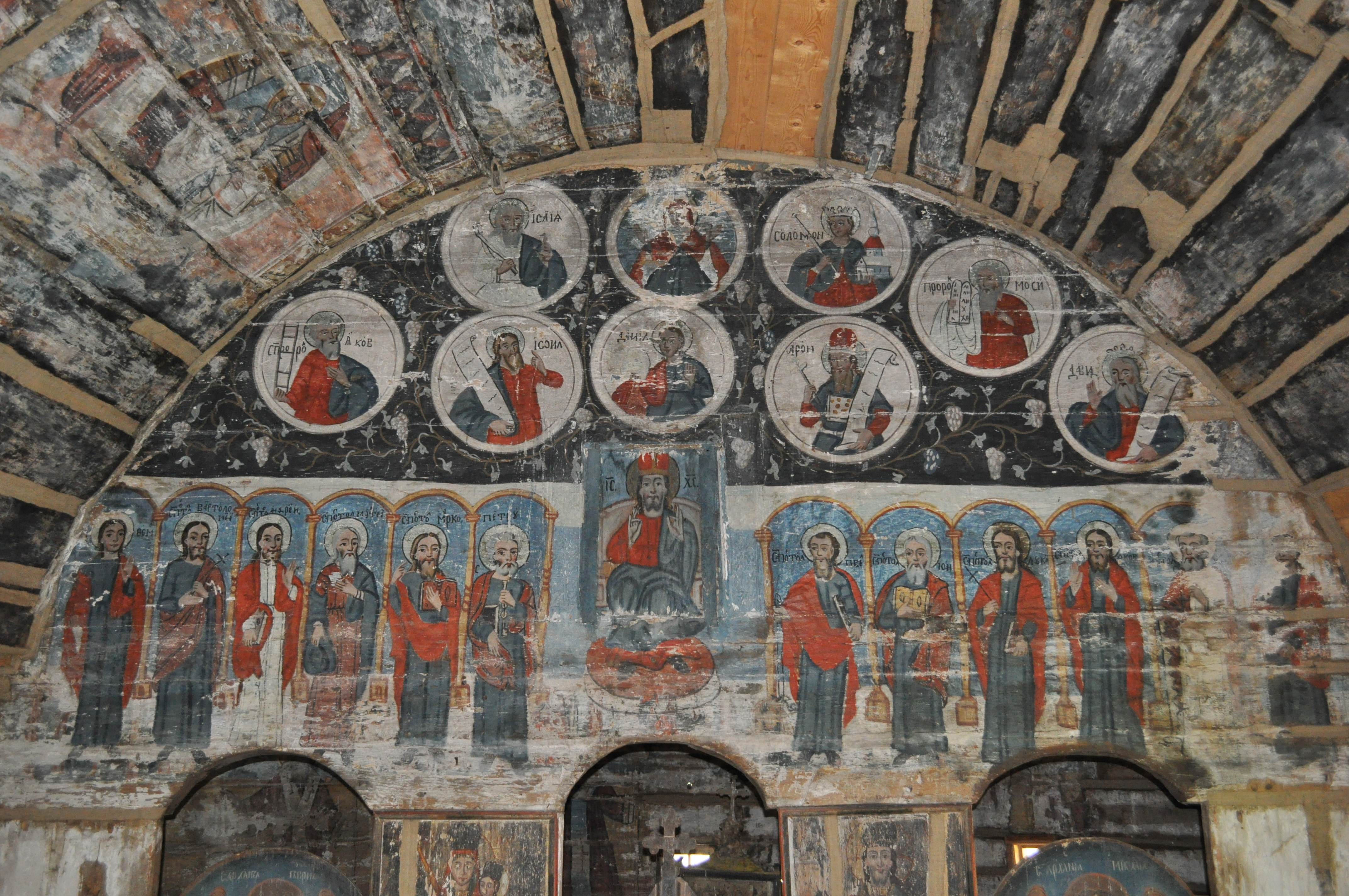
Tâmpla iconostasului

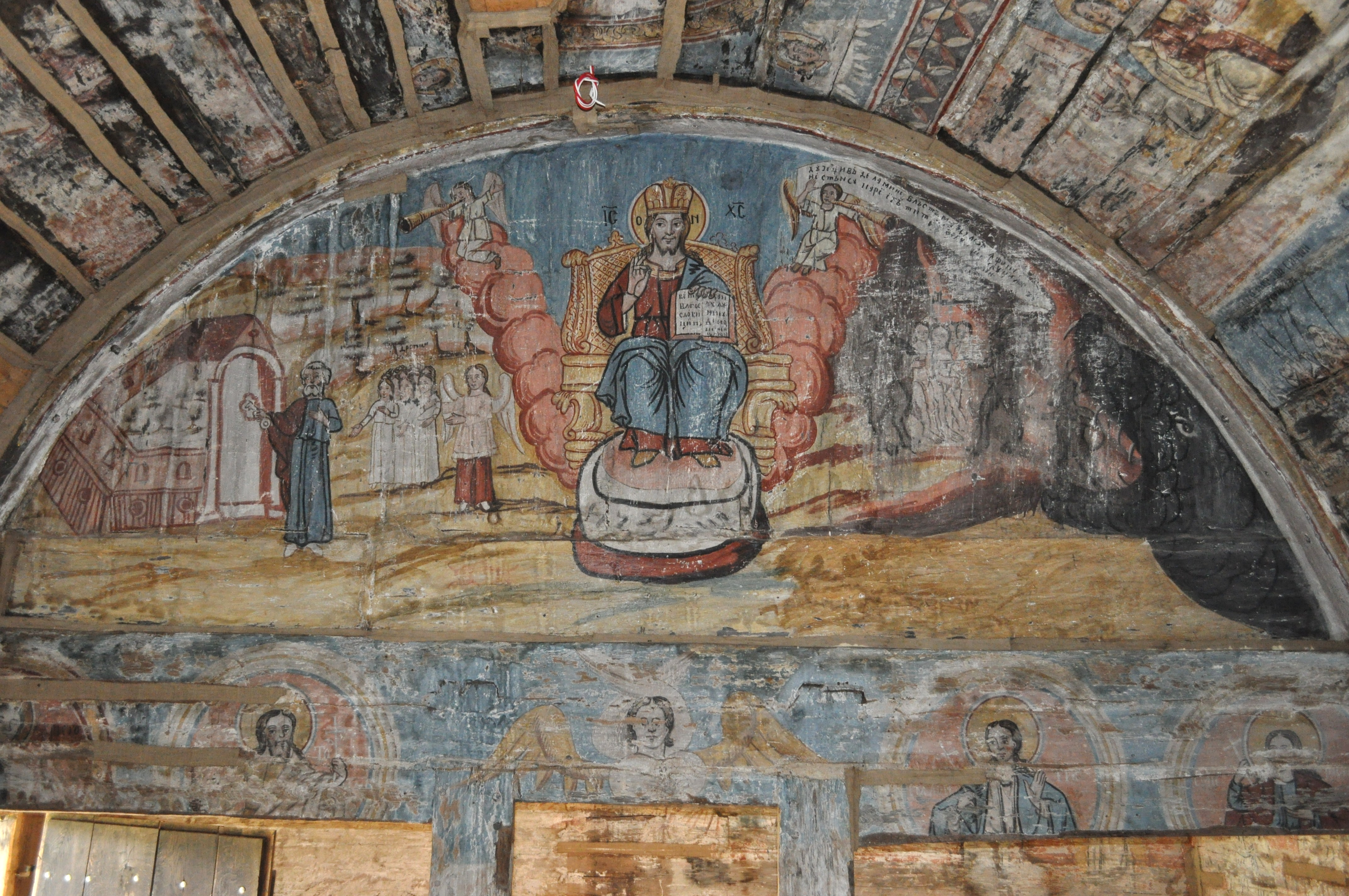
Timpanul de vest al naosului

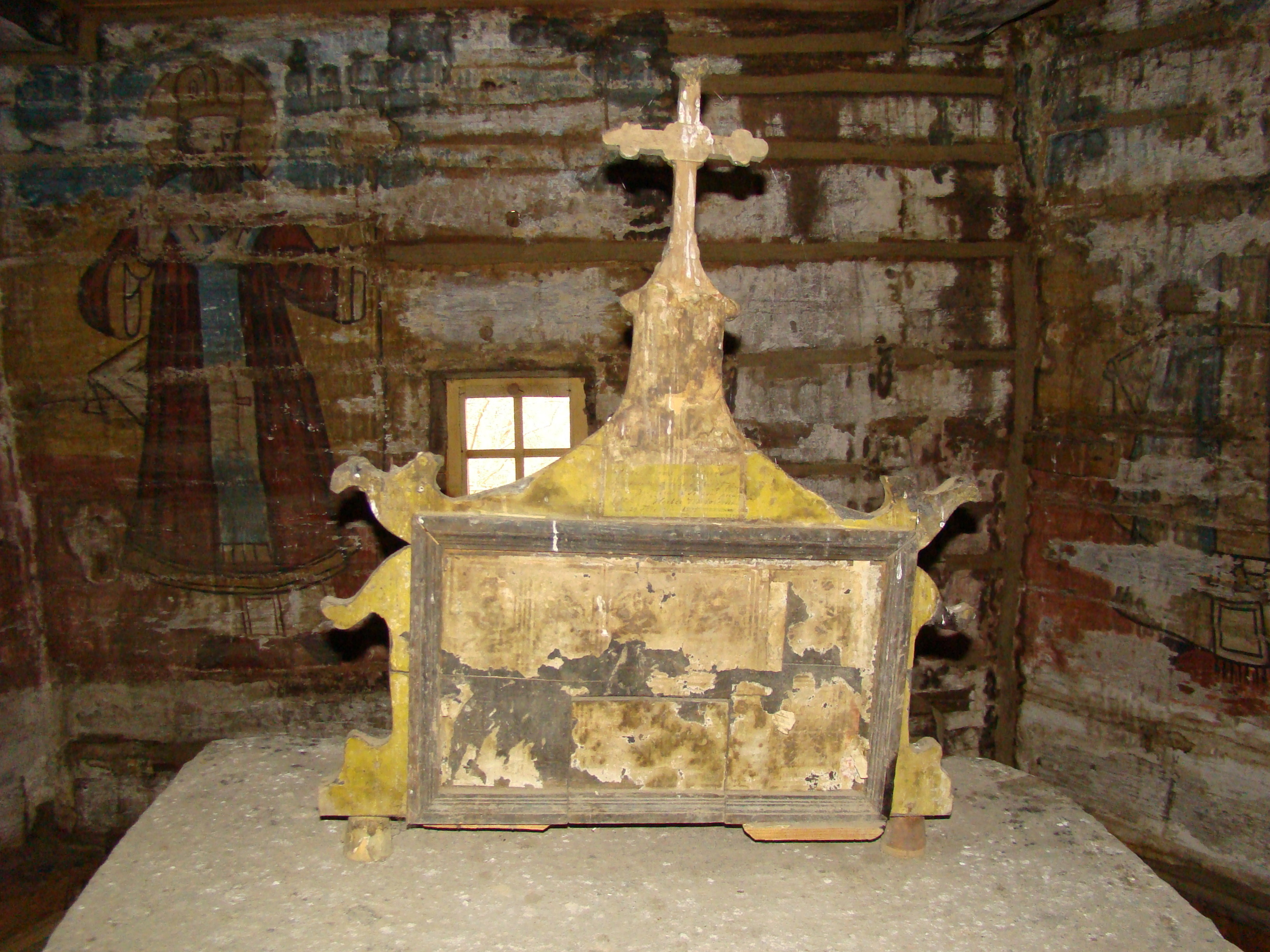
Chivotul de lemn, datat 1875, aflat pe masa din altar

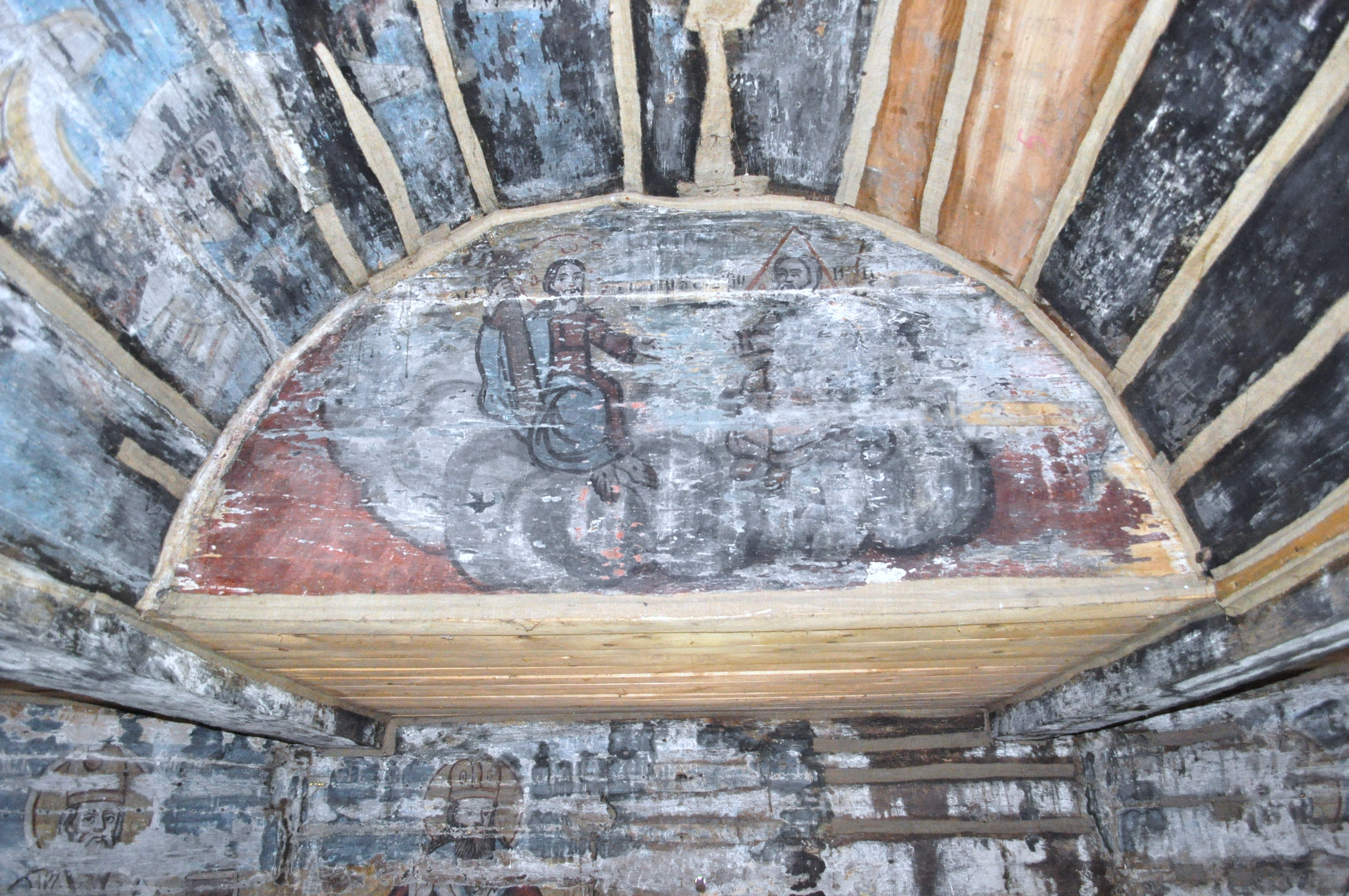
Altar: Sfânta Treime

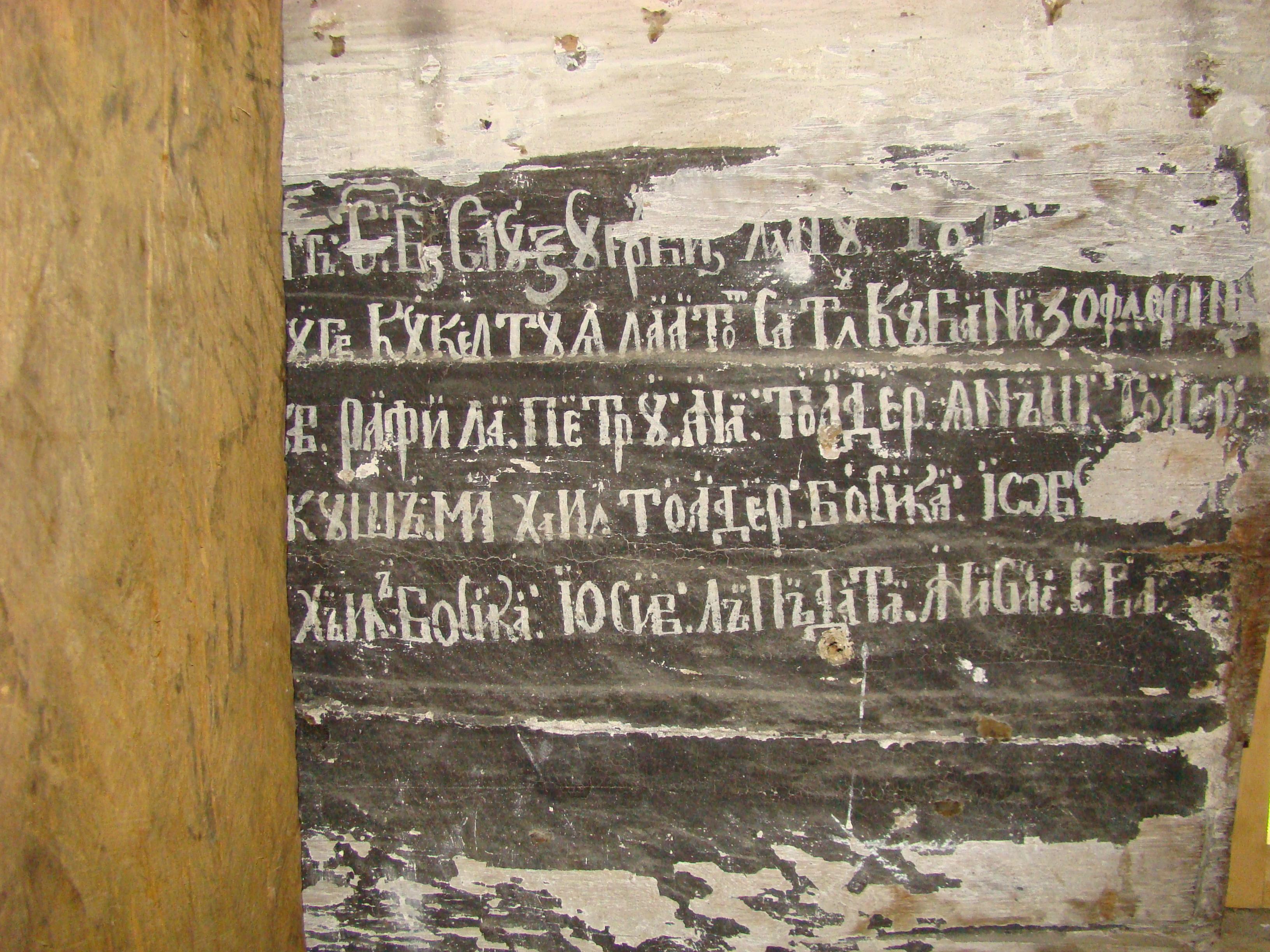
Inscripția cu litere chirilice existentă în stânga proscomidiarului, care datează pictura: "ACEASTĂ SFÂNTÂ BISERICĂ SAU ZVGRĂVIT LA ANUL 1813 DE NICOLAE ZUGRAV CU CHELTUIALA ALU TOT SATU CU 30 FLORINI. GROZAV, RAFILA, PETRU, ANA, TOADER, IANAS, TOADER, PASCUTA, MIHAIL, TOADER, BOSICA, IOVU, NITA, MIHAIL, BOSICA, IOSIF, LAPADAT, ANISIE, IOVA."

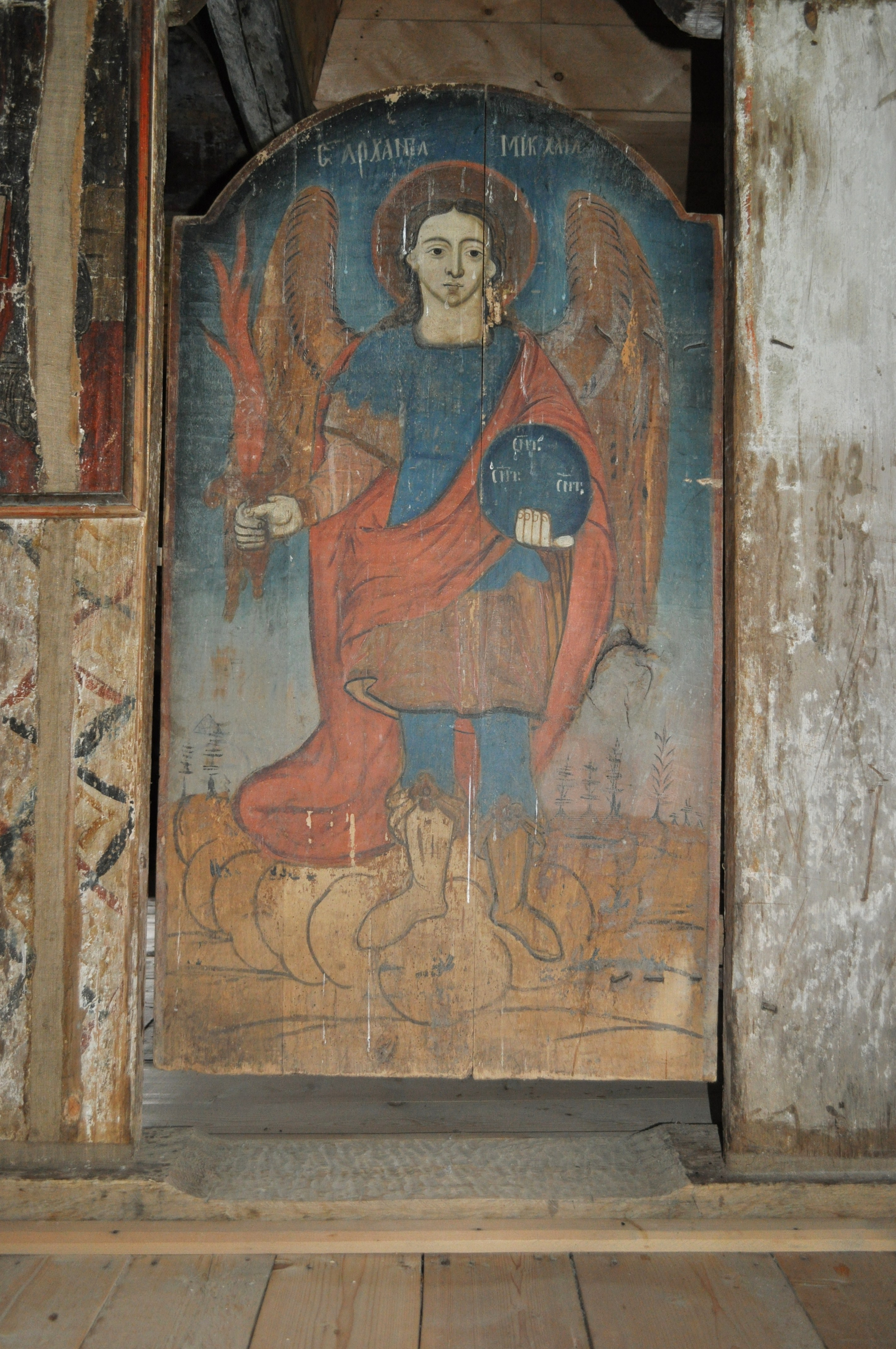
Ușă diaconească: Arhanghelul Mihail

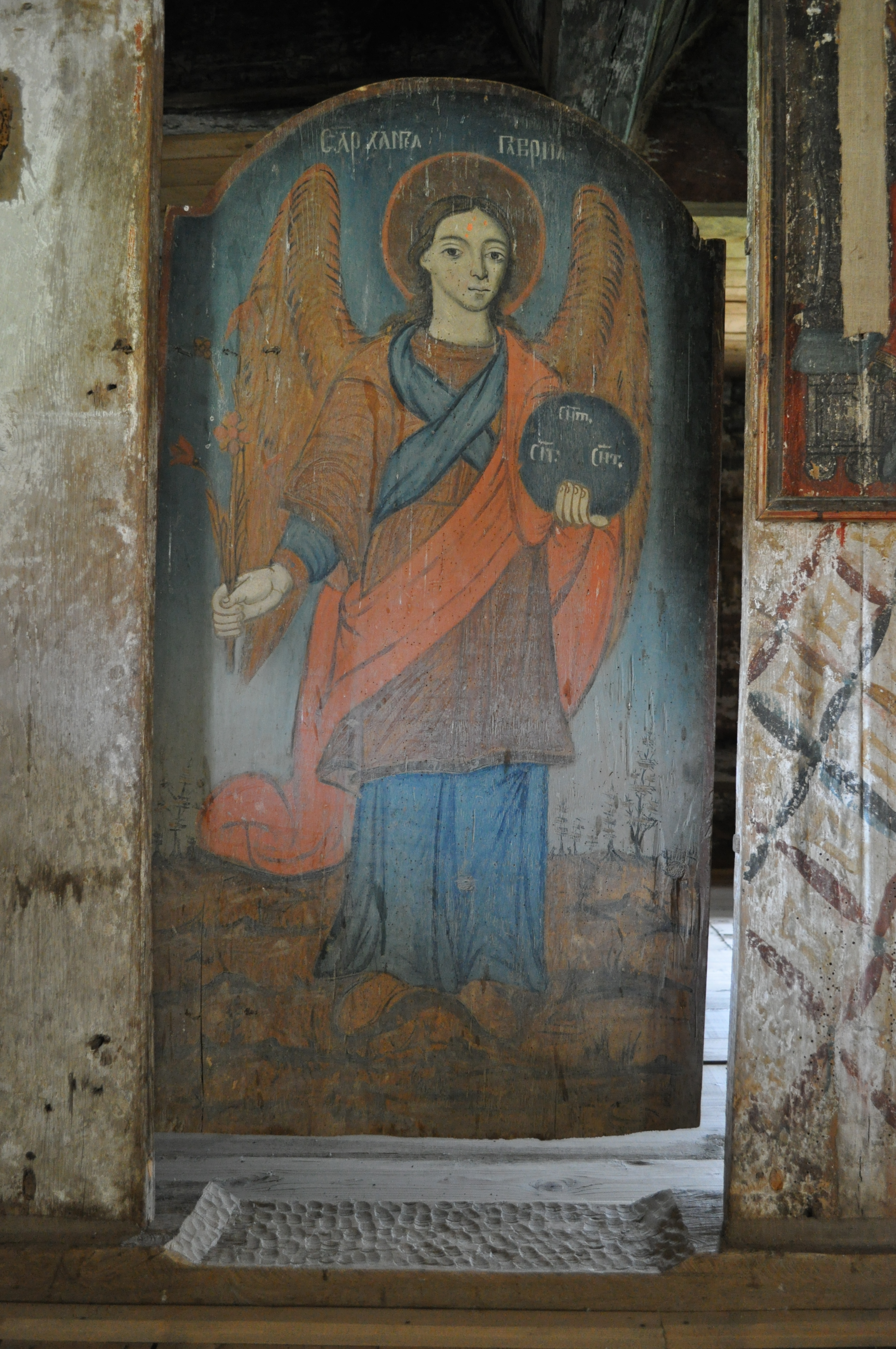
Ușă diaconească: Arhanghelul Gavril

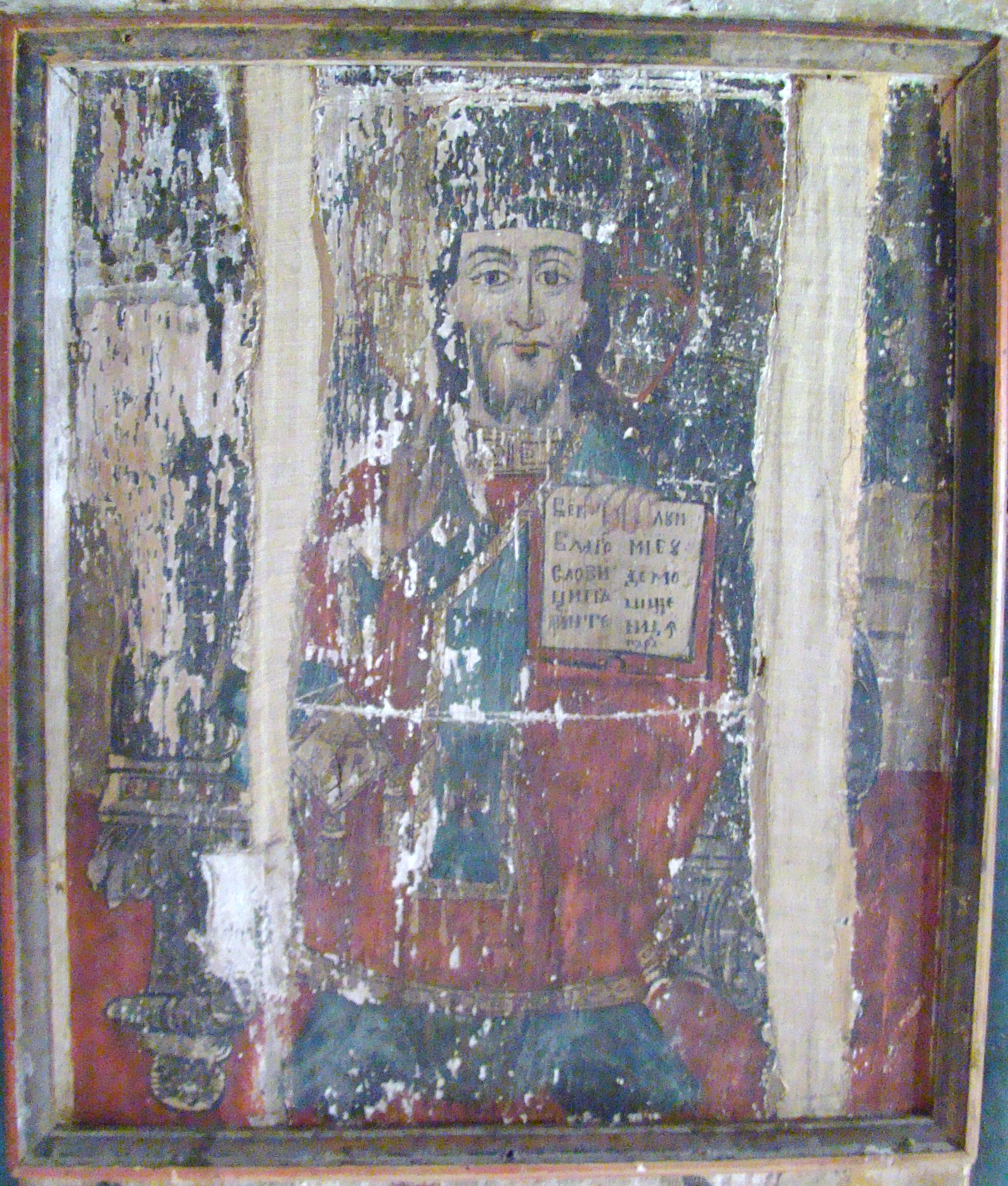
Icoană împărătească: Deisis

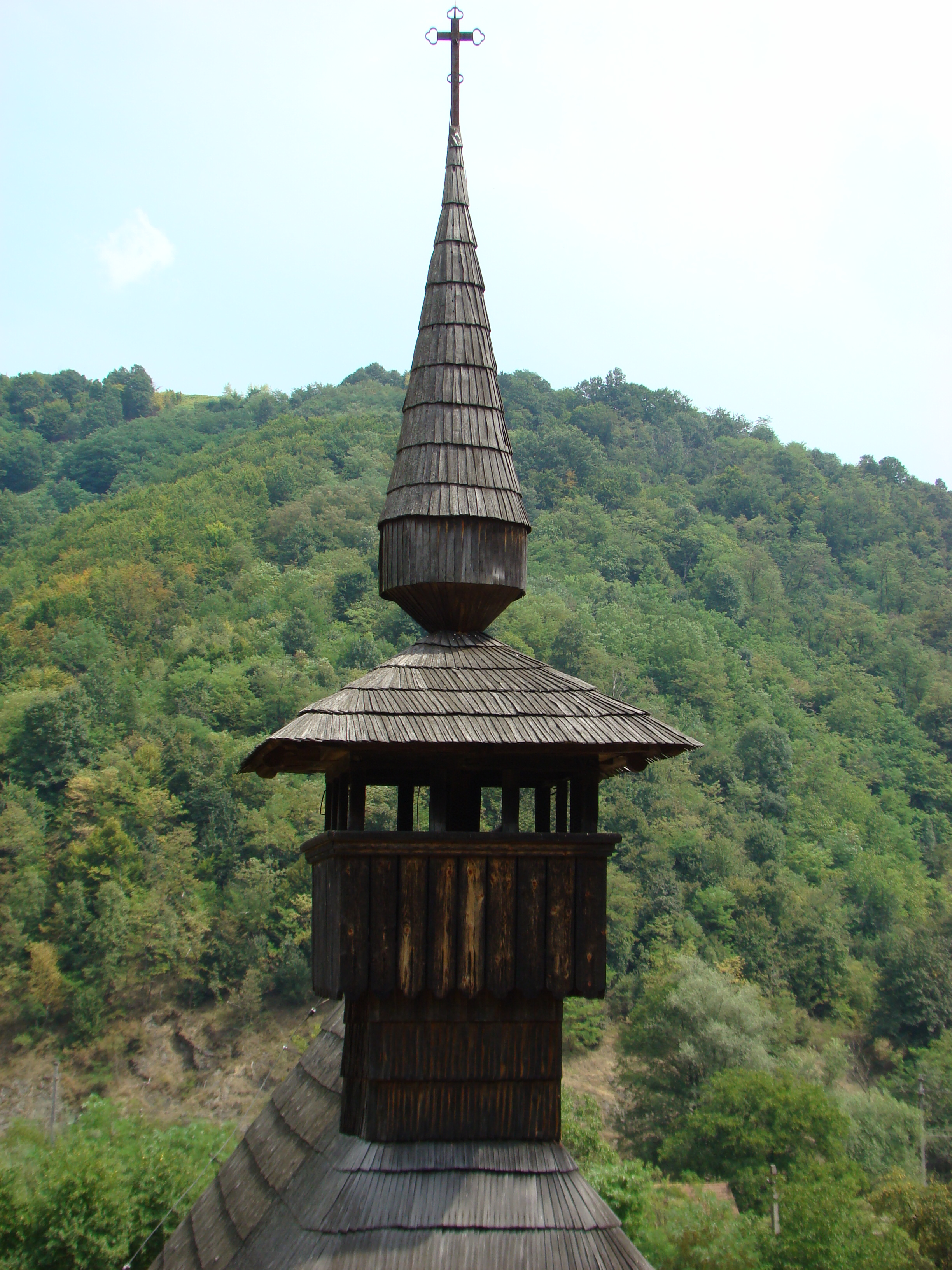
Turnul-clopotniță

Biserica de lemn din Troaș, comuna Săvârșin, județul Arad, datează din anul 1782. Are hramul „Sfinții Trei Ierarhi”. Biserica se află pe noua listă a monumentelor istorice sub codul LMI: cod LMI AR-II-m-A-00655.

## Istoric și trăsături
Biserica ”Sfinții Trei Ierarhi” din Troaș este cea mai veche biserică de lemn de pe valea Mureșului de jos. A fost construită inițial pe locul numit Buza Cărunții, la intrarea în sat. Pe colțul drept al prestolului de piatră se află gravat cu litere chirilice „1782”, an în care unii cercetători plasează începuturile monumentului. Biserica a fost strămutată în 1875 pe actualul loc, Dâmbul Crucii. Planul bisericii este o navă dreptunghiulară terminată cu o absidă cu trei laturi. Tălpile masive sunt așezate pe o fundație de piatră. Deasupra pronaosului se află turnul sprijinit pe grinzi. Acoperișul acestuia este în formă de piramidă cu baza pătrată. Biserica este compusă din trei încăperi, așezate în prelungire pe axa E-V: pronaos, naos și altar (de formă poligonală cu 5 laturi). Construcția are următoarele dimensiuni: L=10,54m ; l=4,97m și este învelită cu șiță. Biserica a fost pictată în 1812 de zugravul Nicolae din Lupșa Mare, pe cheltuiala satului (30 de florini). Pictura a fost lucrată în tempera pe un strat de preparație dat direct pe lemn. Interspațiile dintre grinzi sunt acoperite cu șipci de brad peste care s-a pus pânză groasă. Scenele religioase sunt dispuse conform tradiției și corosului ortodox. Ușile diaconești poartă chipul Arhanghelilor Mihail și Gavriil iar cele împărătești ale Sf. Apostoli Petru și Pavel. Catapeteasma, construită din lemn de stejar este și perete de rezistență. Mai păstrează doar chipurile Mântuitorului cu Evanghelia deschisă și al Maicii Domnului cu Iisus Prunc, în brațe. Se mai disting chipurile proorocilor din Vechiul Testament. Peretele de miazănoapte al naosului prezintă chipurile Sf. M. Foca, Stratilat, Lup, Tiron, Punerea în Mormânt, Iosif, Nicodim, Mironosițele, Învierea lui ICHC. Latura sudică este degradată total. Se distinge doar chipul Sf. Gheorghe. Bolta naosului prezintă chinurile lui Iisus și chipurile lui Luca, Abel, Cain și Ioan. Latura sudică este degradată în totalitate. Latura vestică îl are în centru pe Iisus la Judecata din Urmă, înconjurat de Sf. Hristofor, Tob, un heruvim, Sf. M. Loitie, Sf. Gherasim. Latura estică este ștearsă; se disting doar reprezentările Sf. M. Siria și o inscripție săpată în lemn pe ușiorii ușii: "Ix. HC. NI. Ka. Sf. Dumnezeule amin". Biserica a slujit ca lăcaș de cult până în 1941, an în care comunitatea și-a făcut altă biserică din cărămidă. Atunci i s-a luat și clopotul care avea inscripționat anul 1783 (o diferență de un an față de cea din pristol, confirmând încă o dată anul construcției). Singurele obiecte de cult păstrate sunt: masa sfântă, o lespede de piatră de formă pătrată (aproximativ 1 m), susținută de un picior de piatră, îngropat în pământ, în altar și chivotul de lemn, datat 1875, aflat pe masa din altar. 

## Imagini din exterior

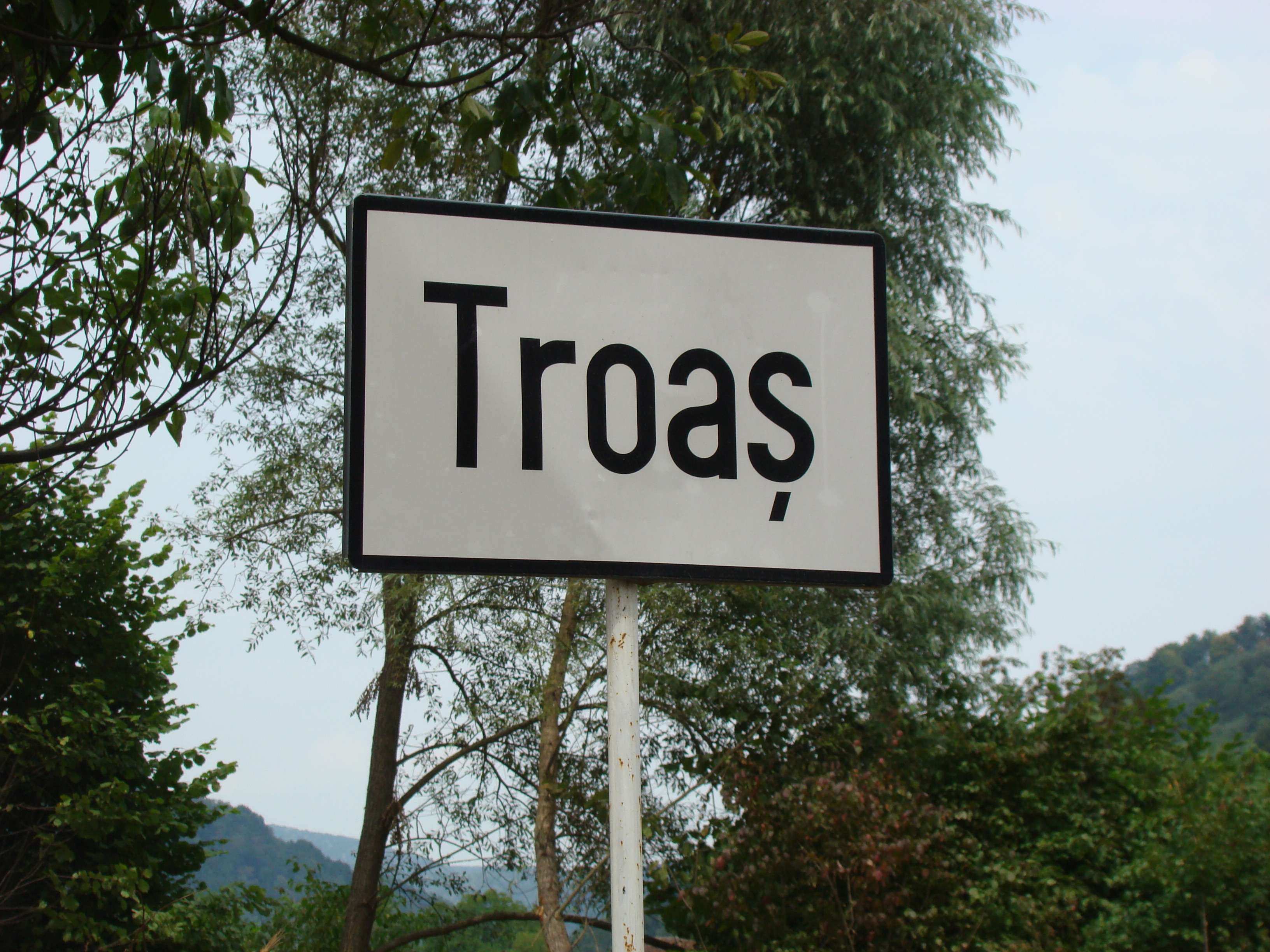
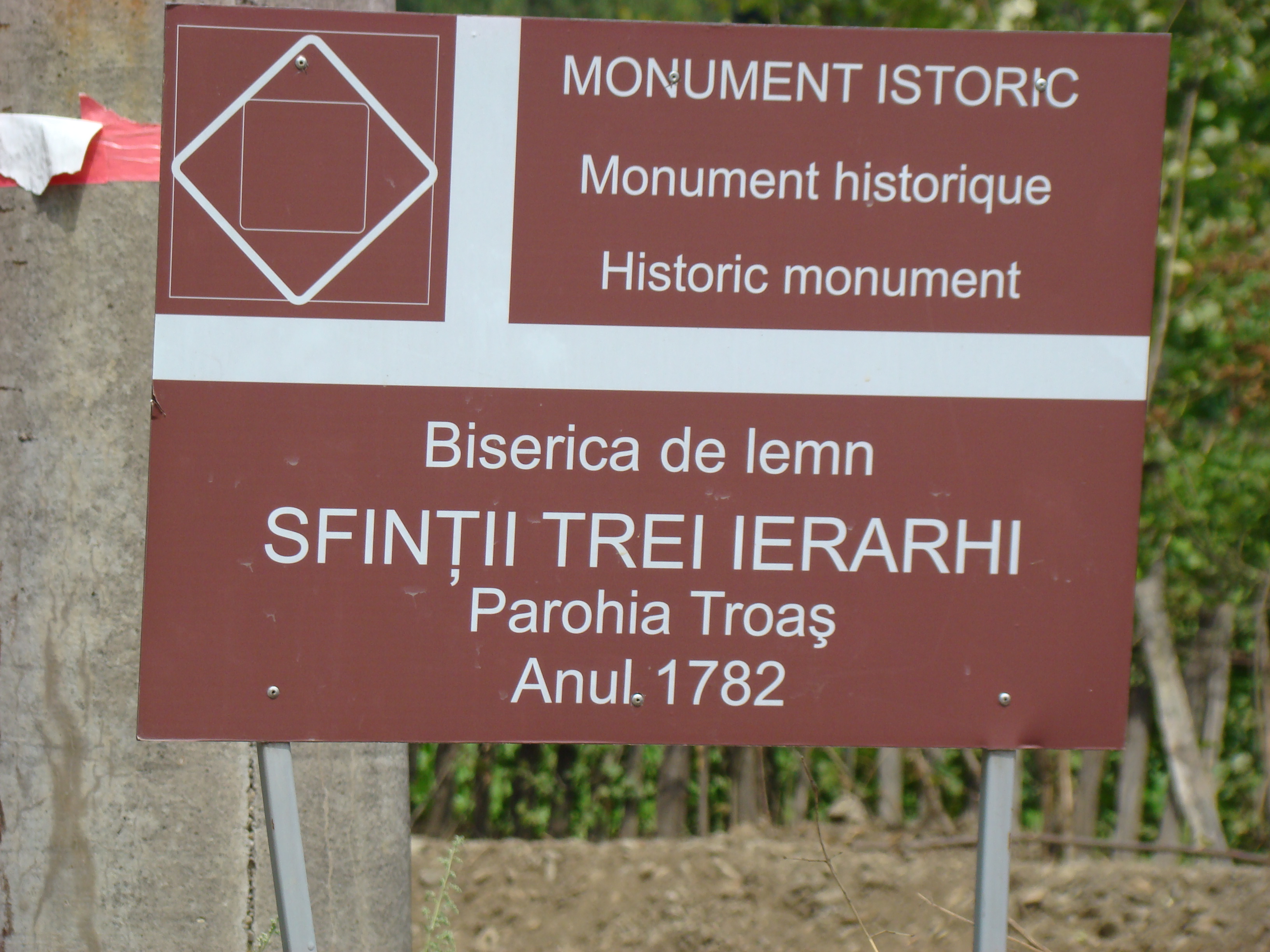
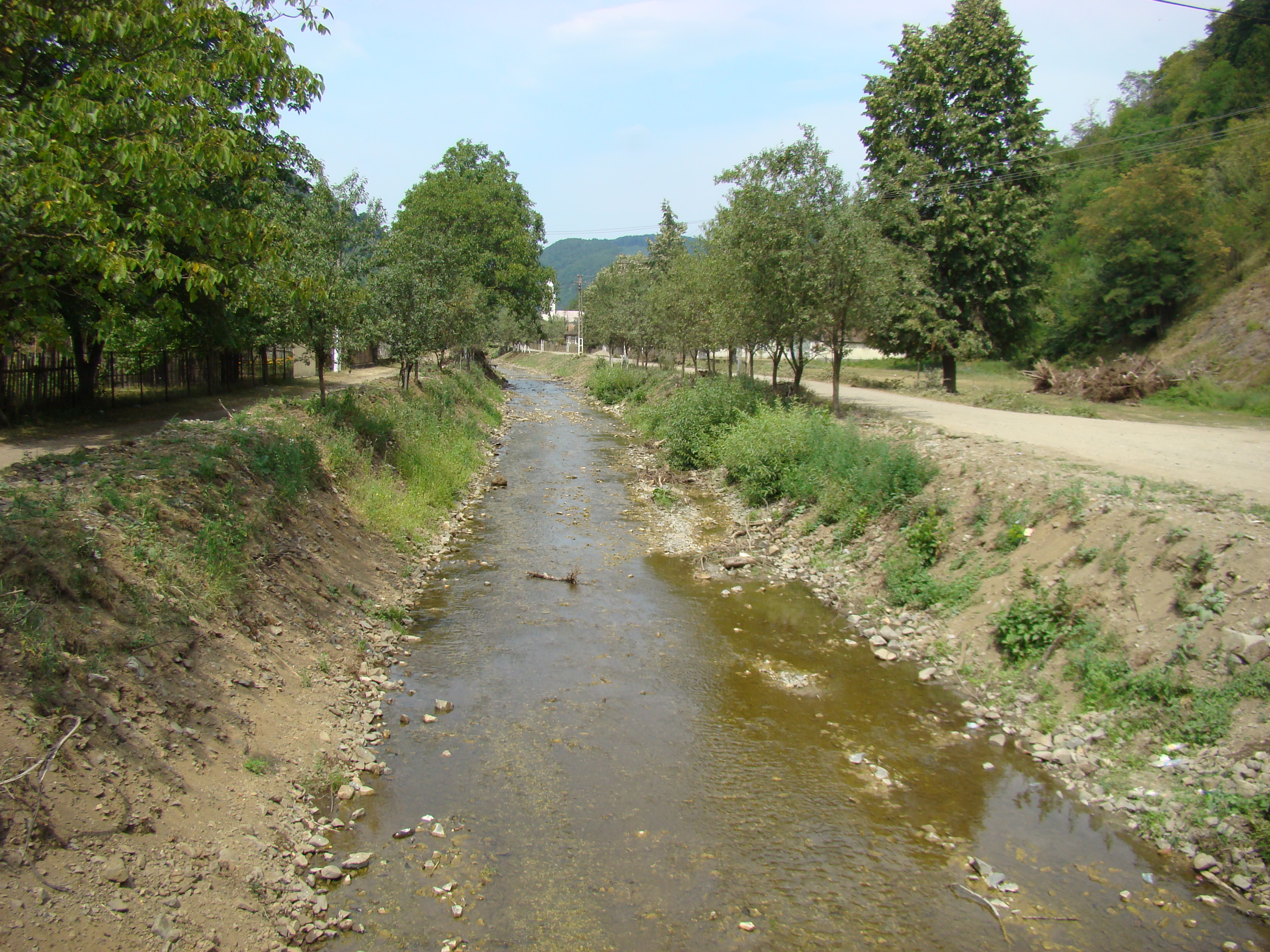
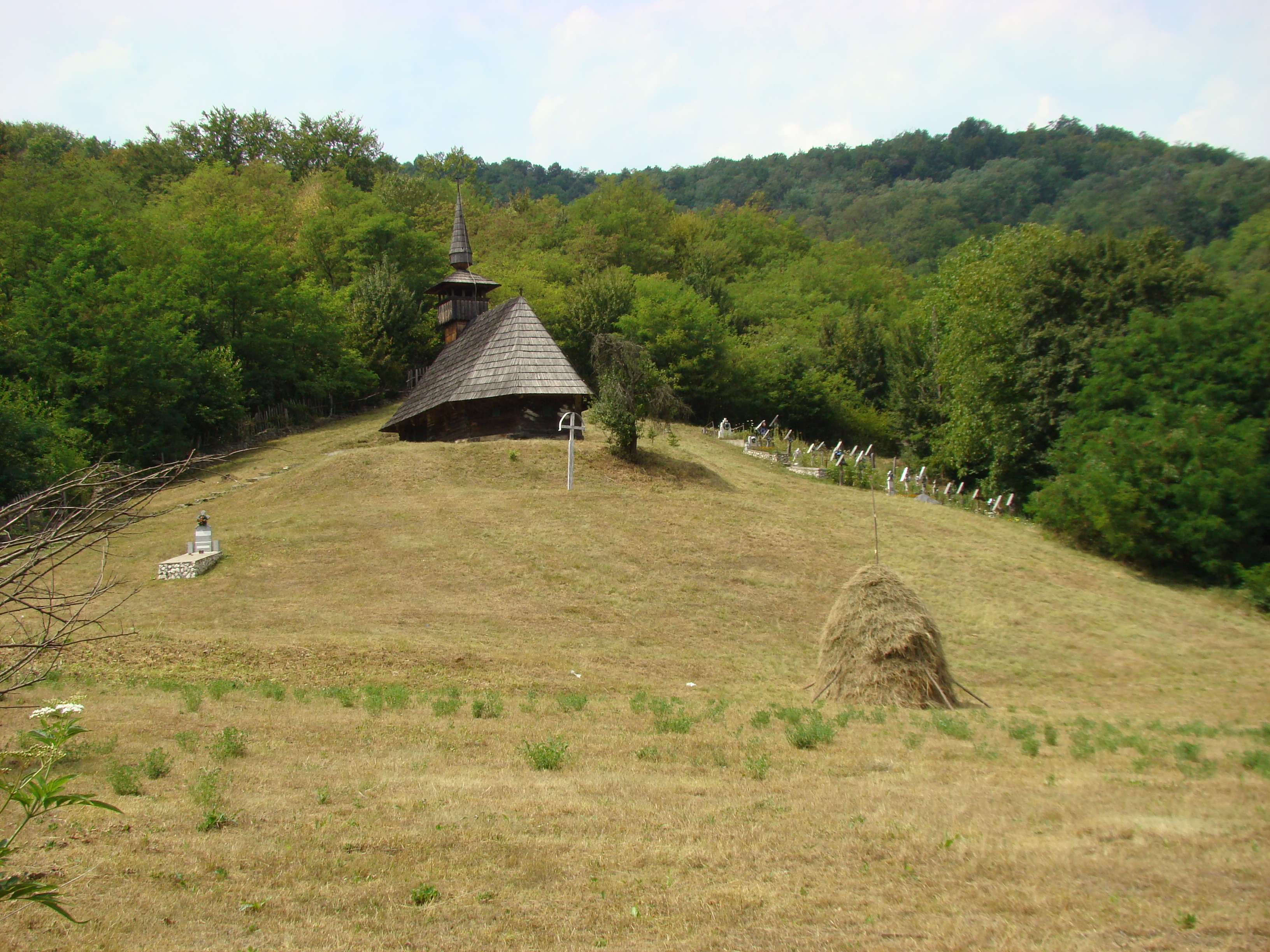
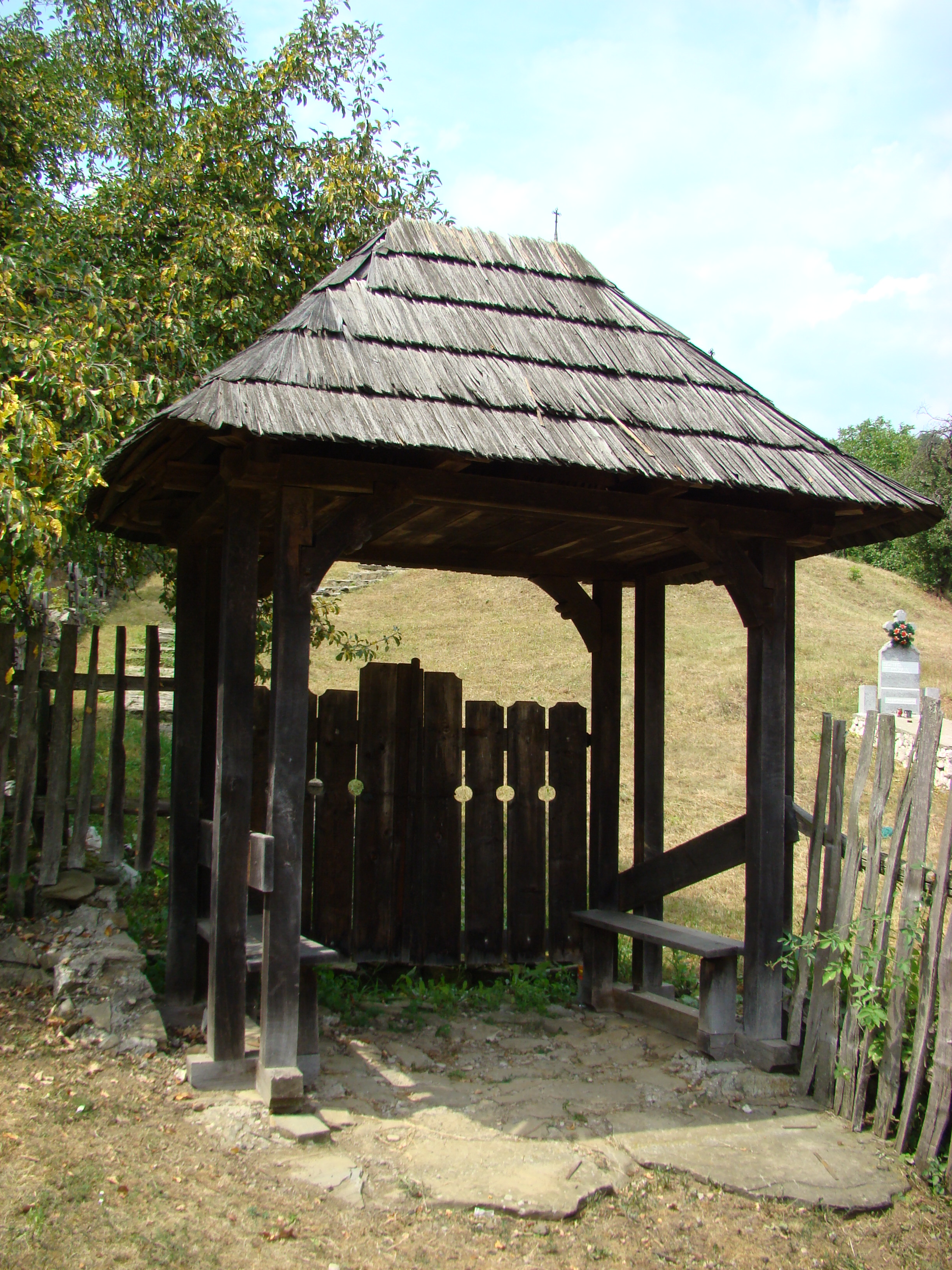
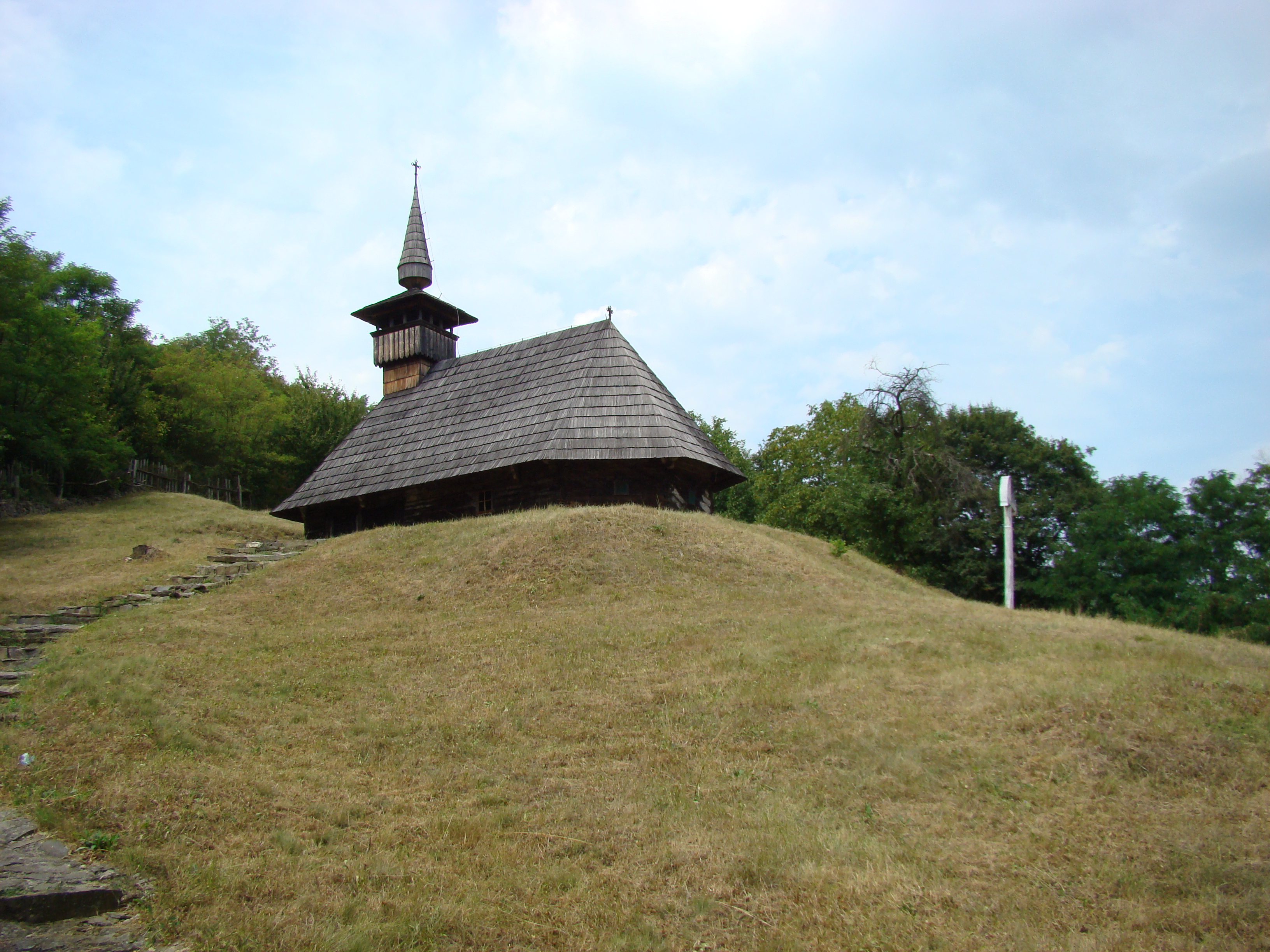
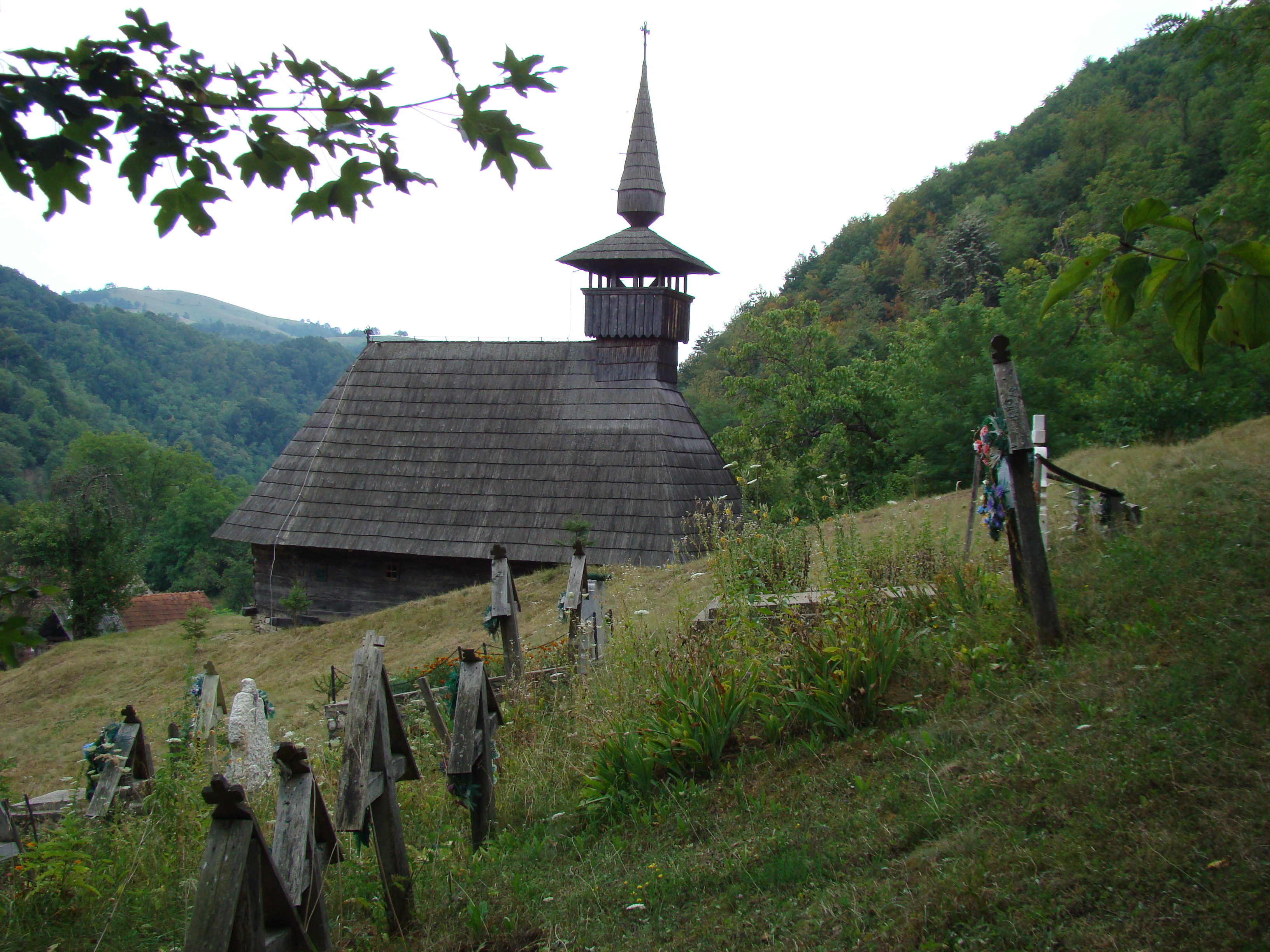
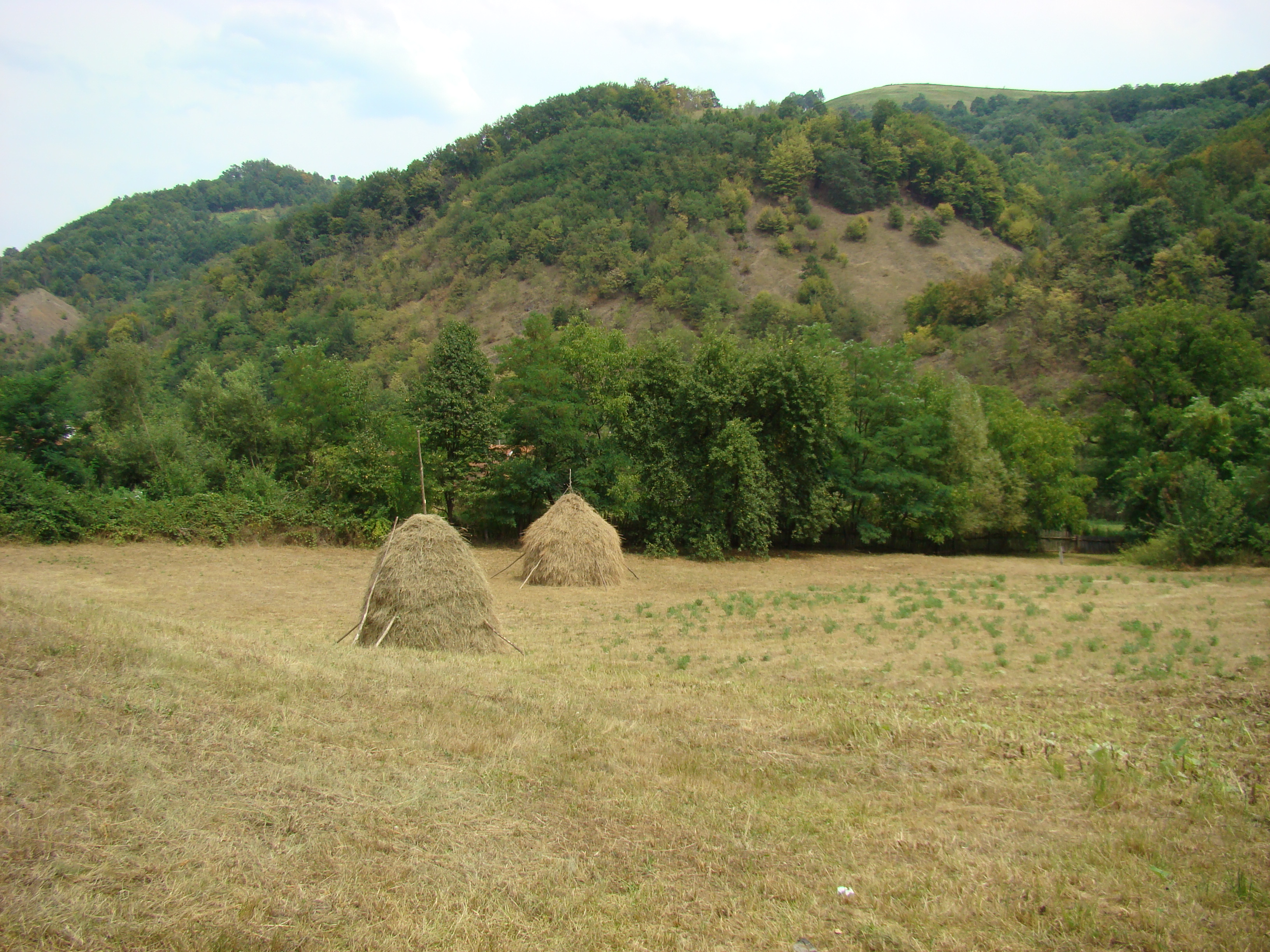
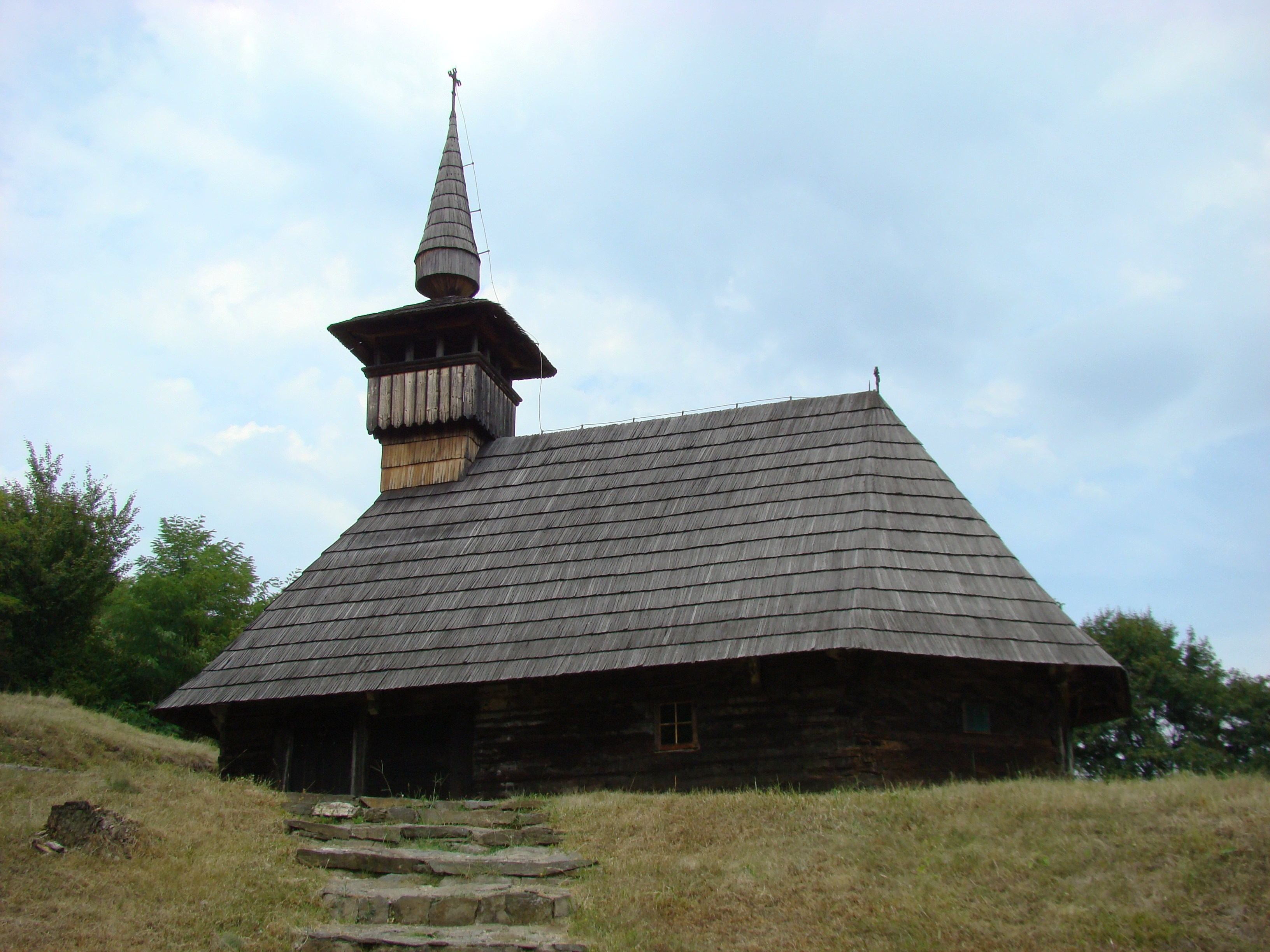
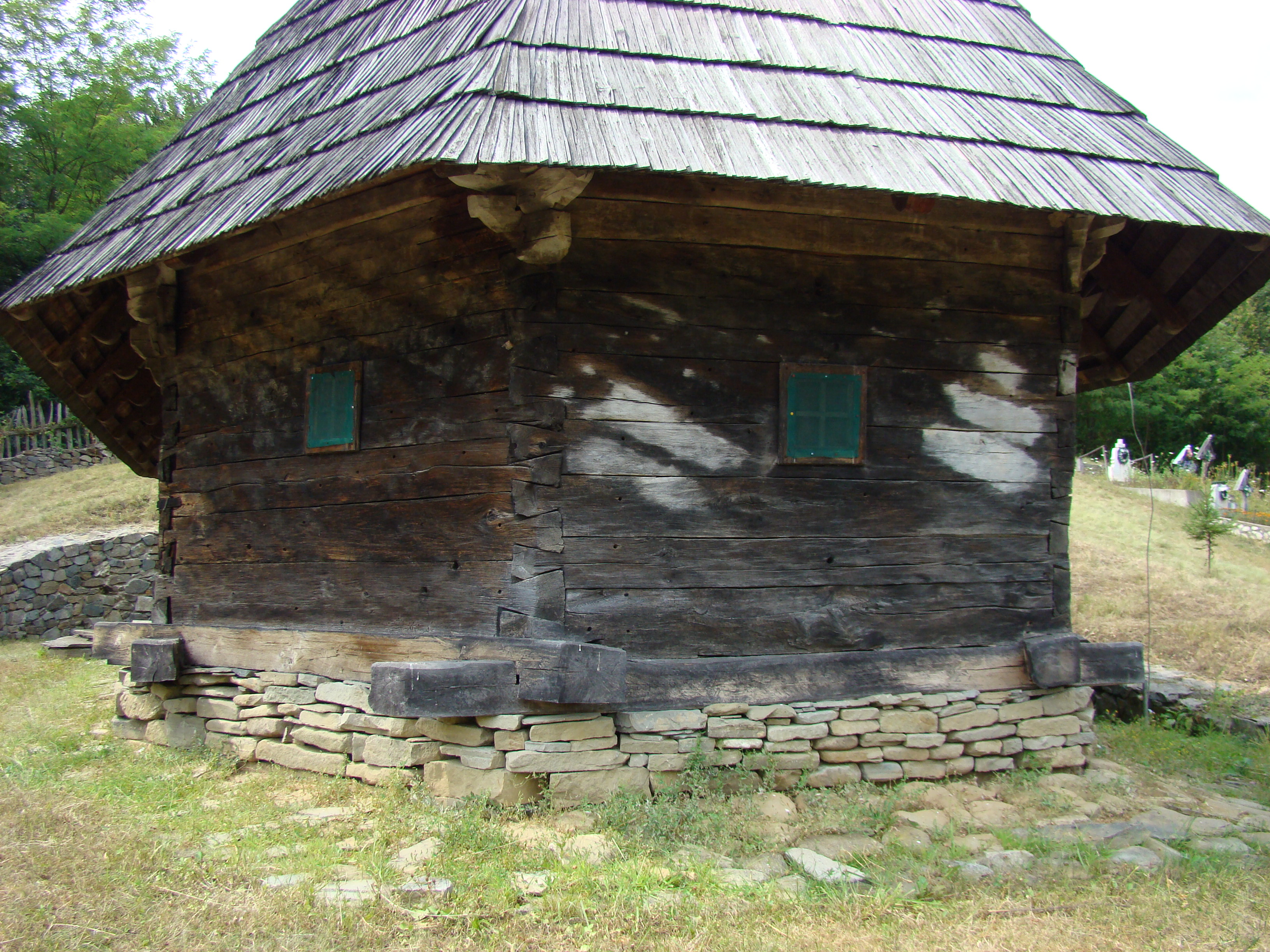
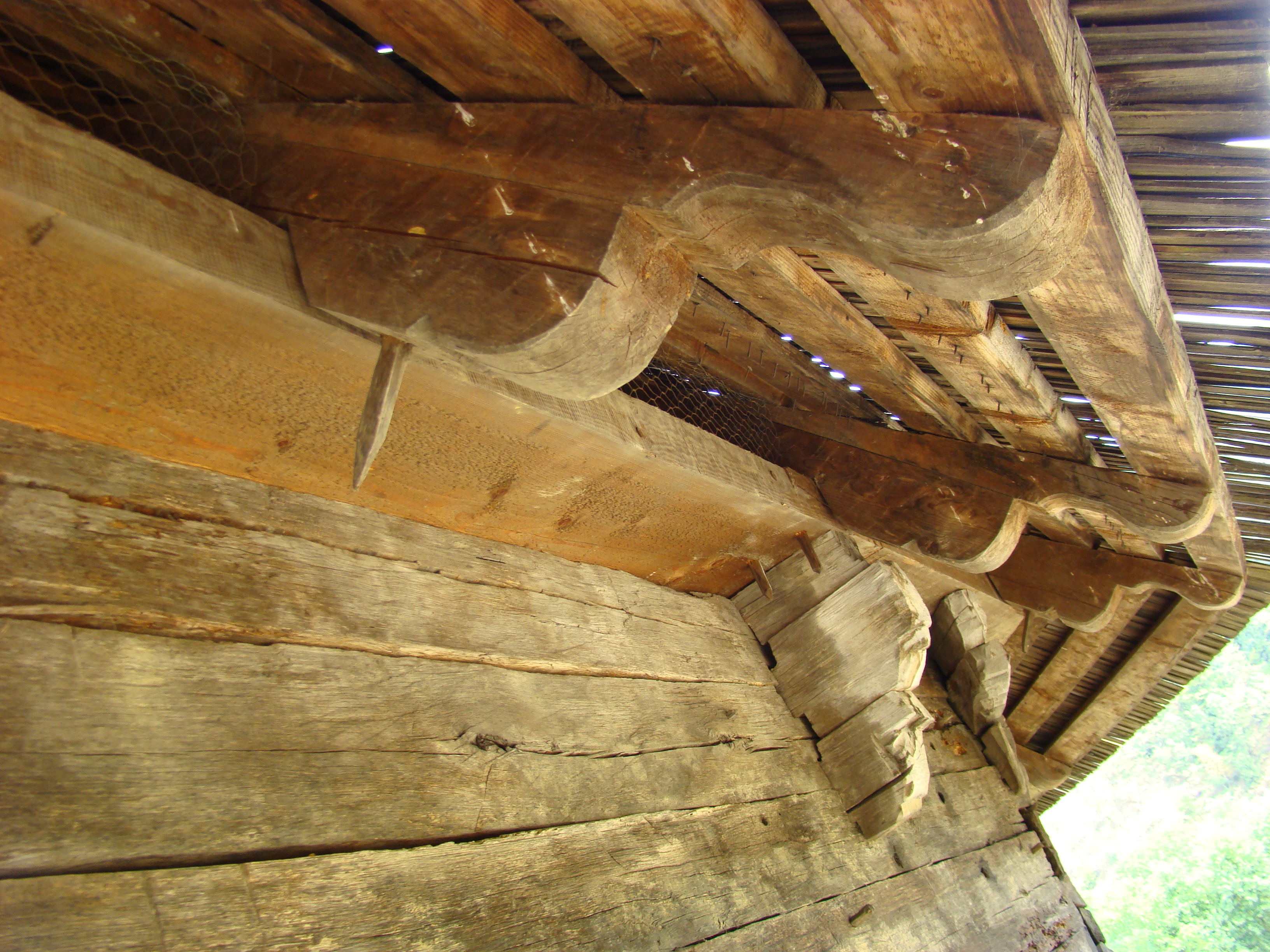
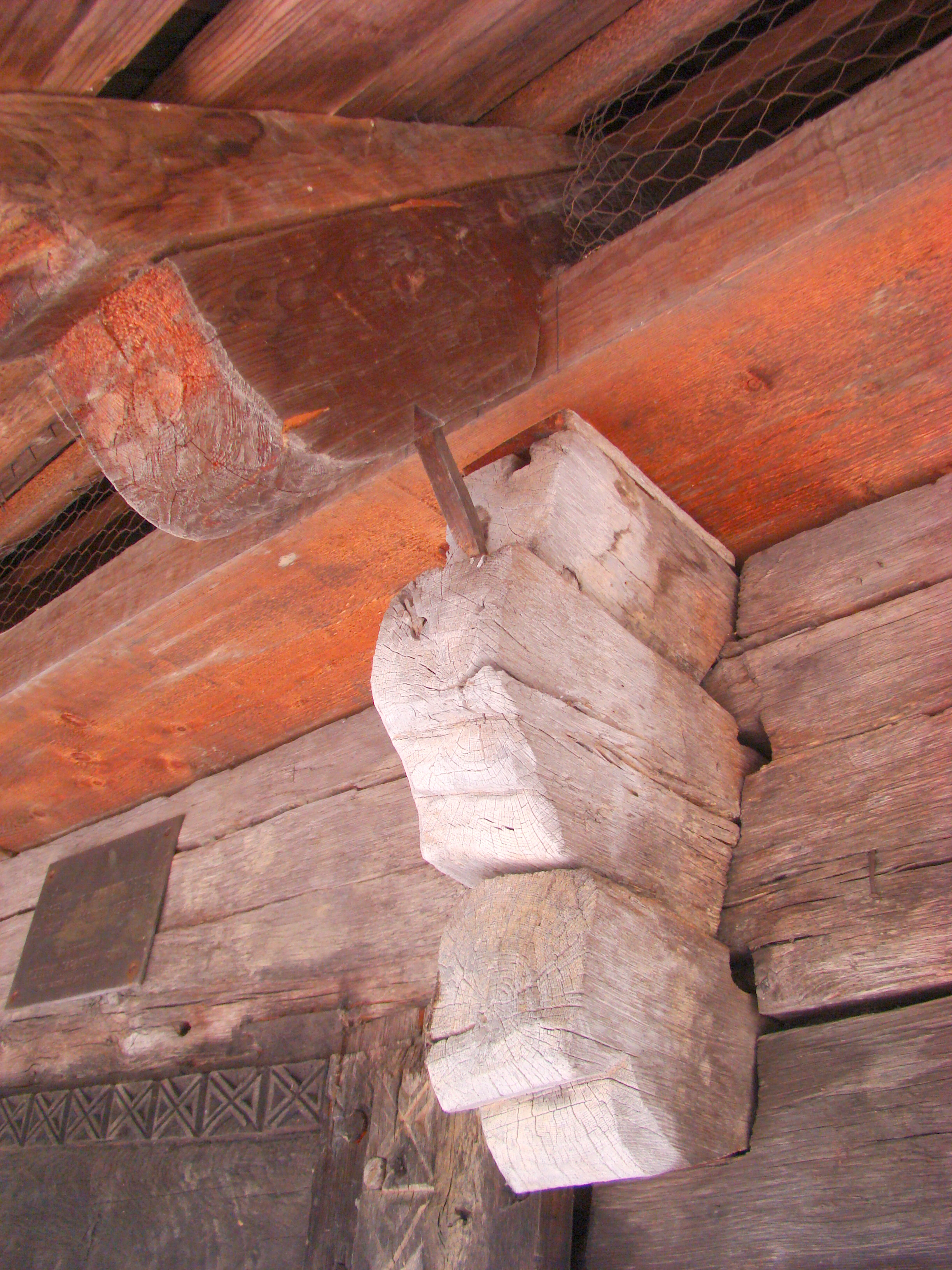
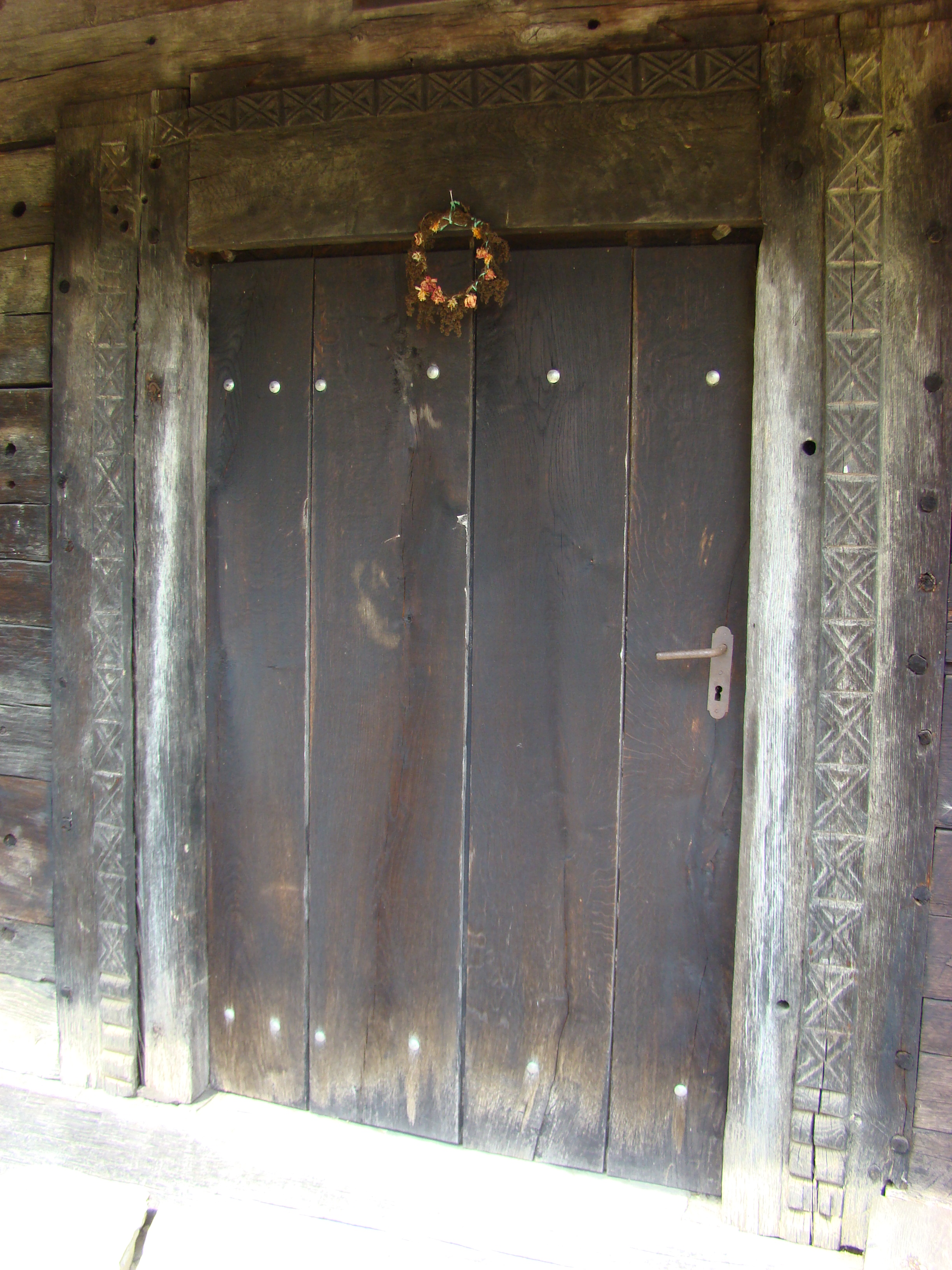
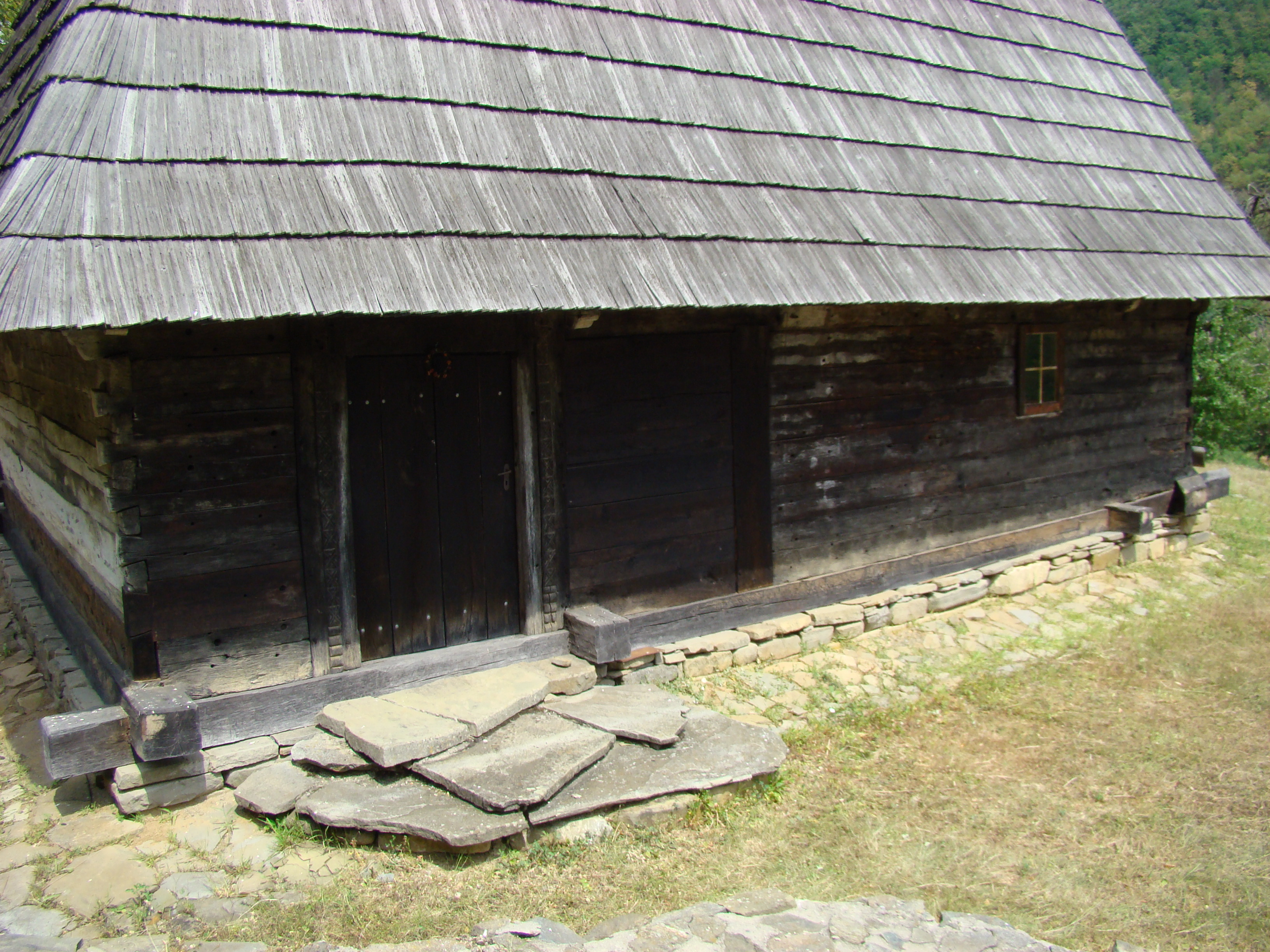
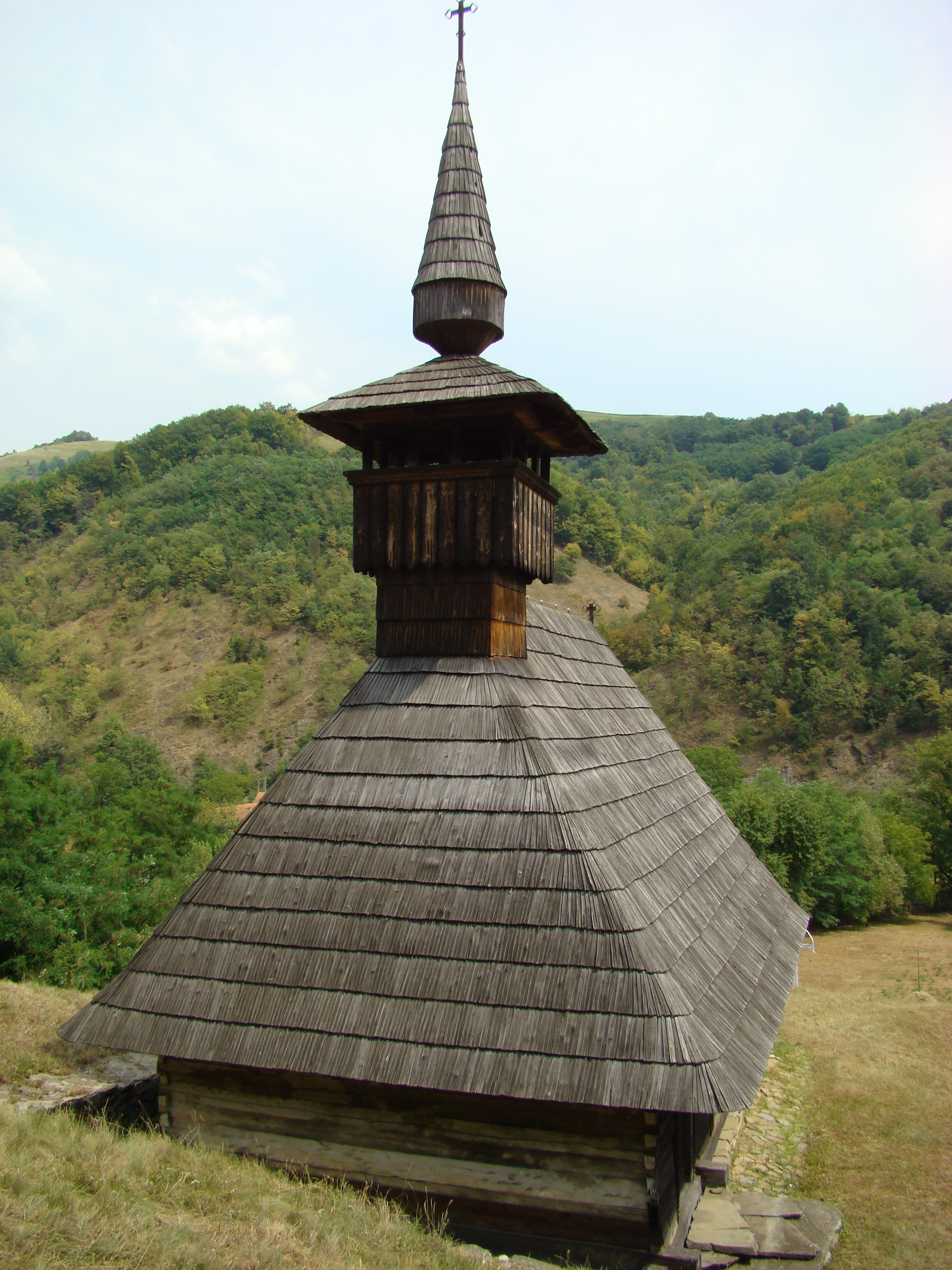
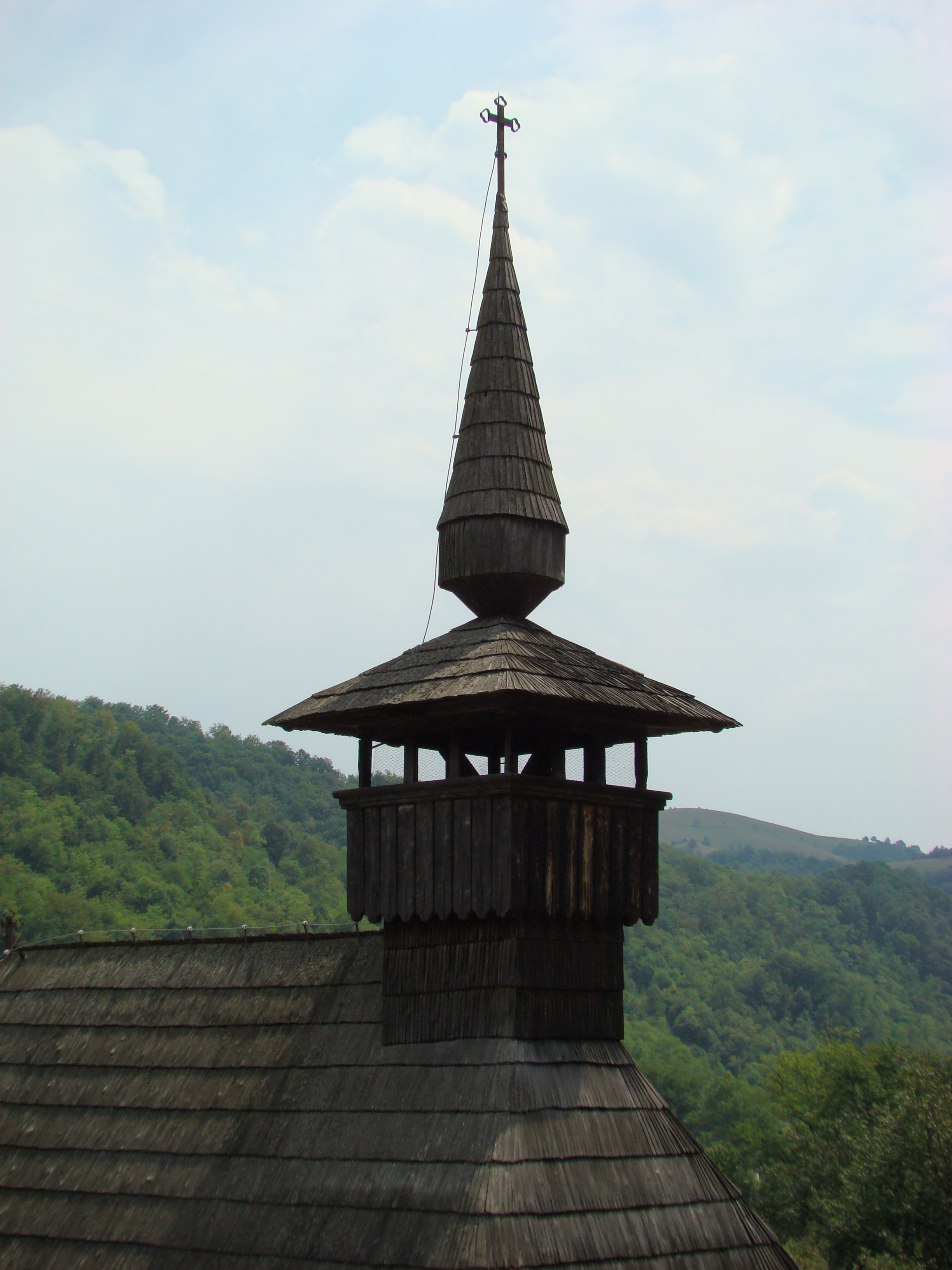
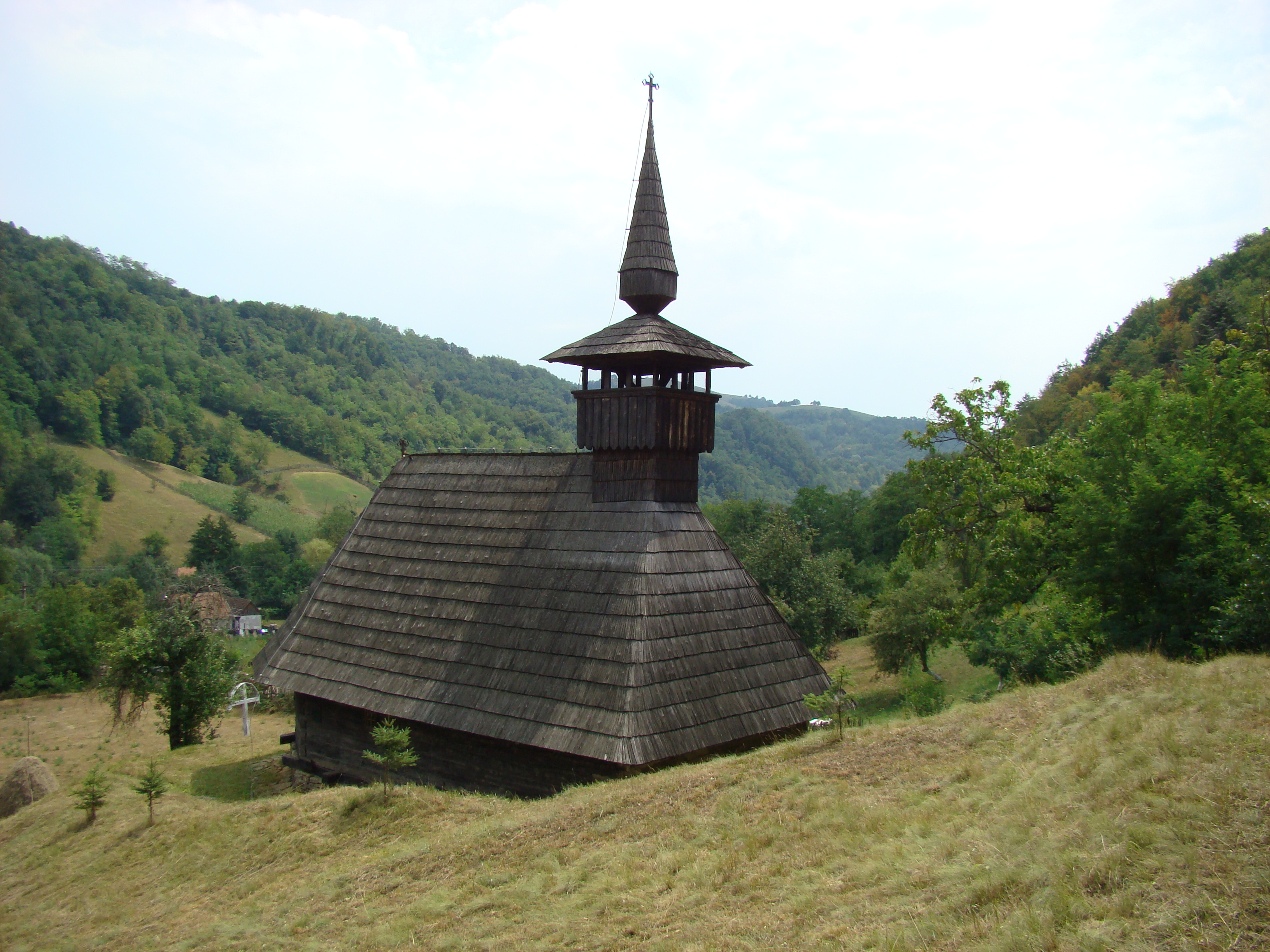
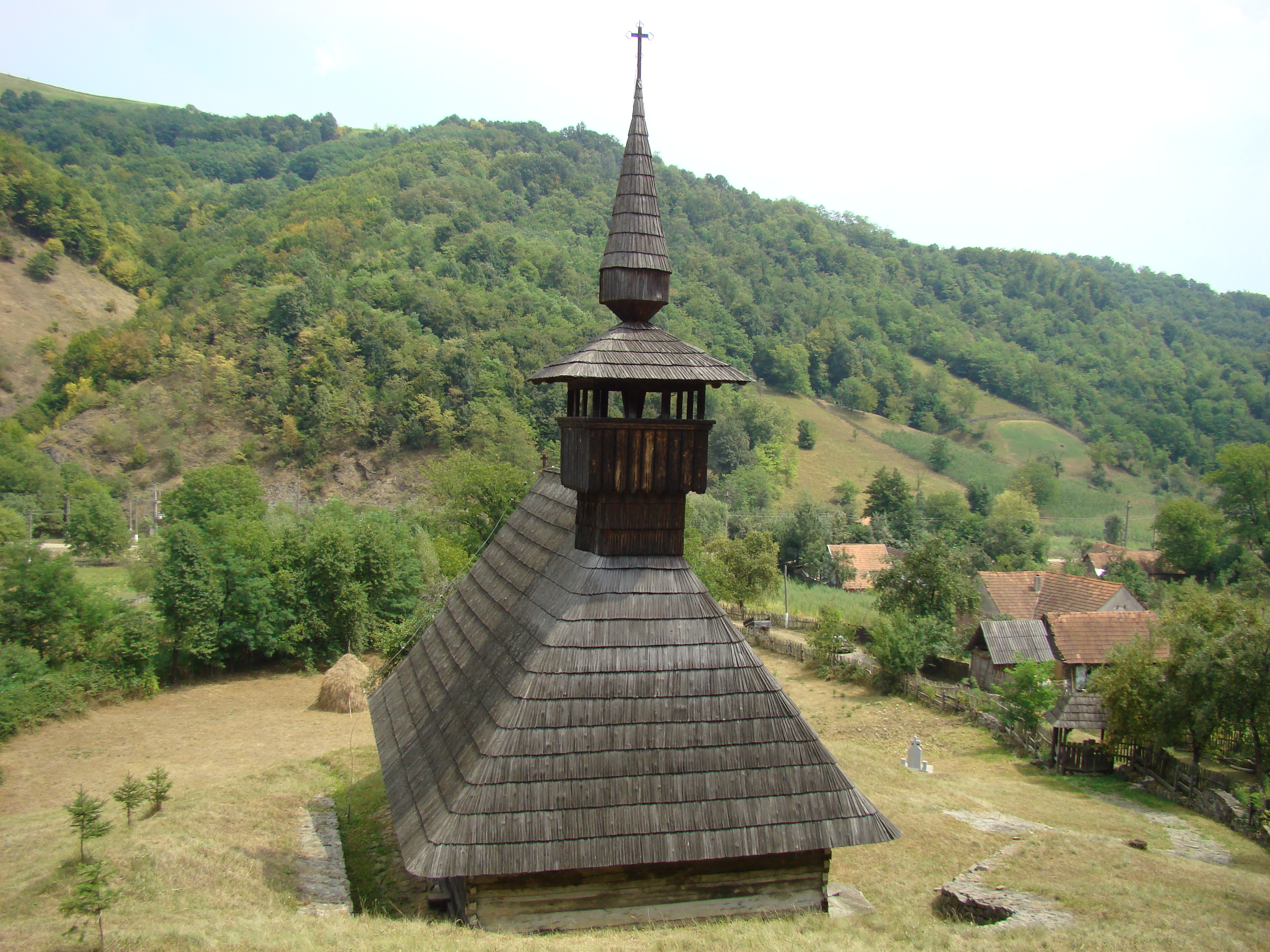
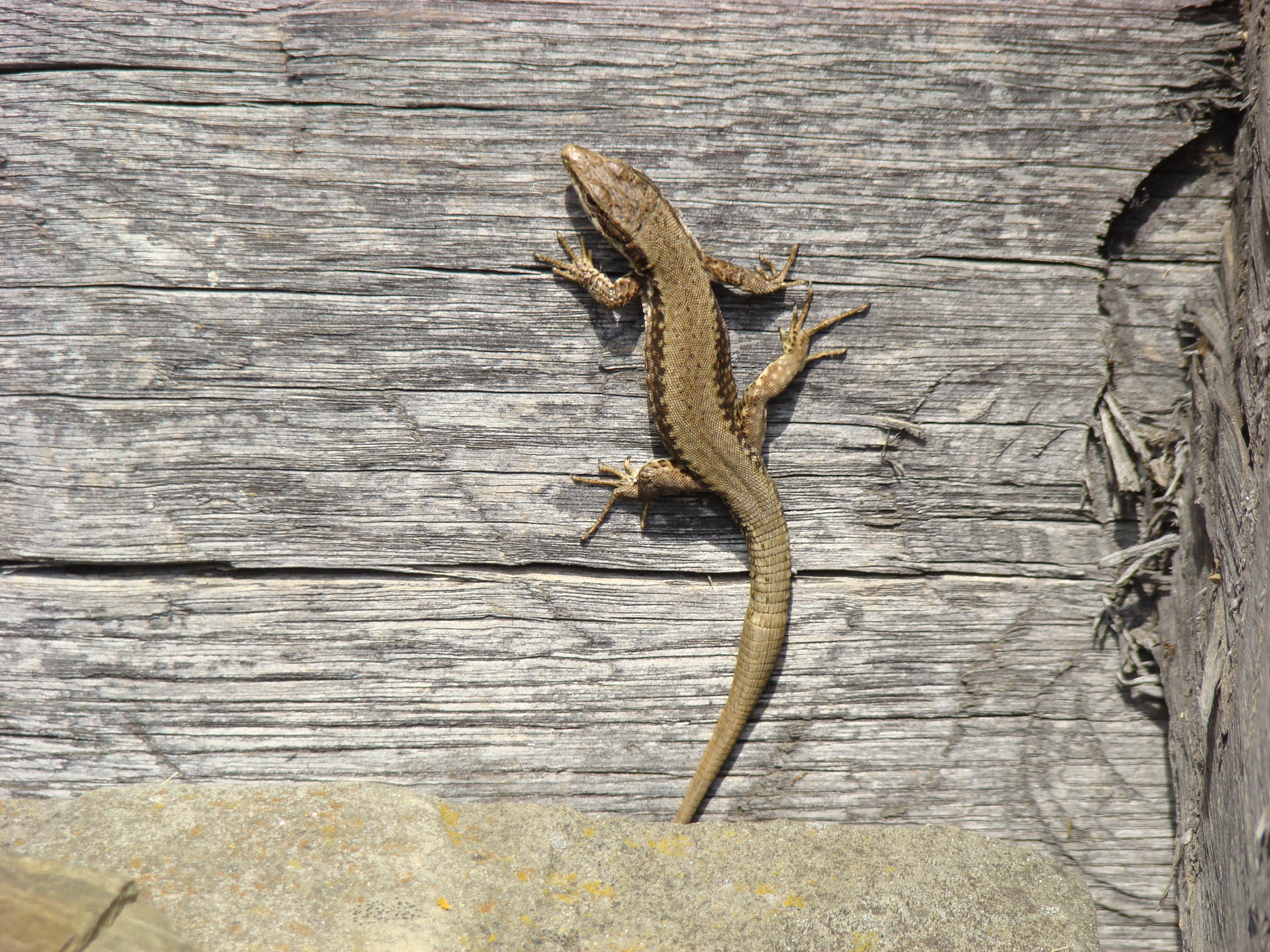
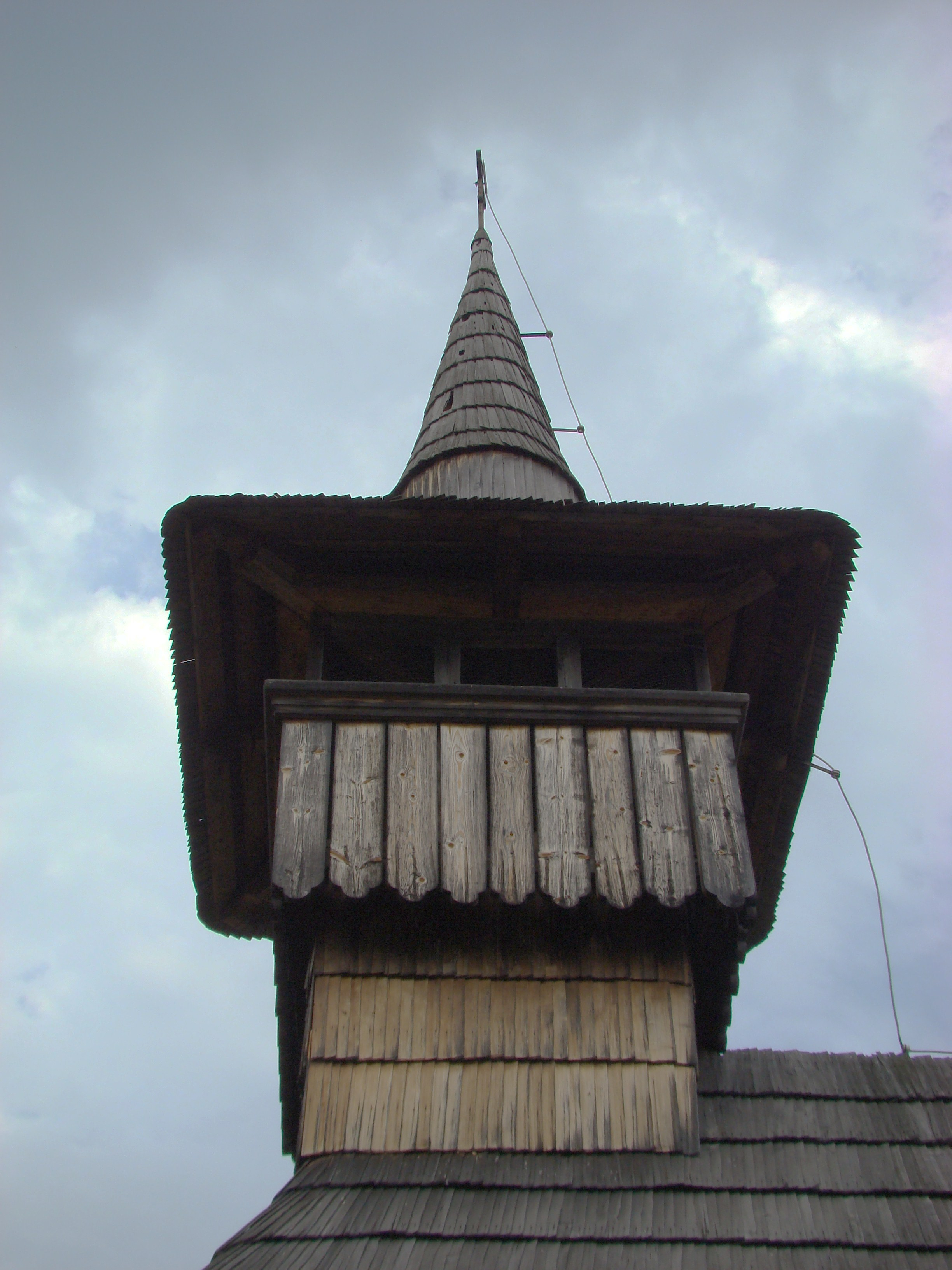
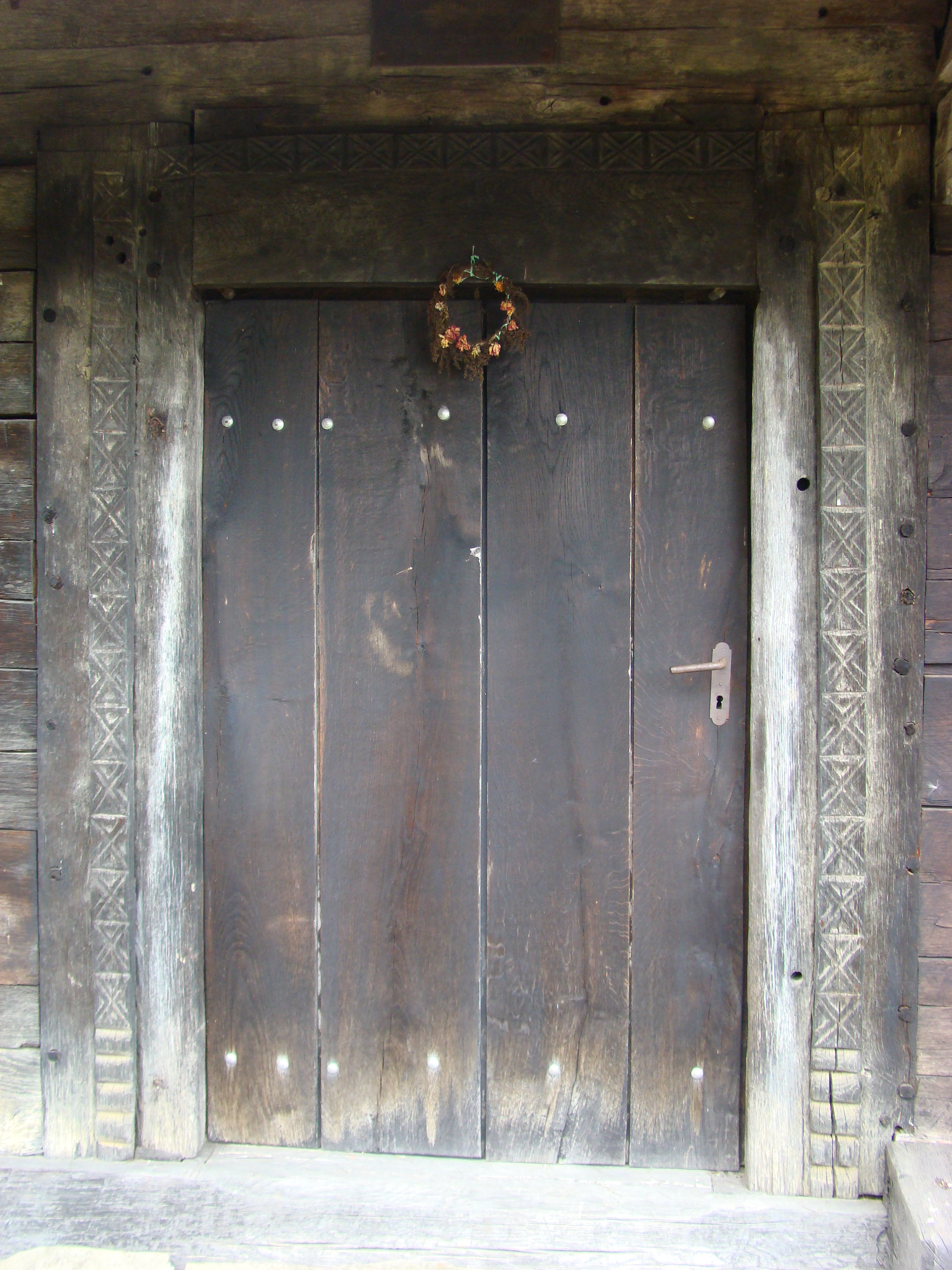
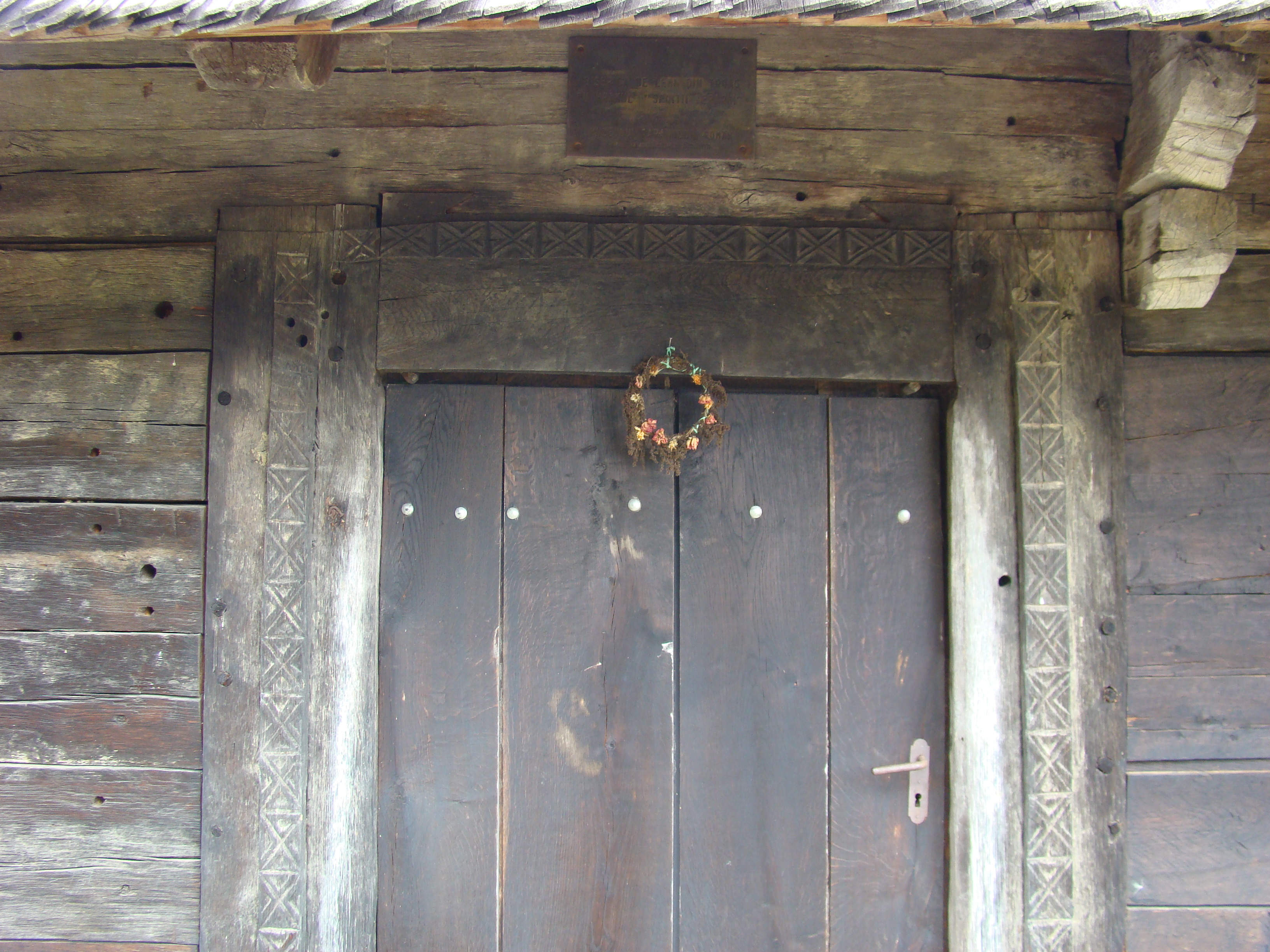
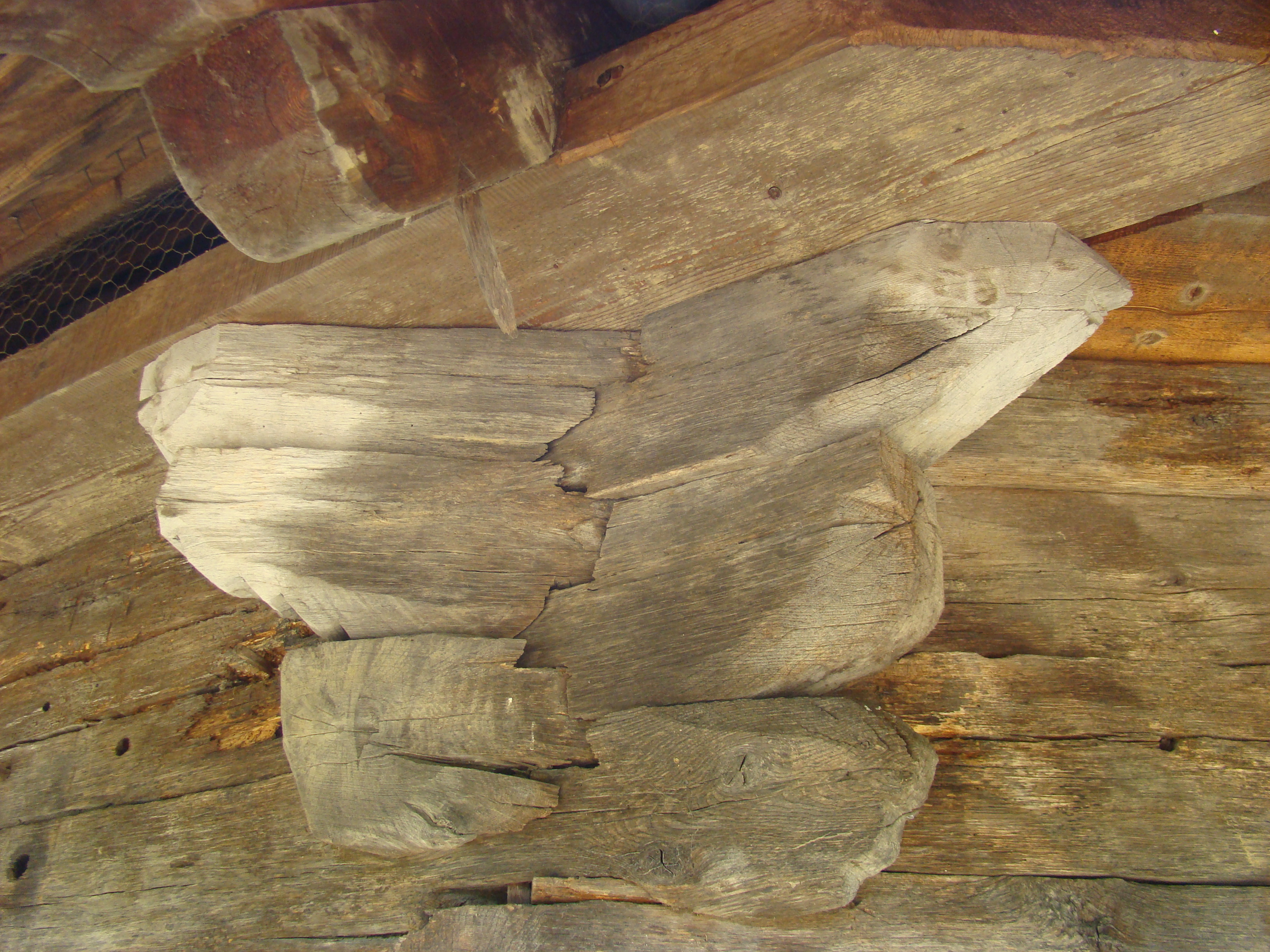
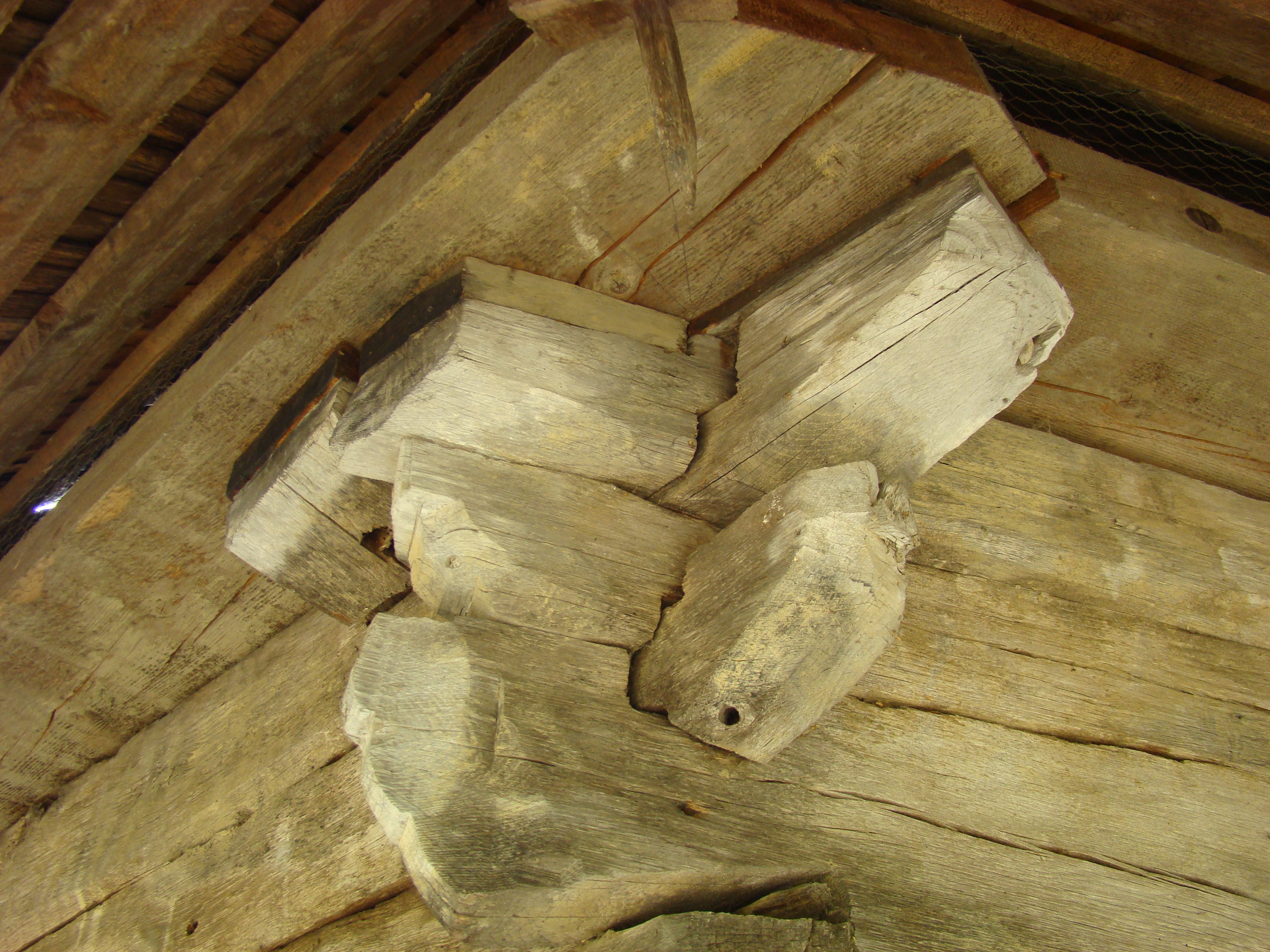
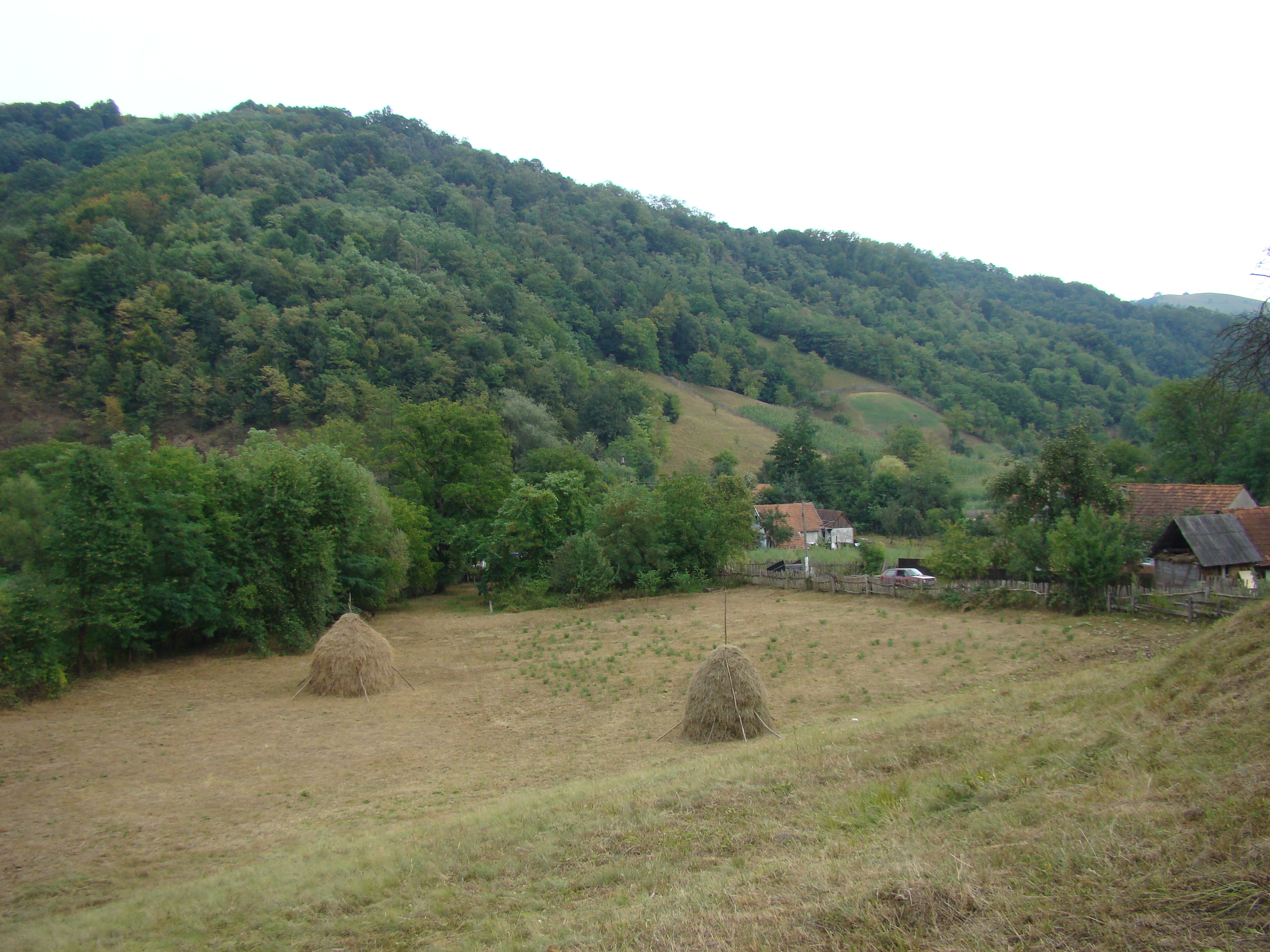
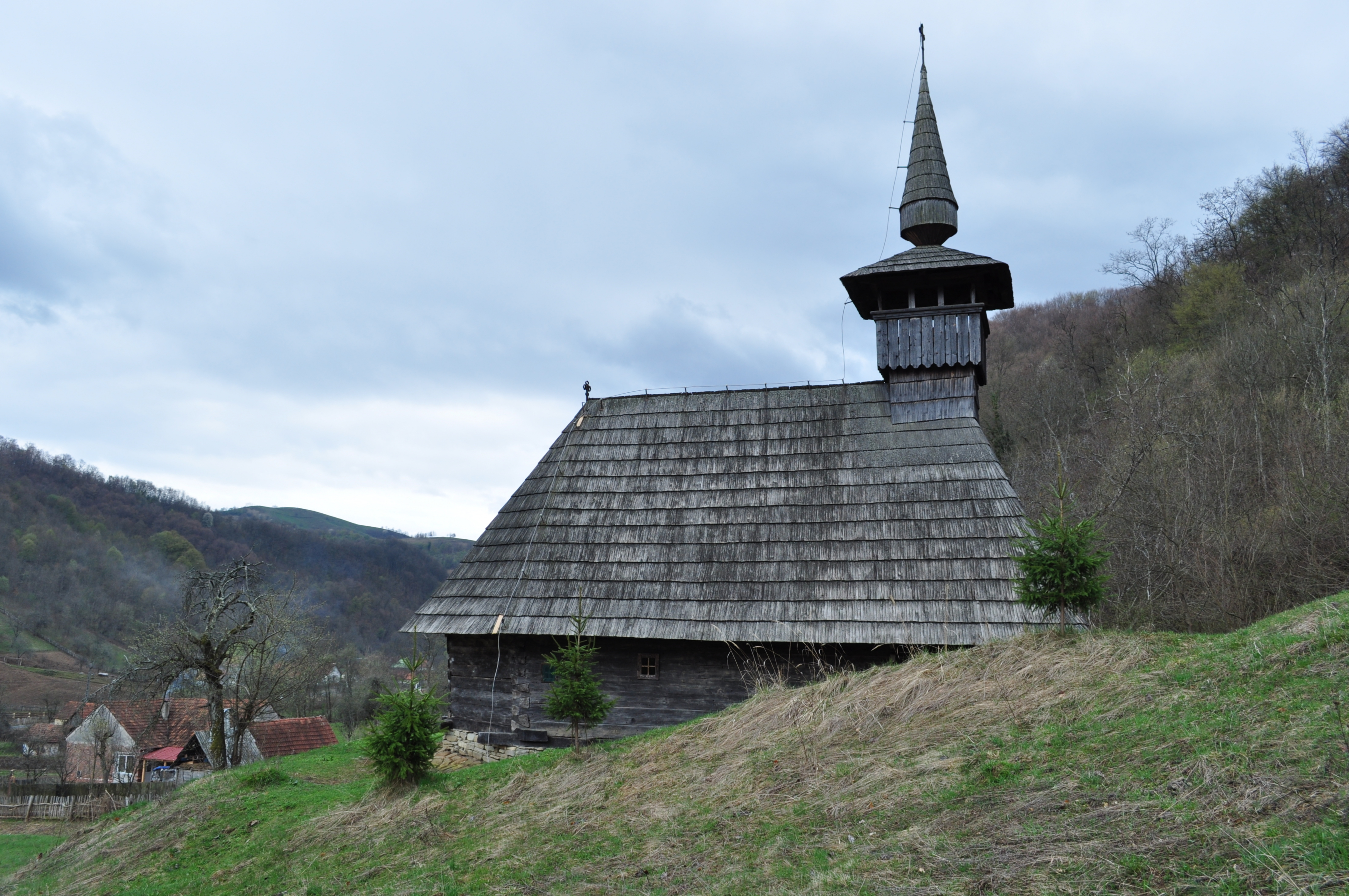
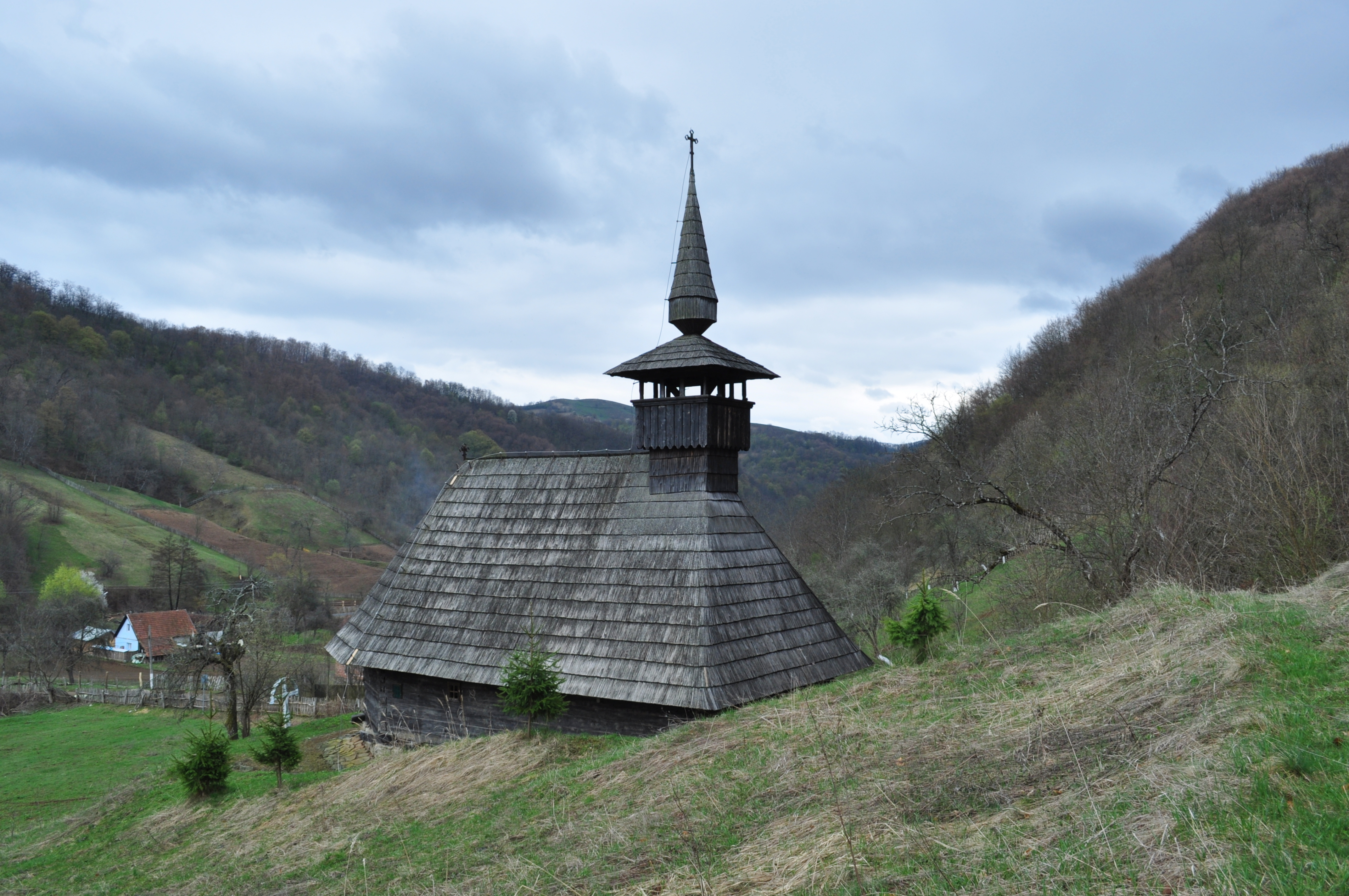
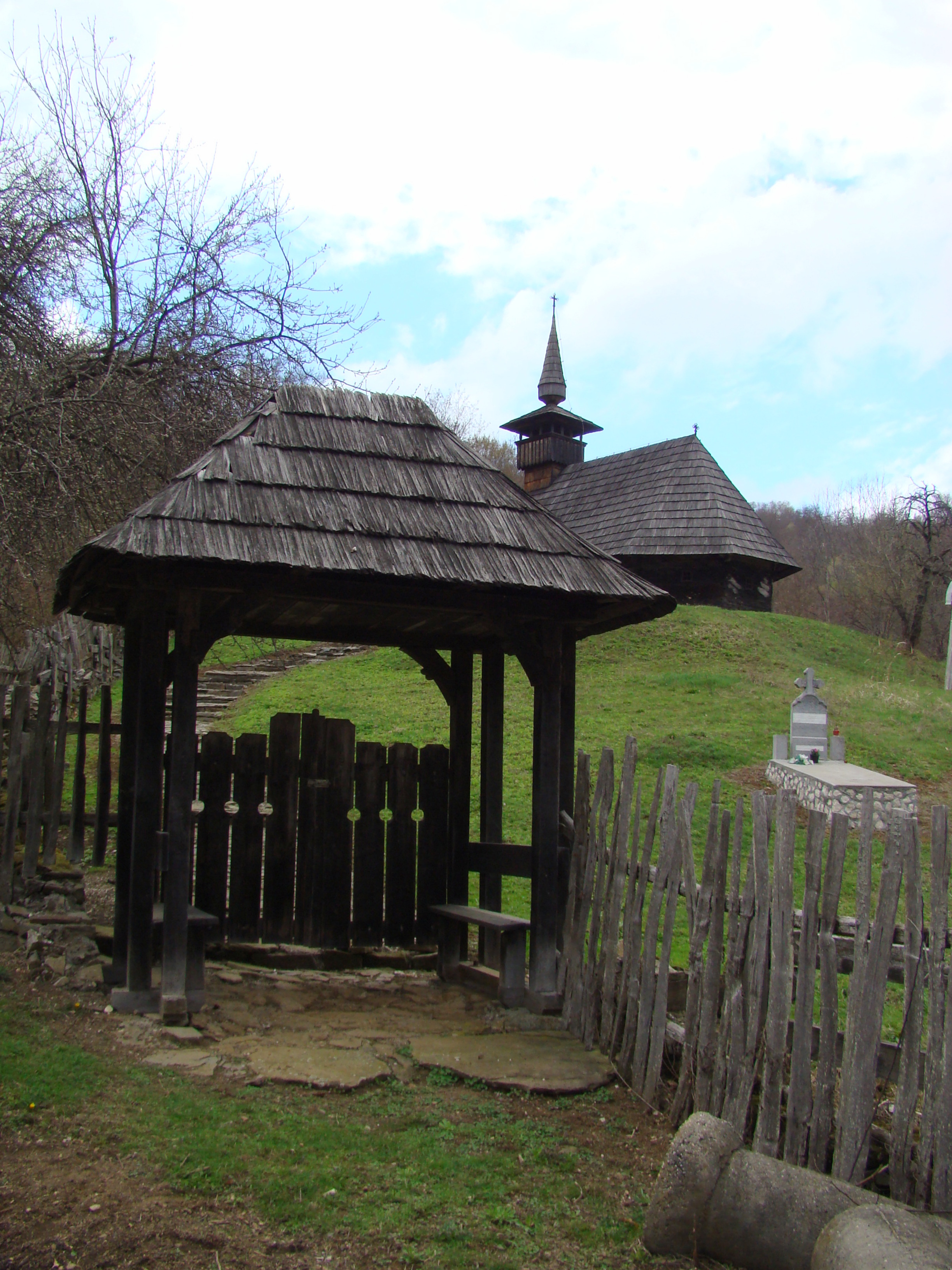
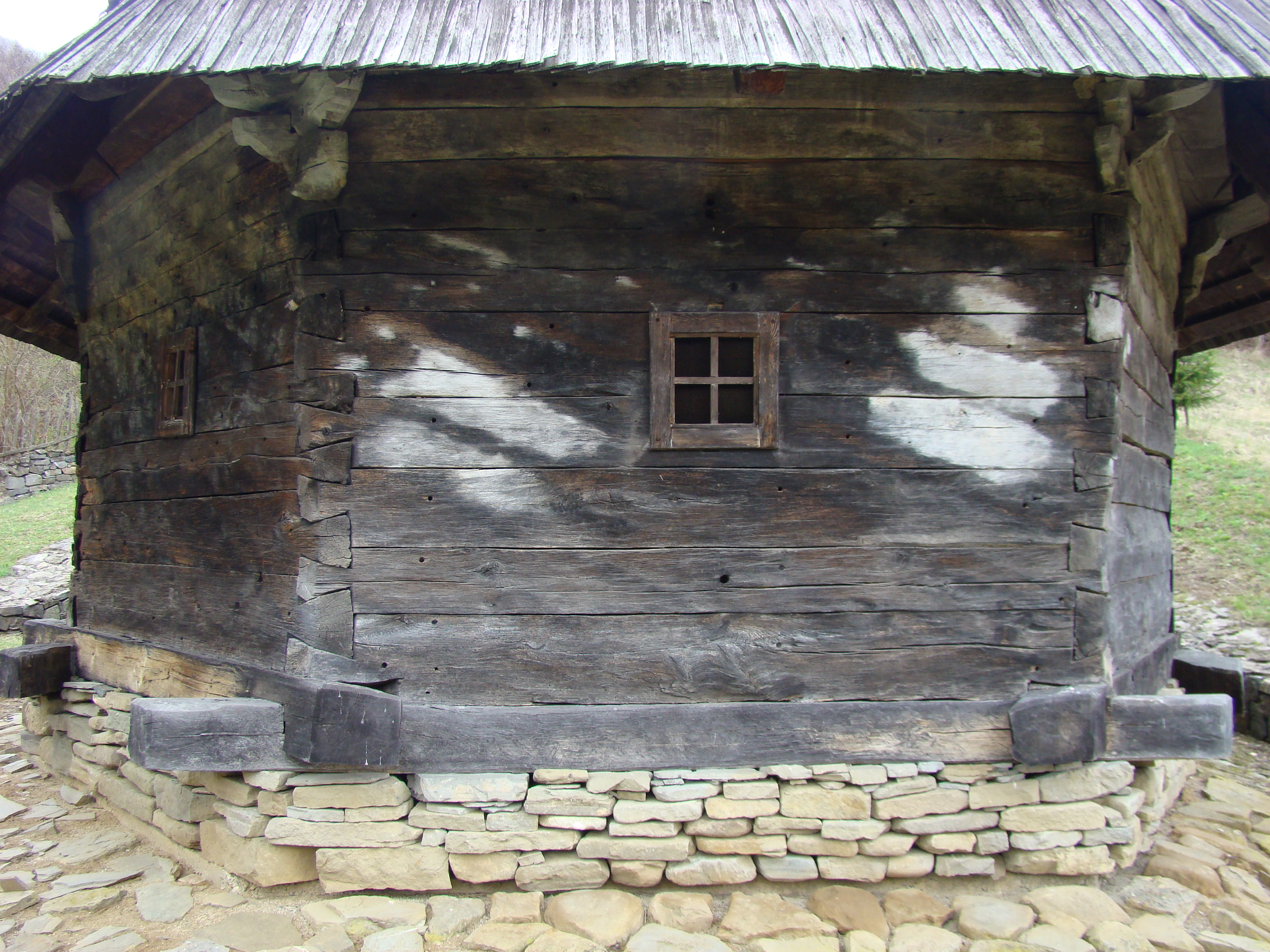
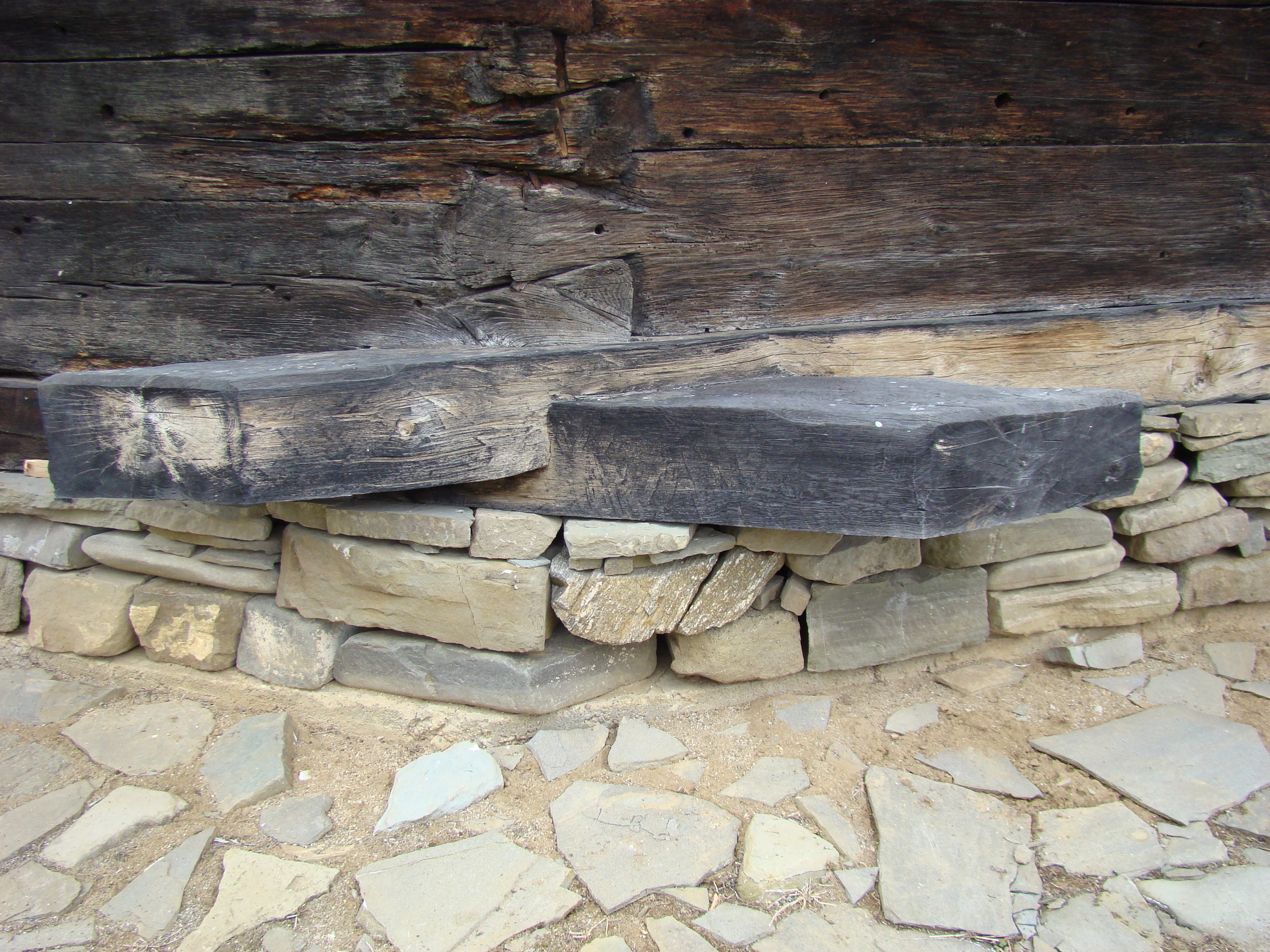
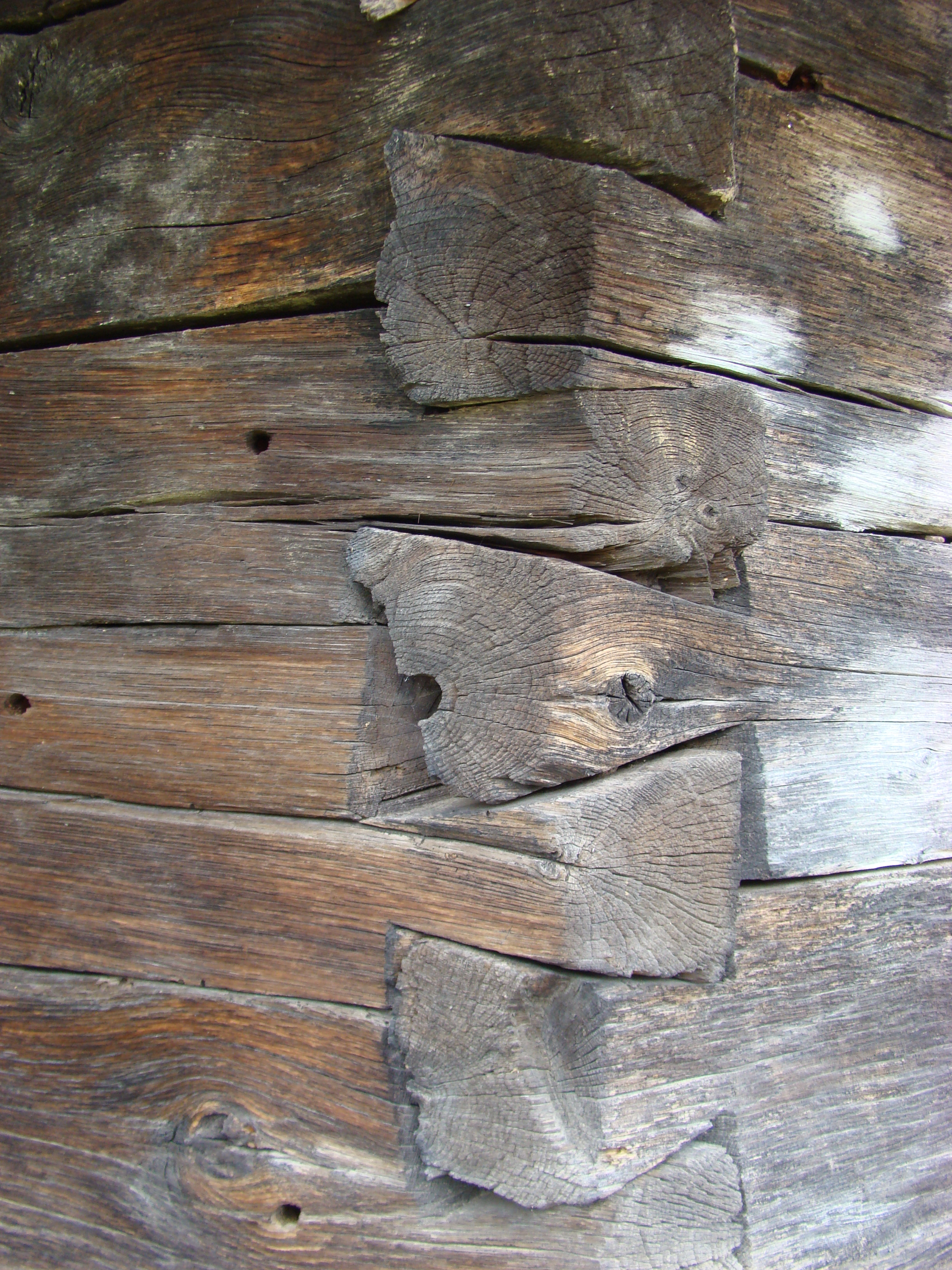
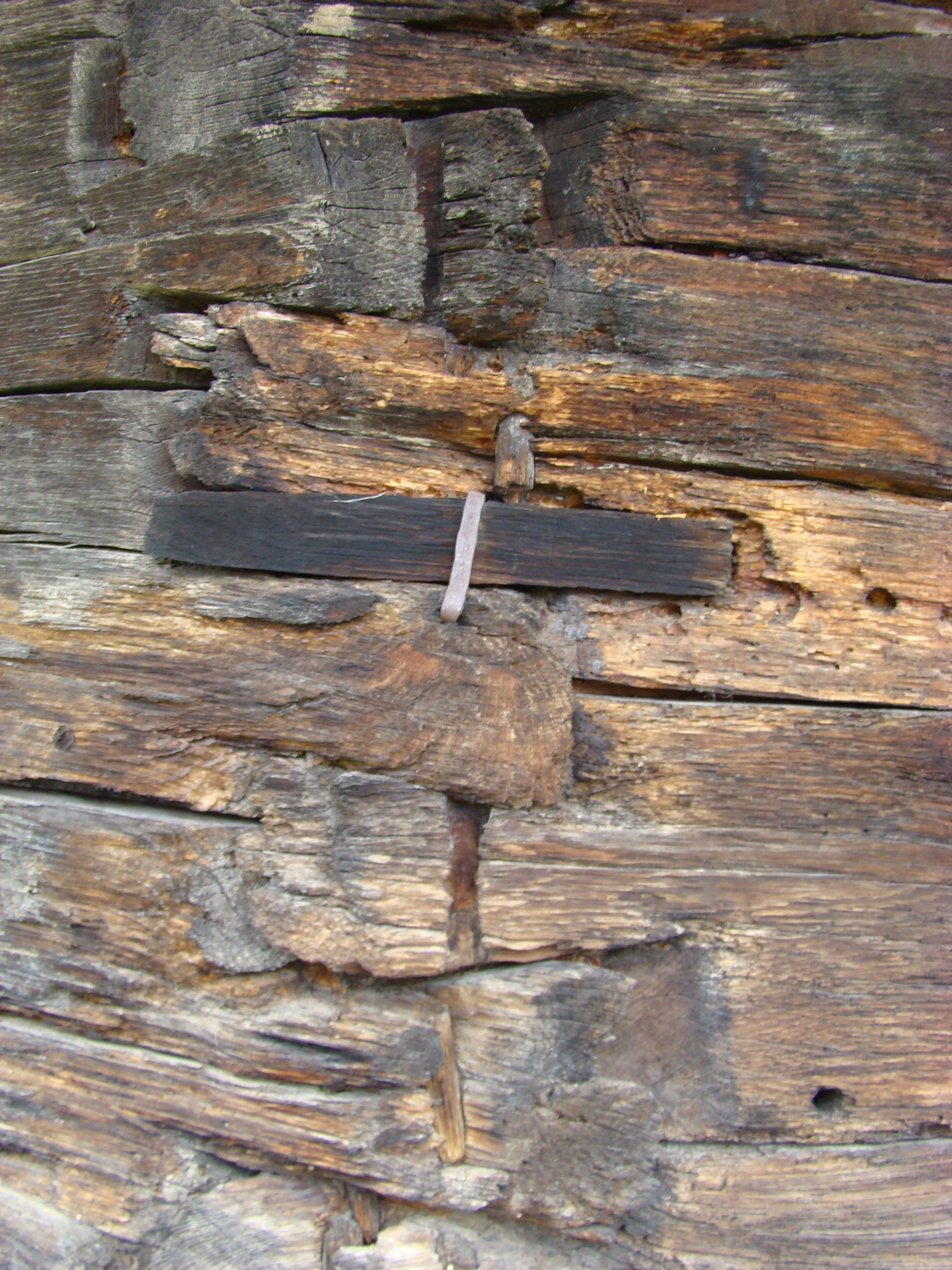

## Imagini din interior

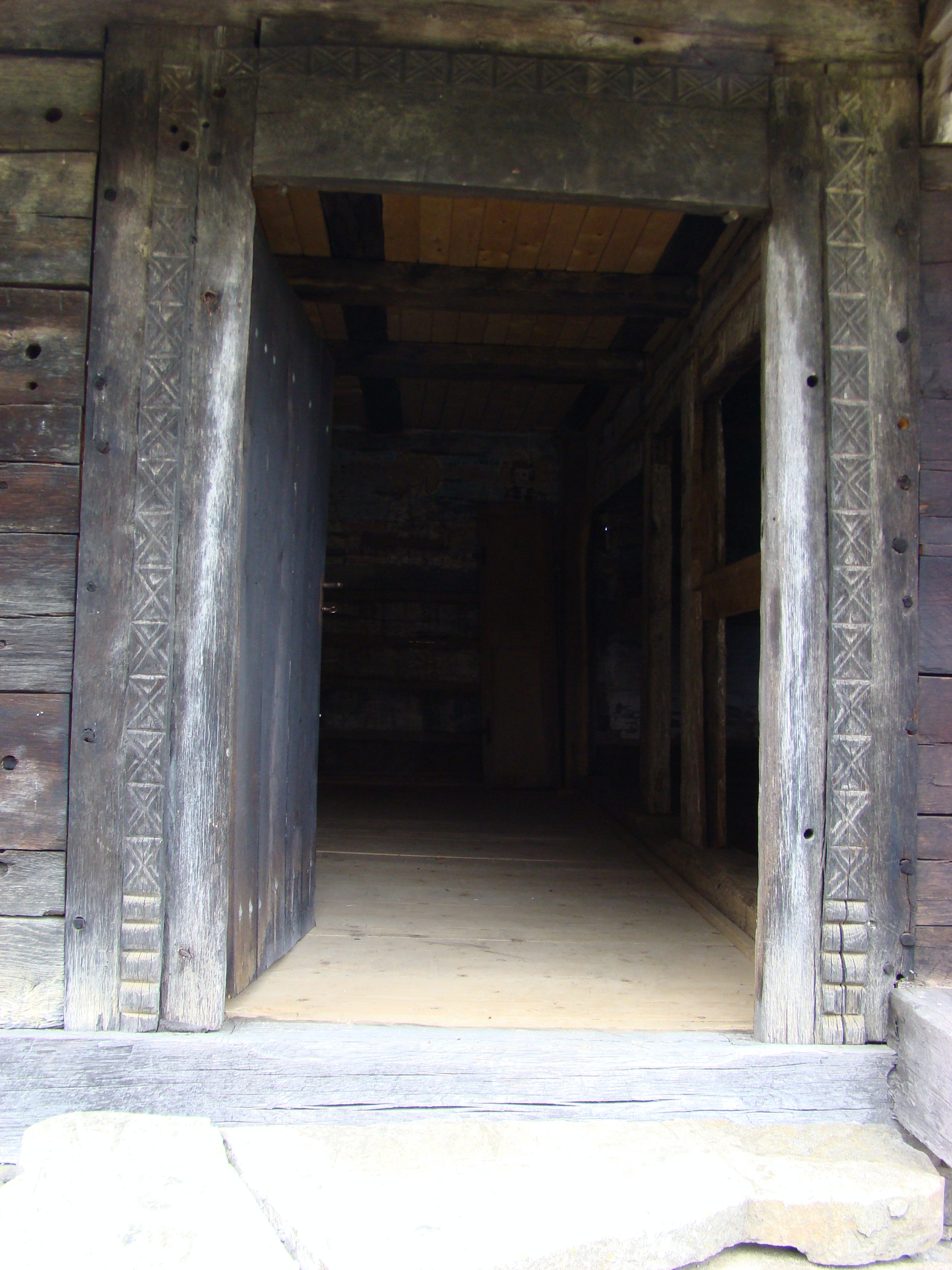
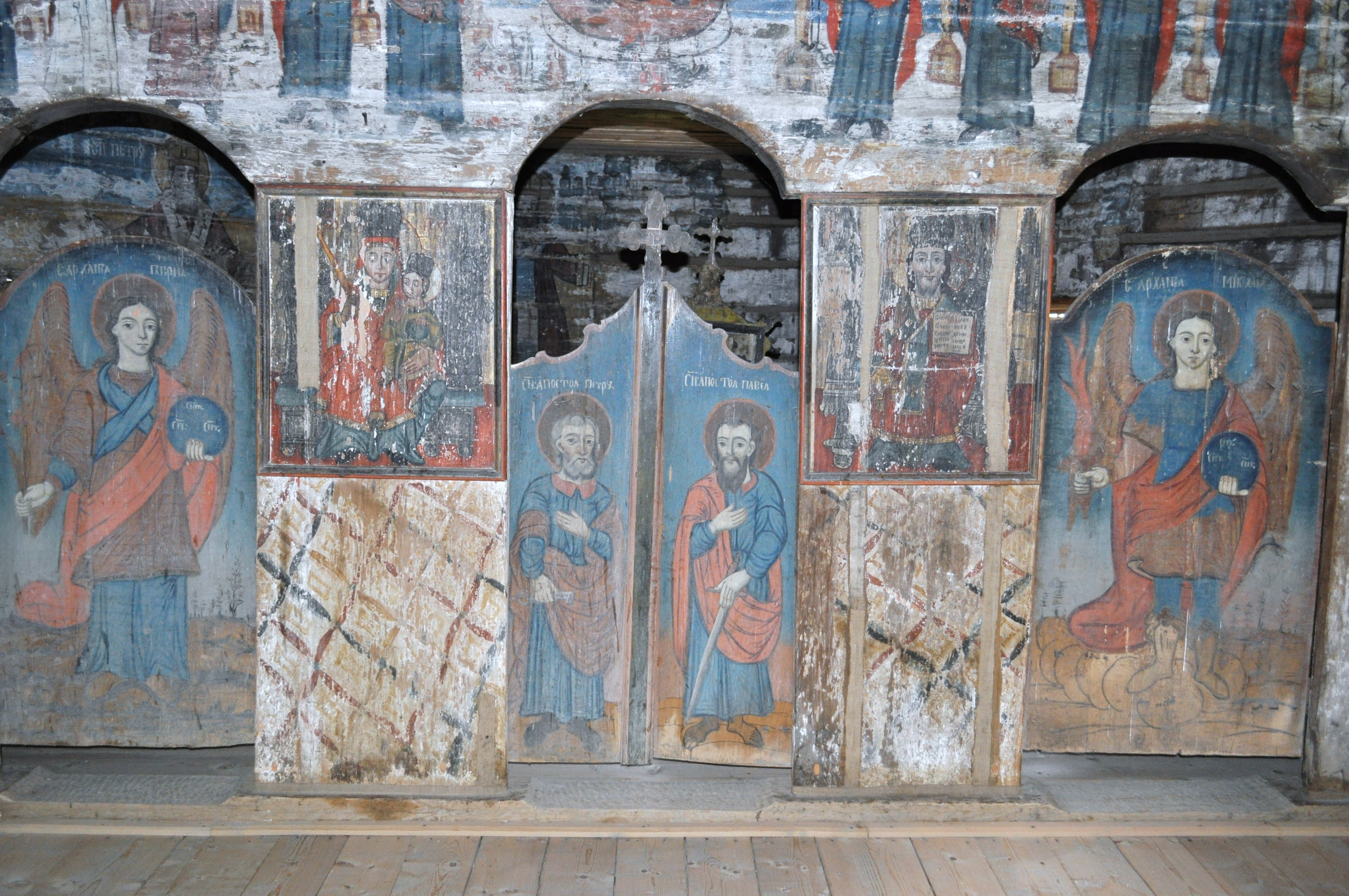
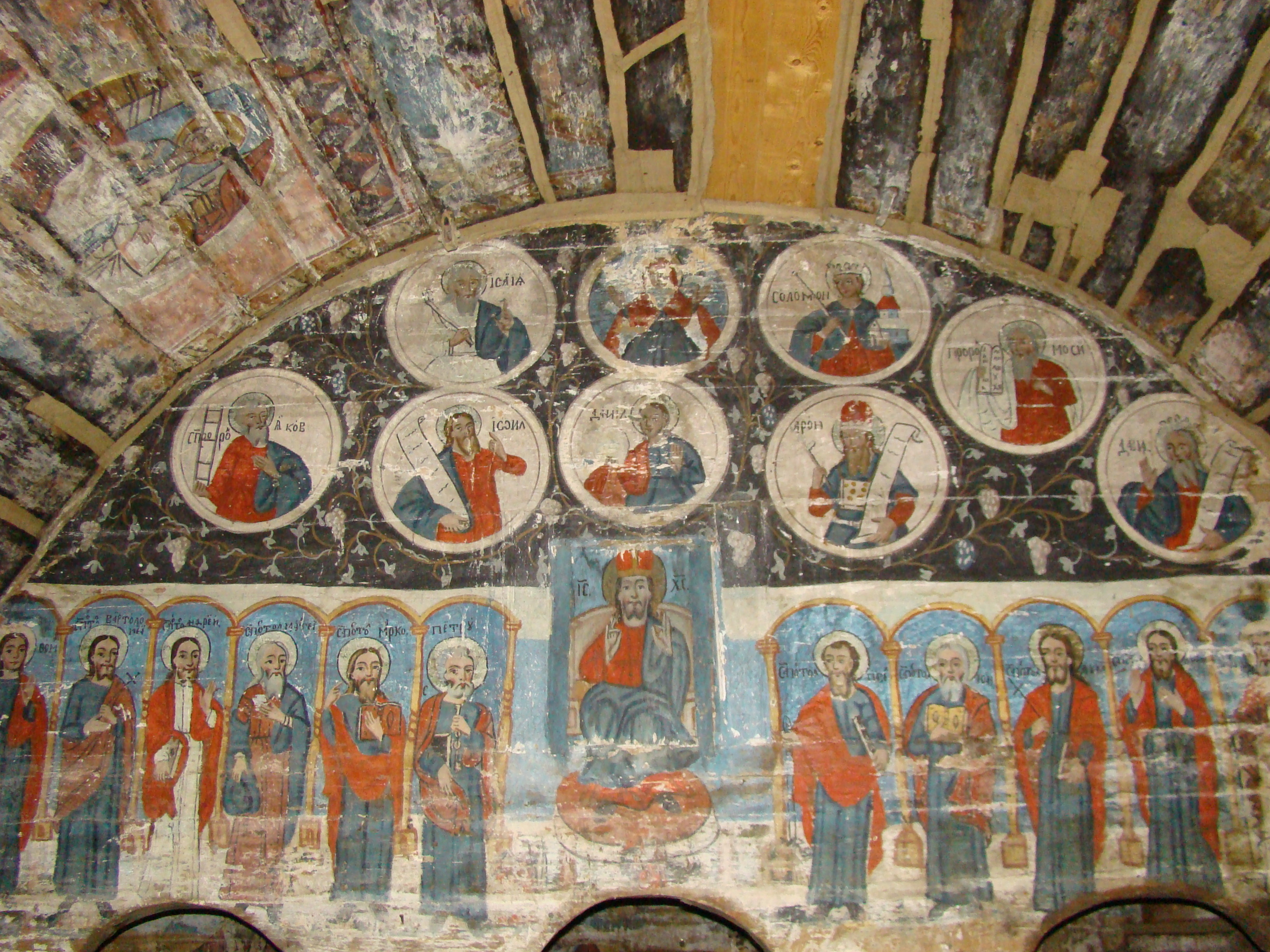
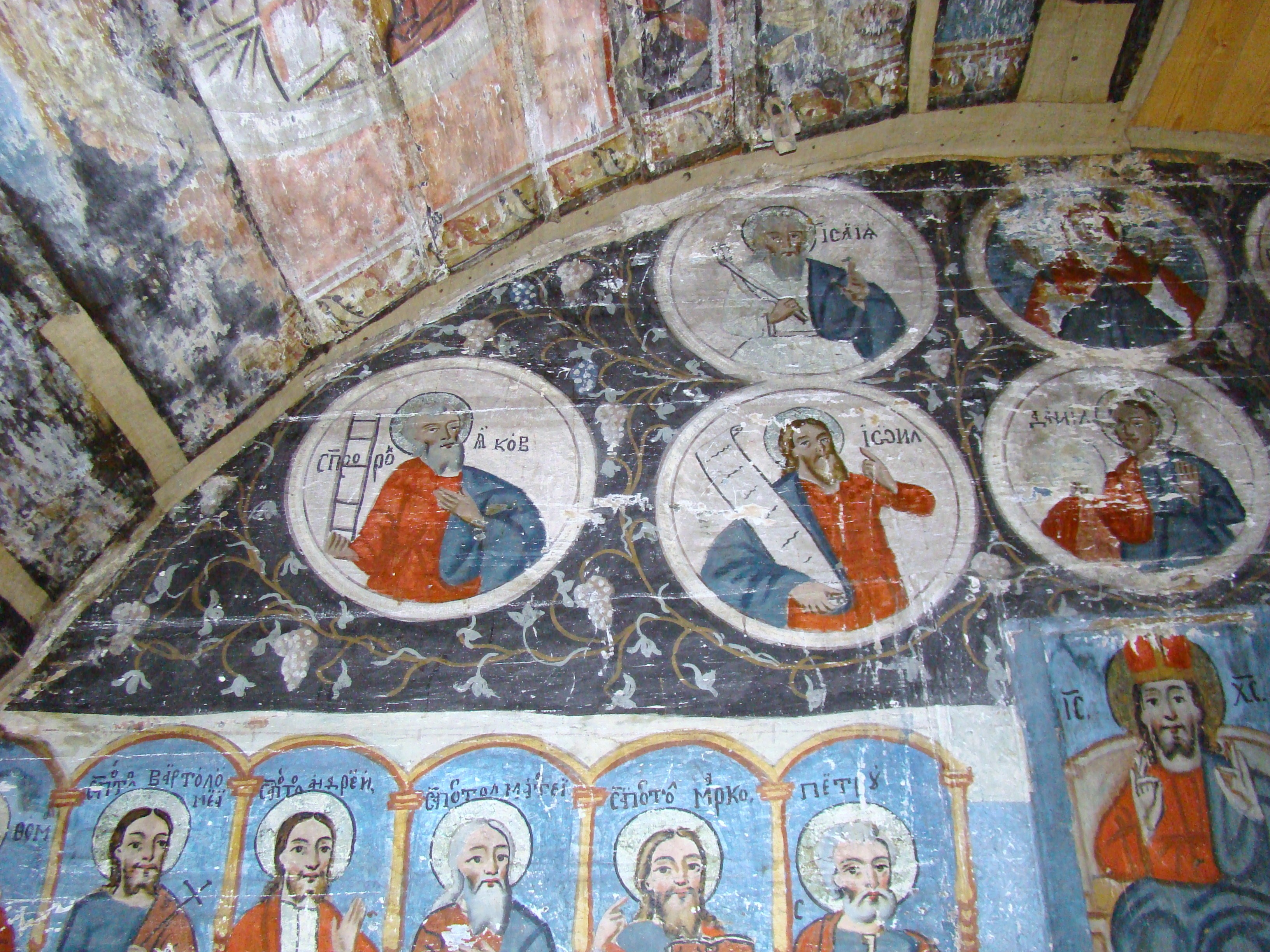
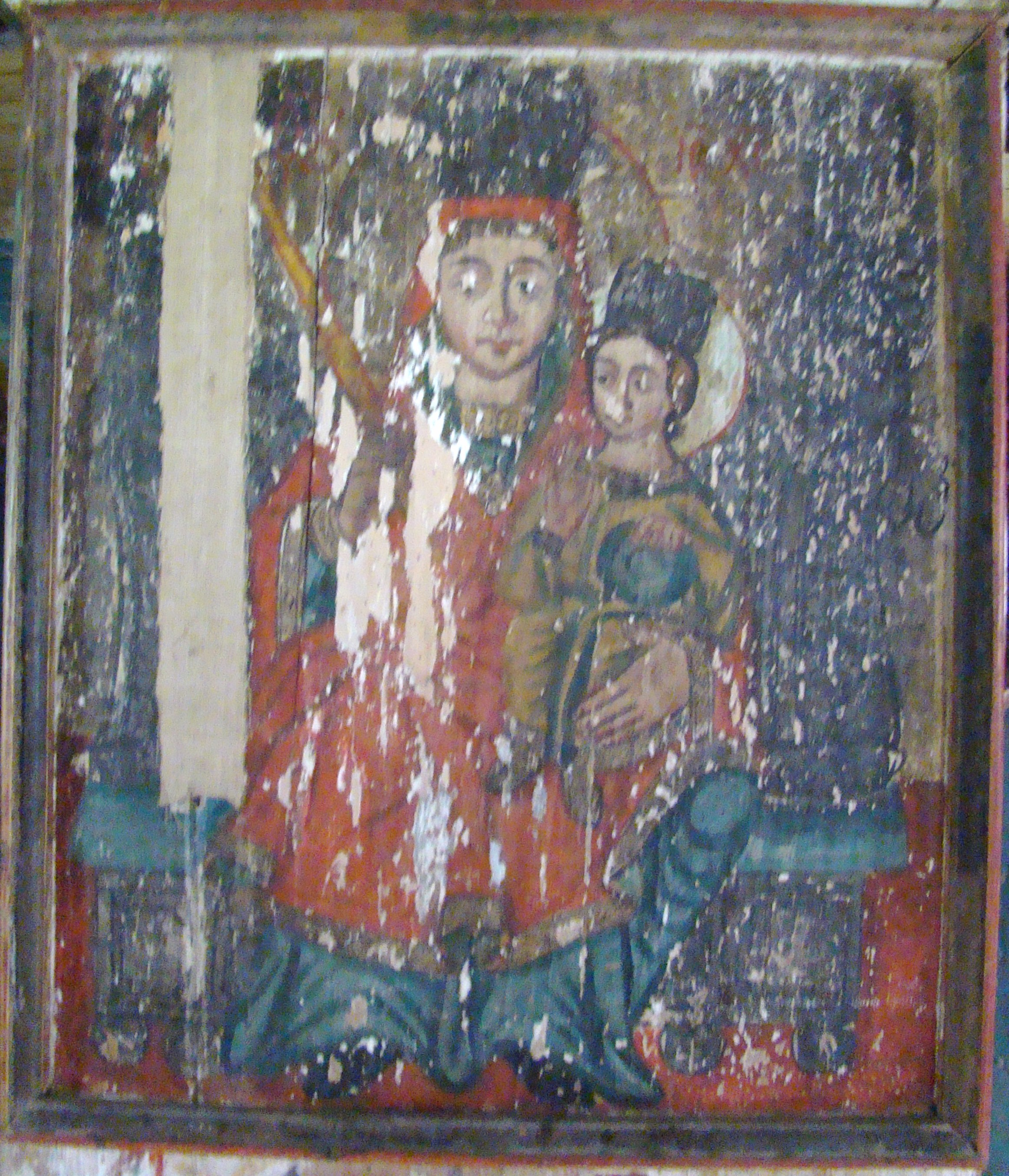
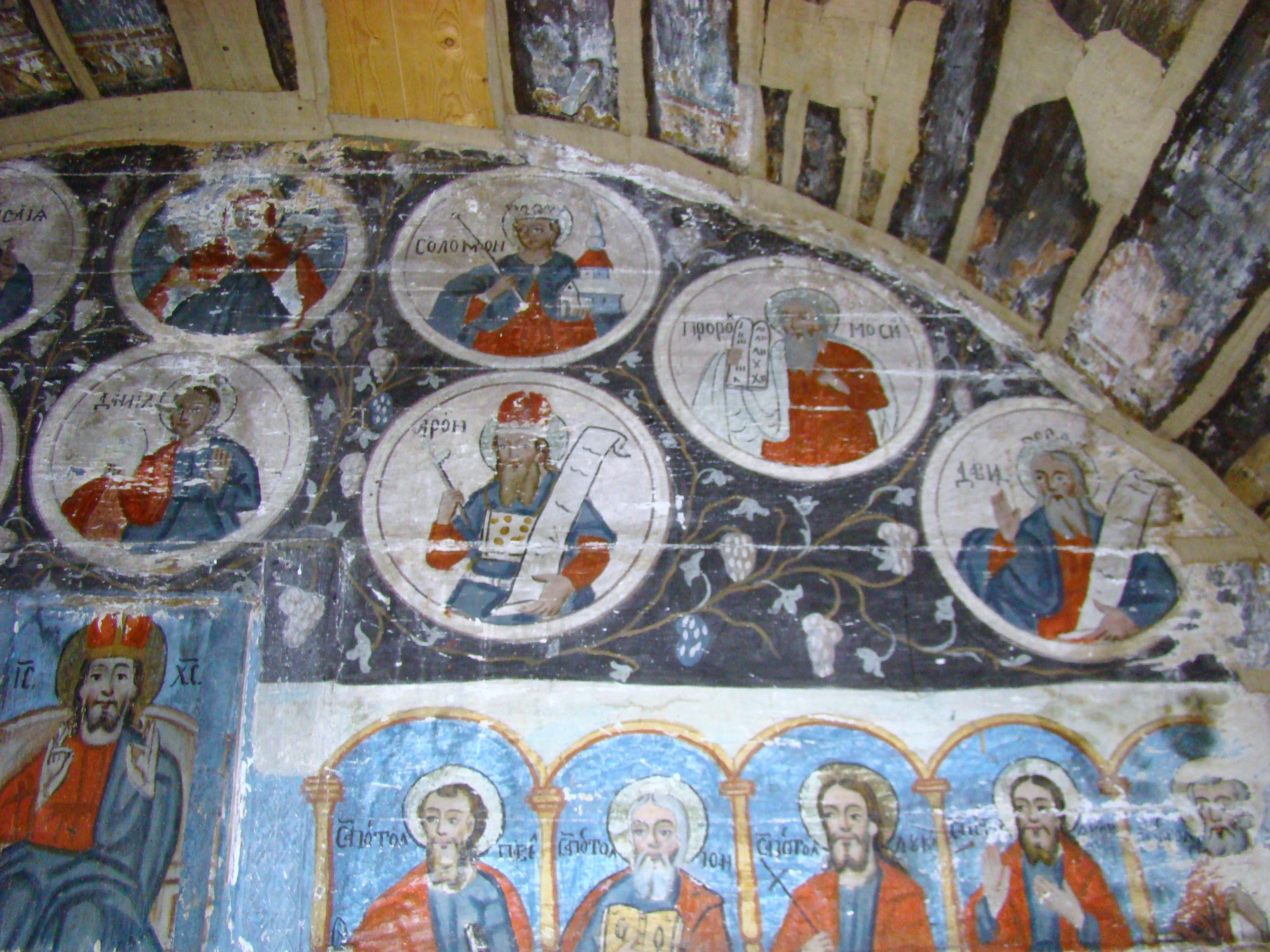
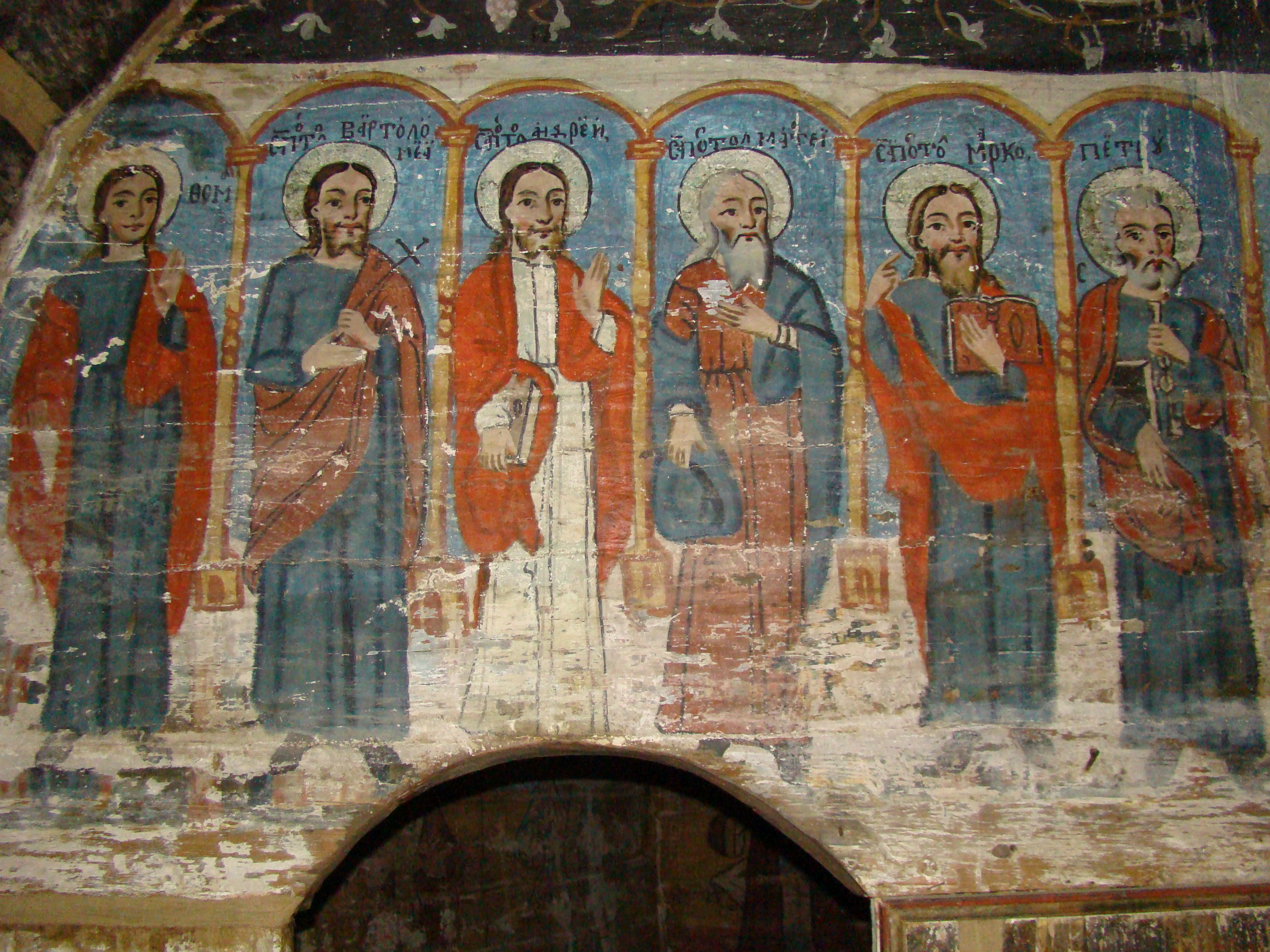
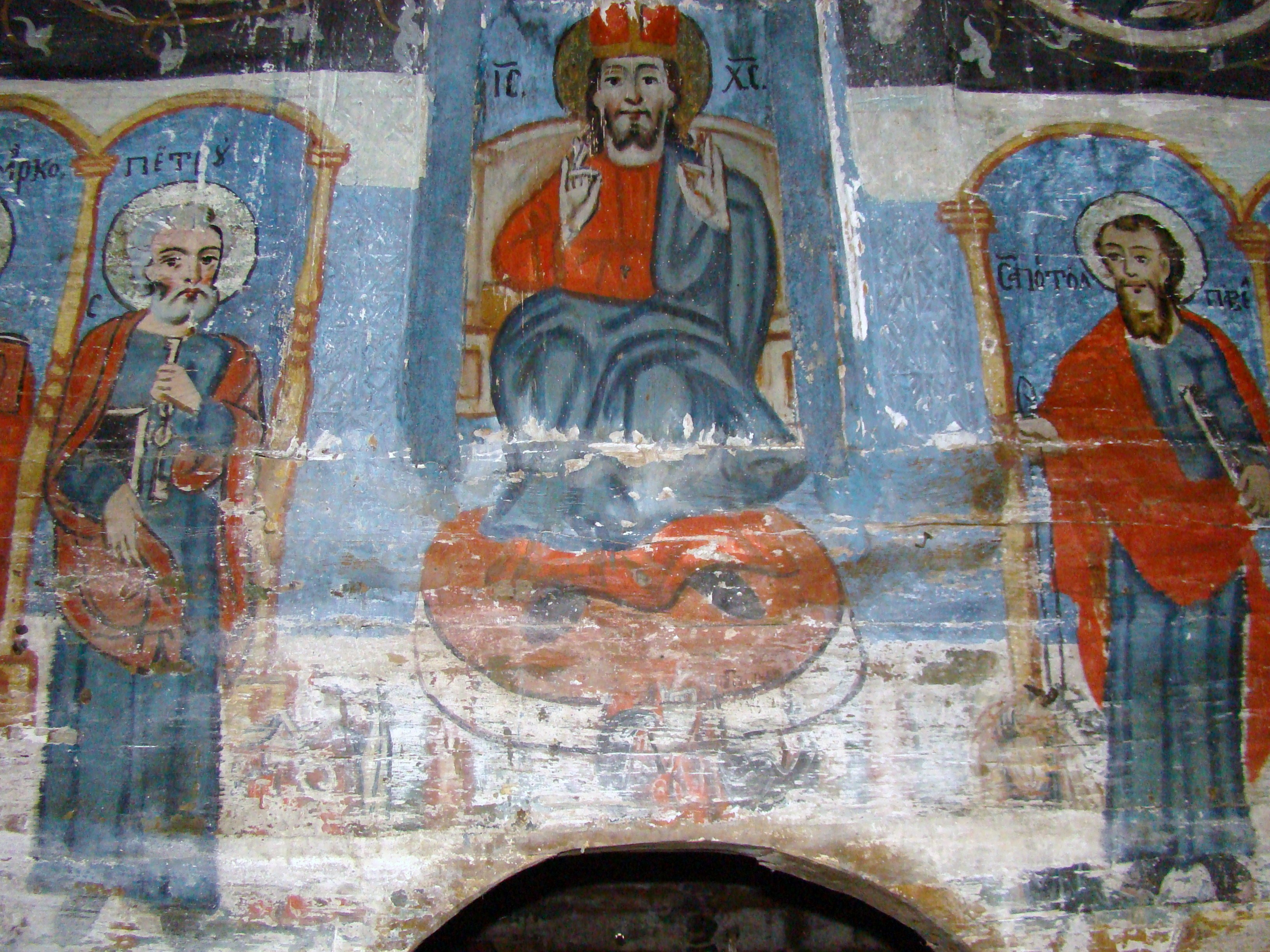
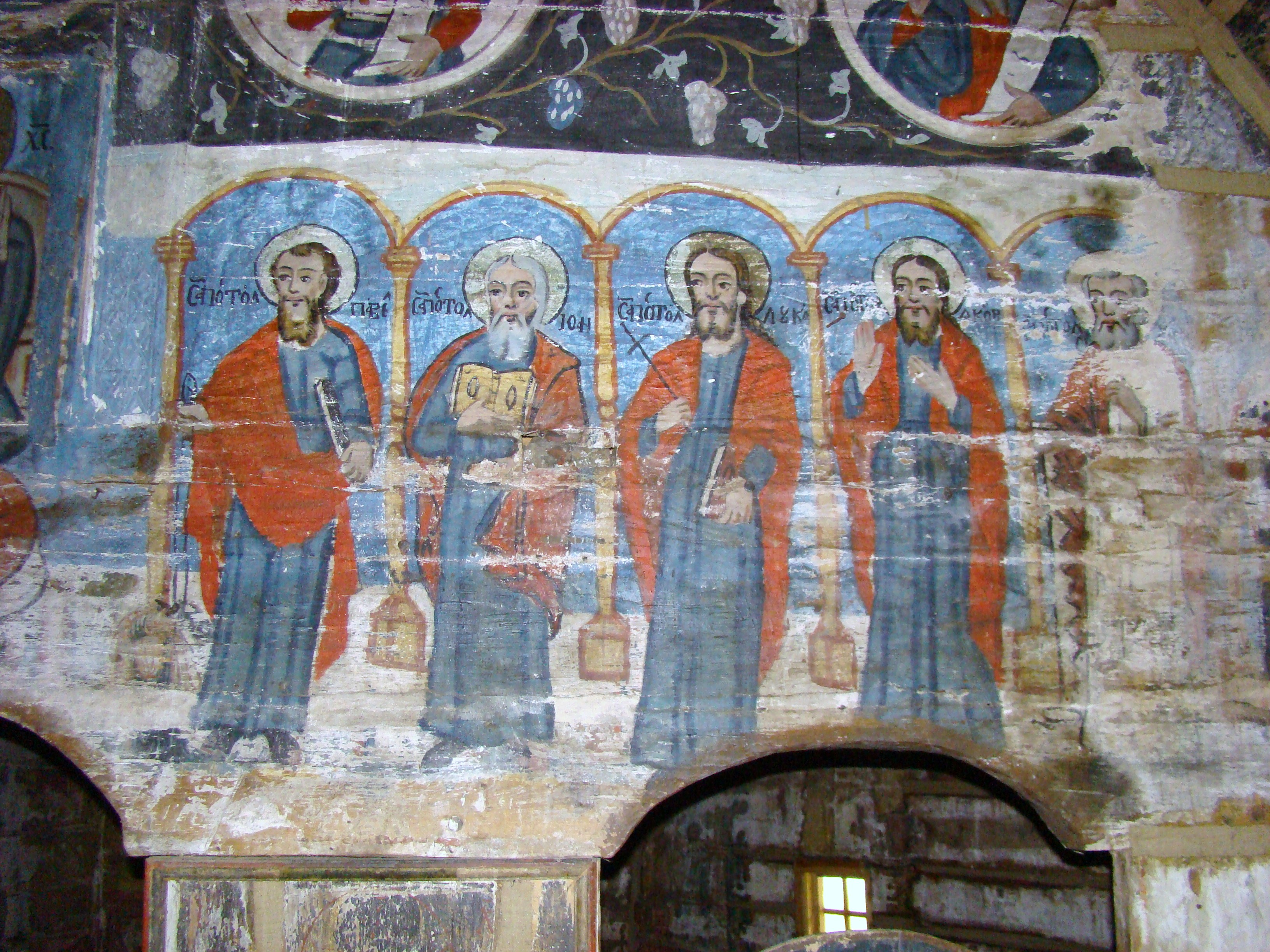
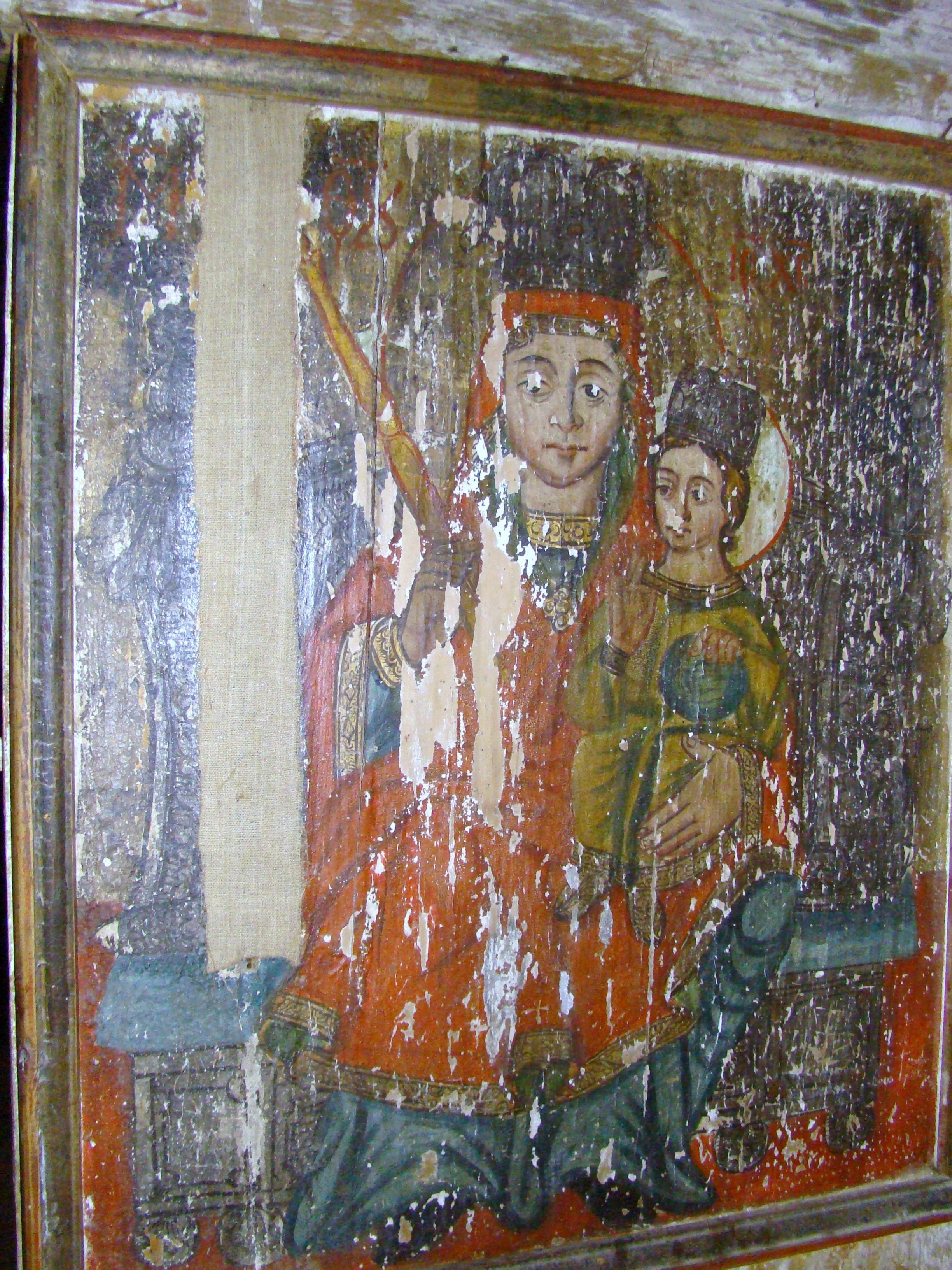
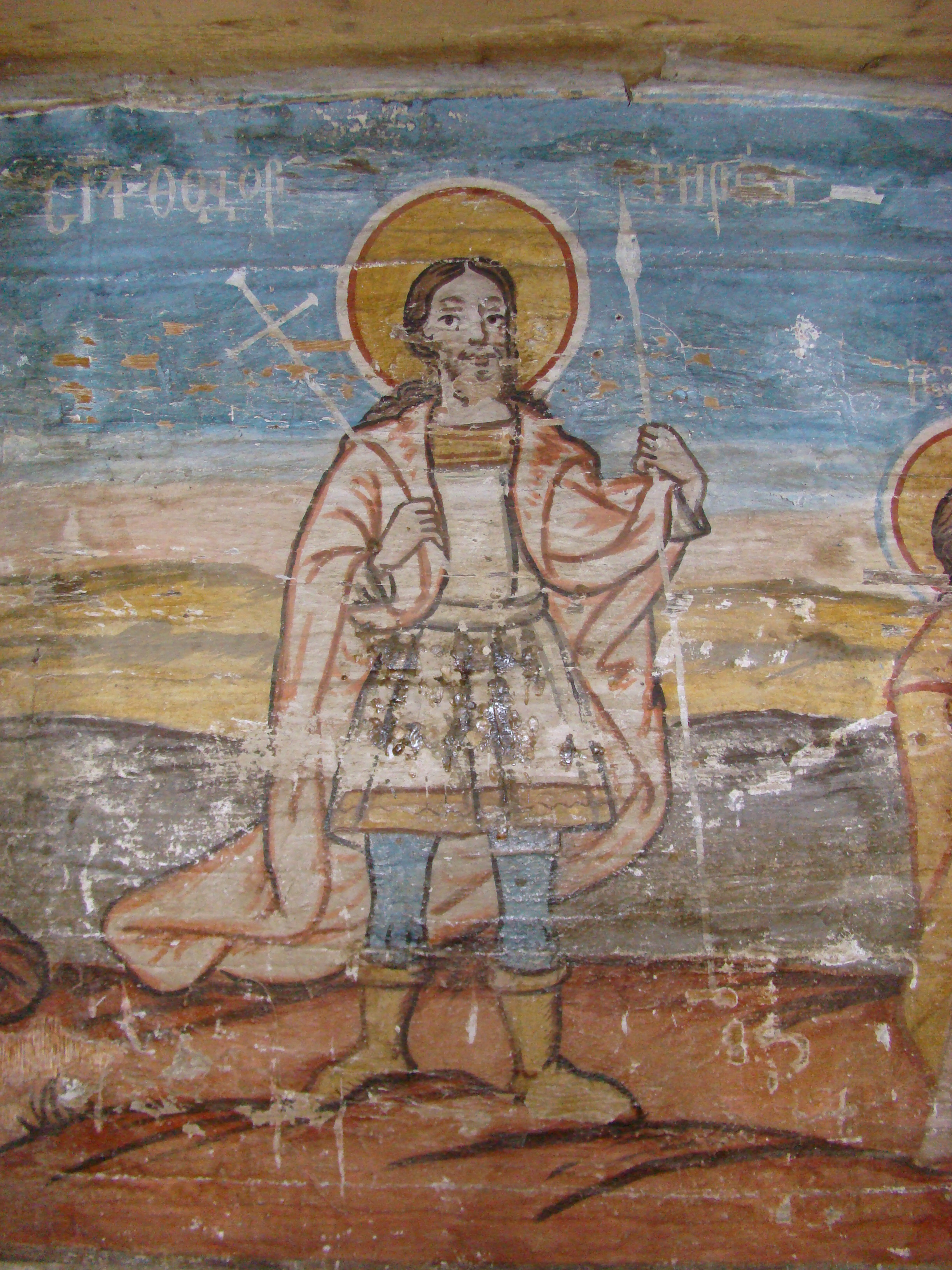
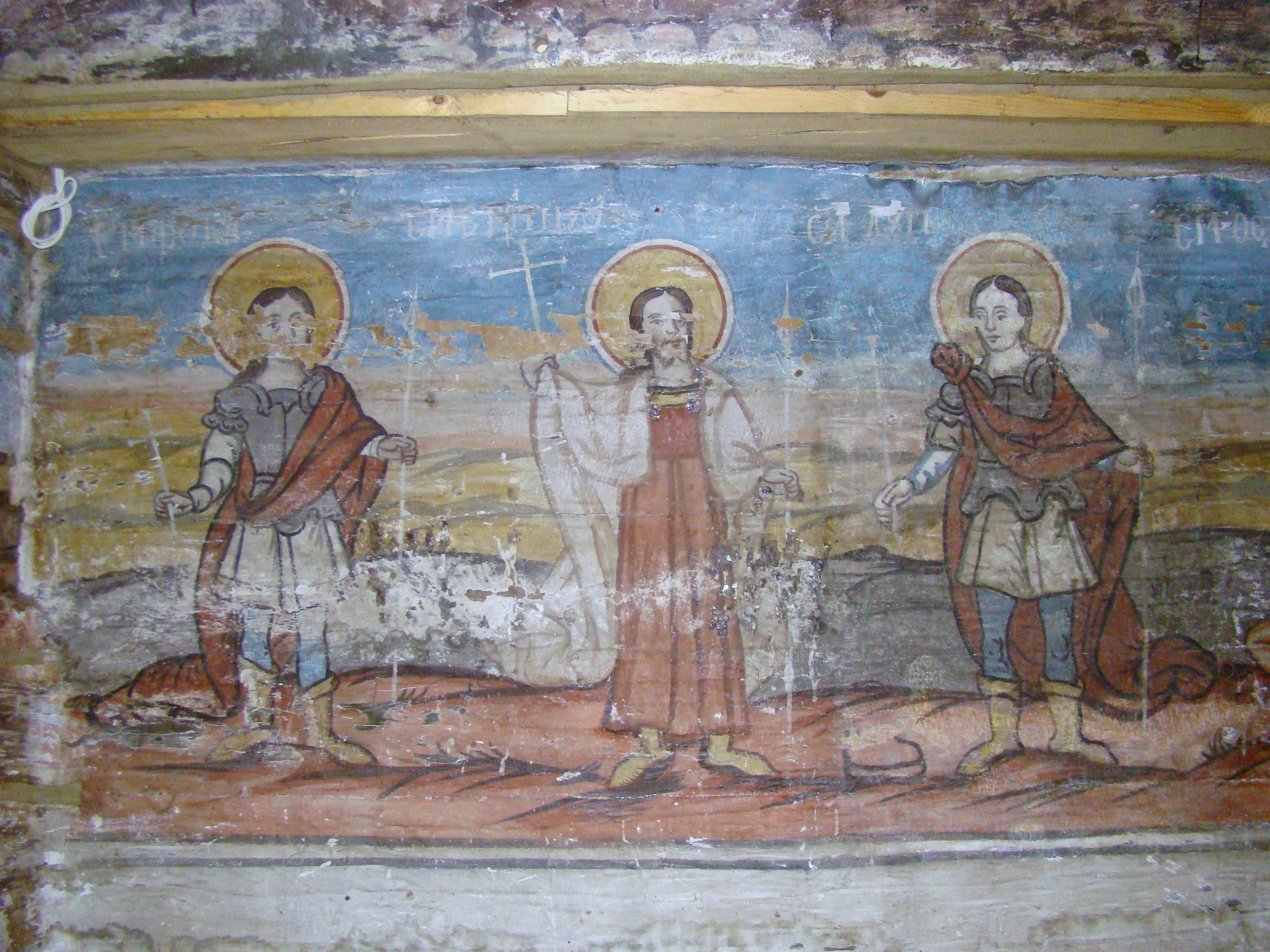
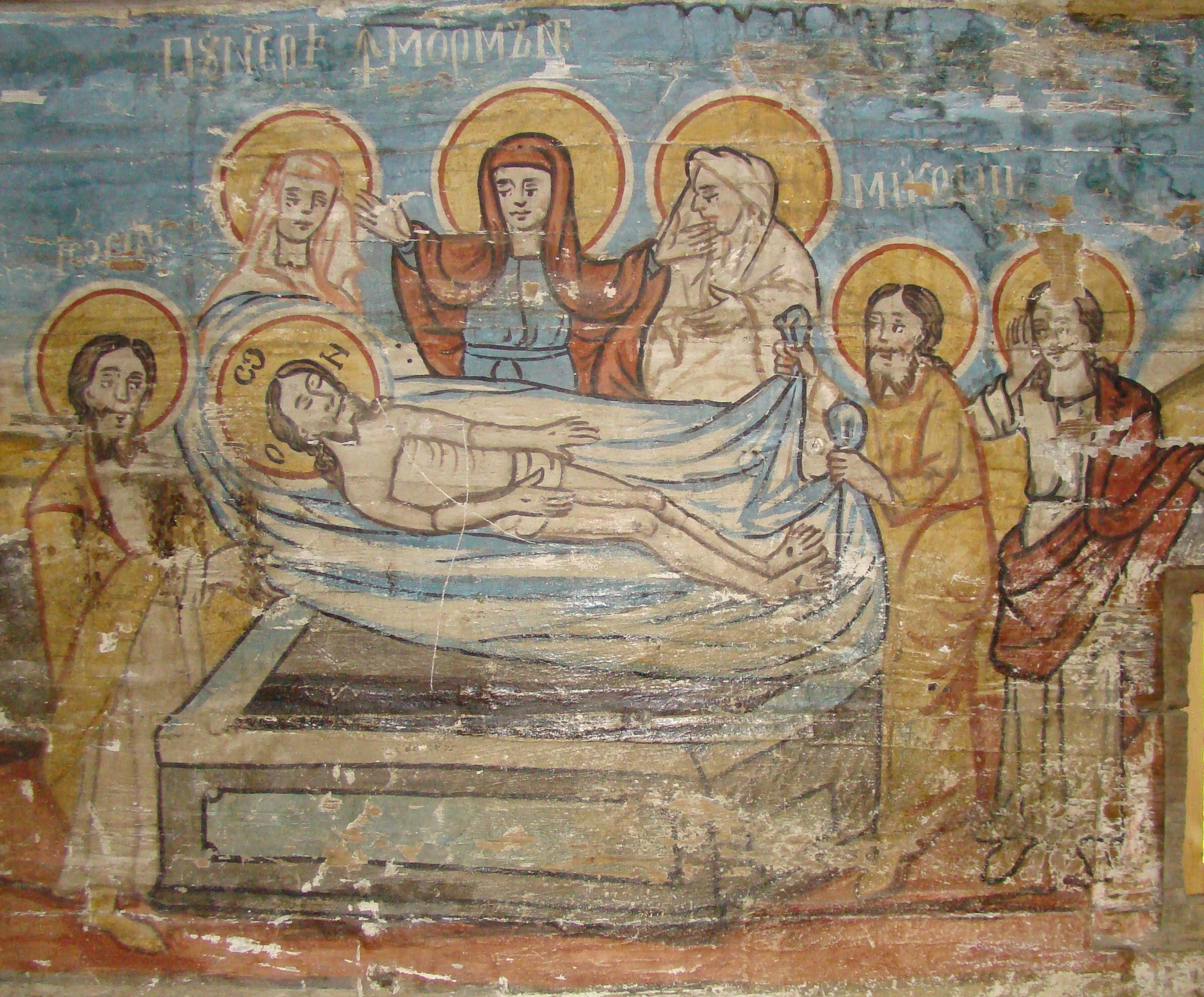
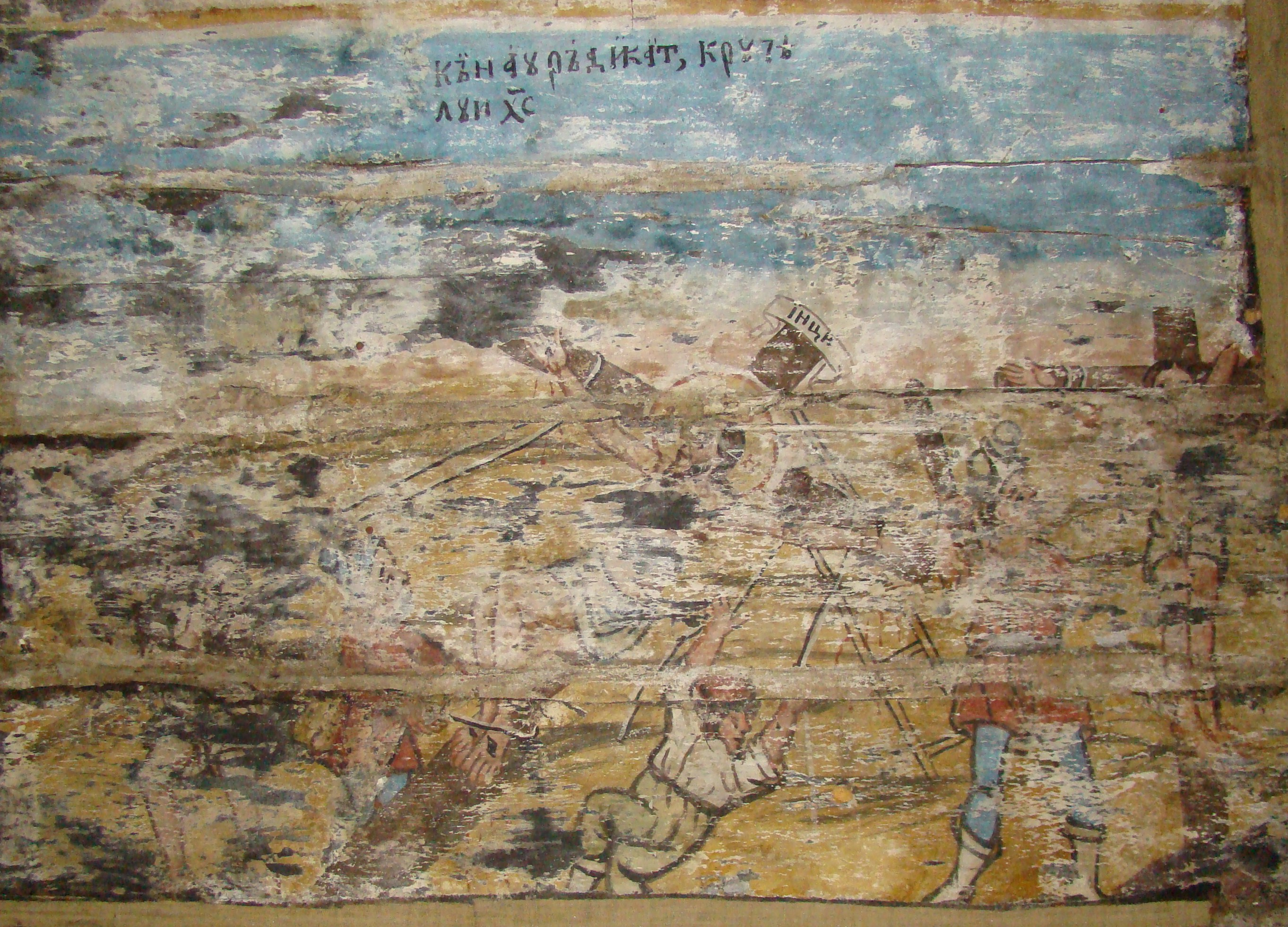
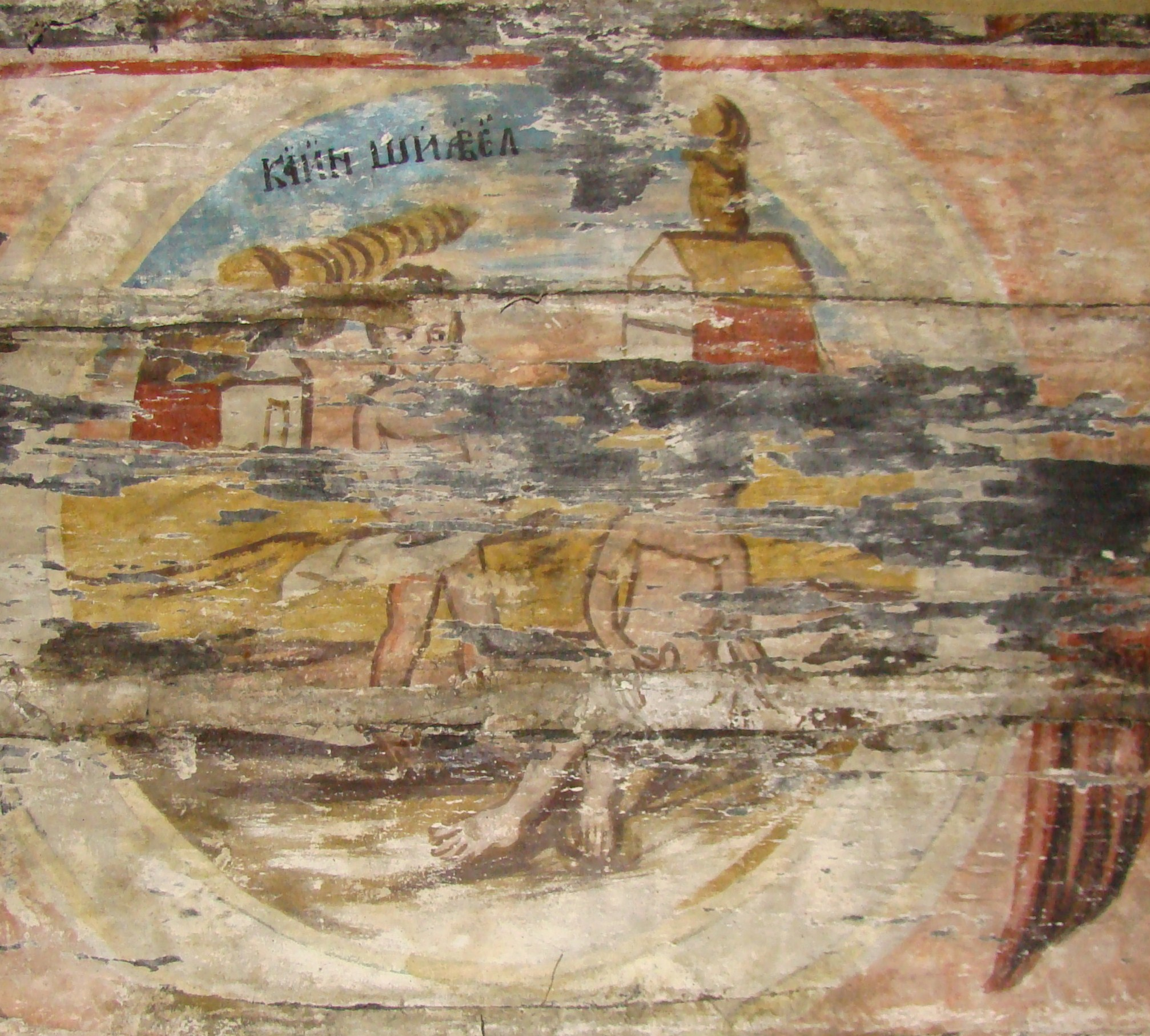
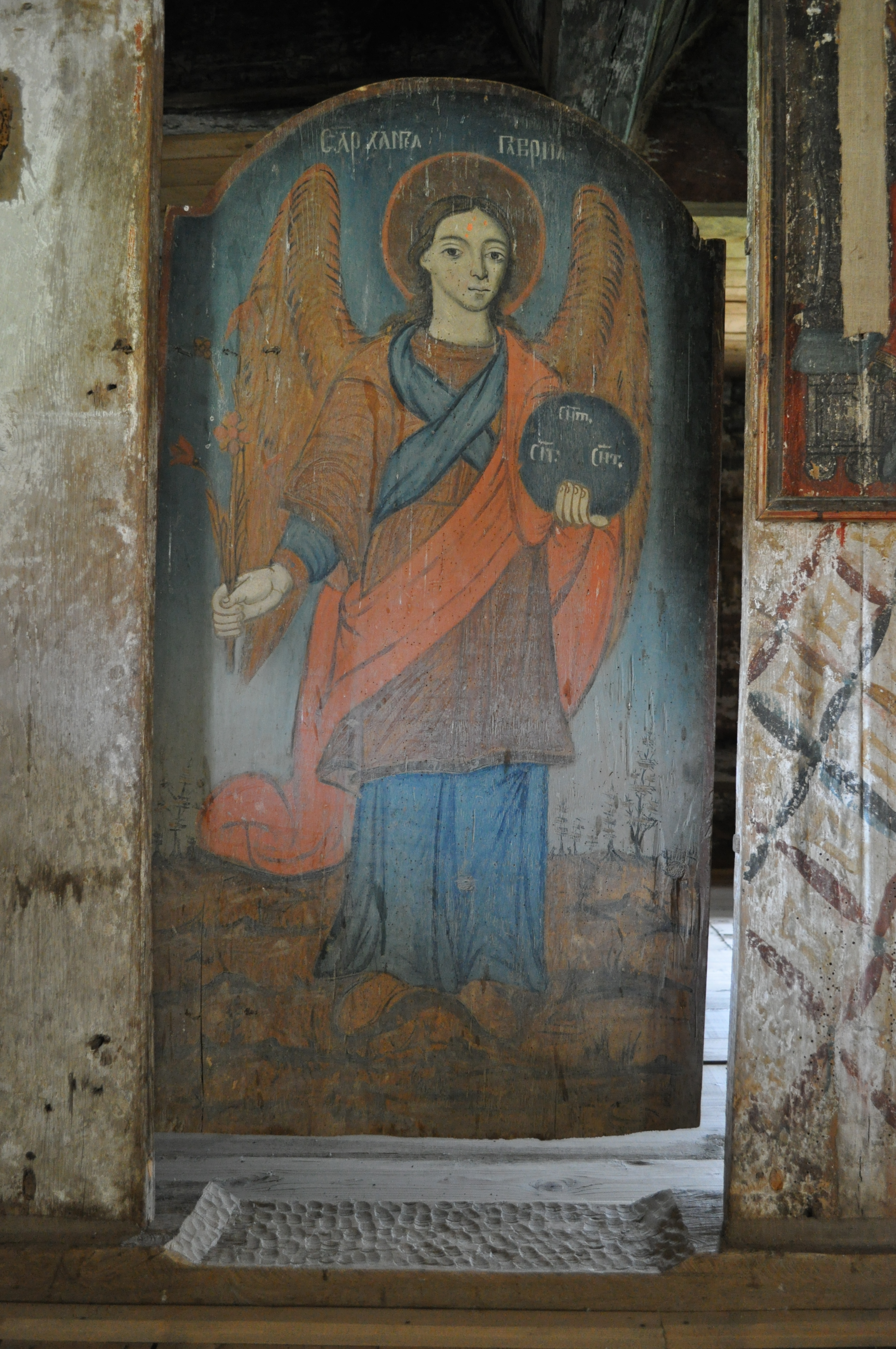
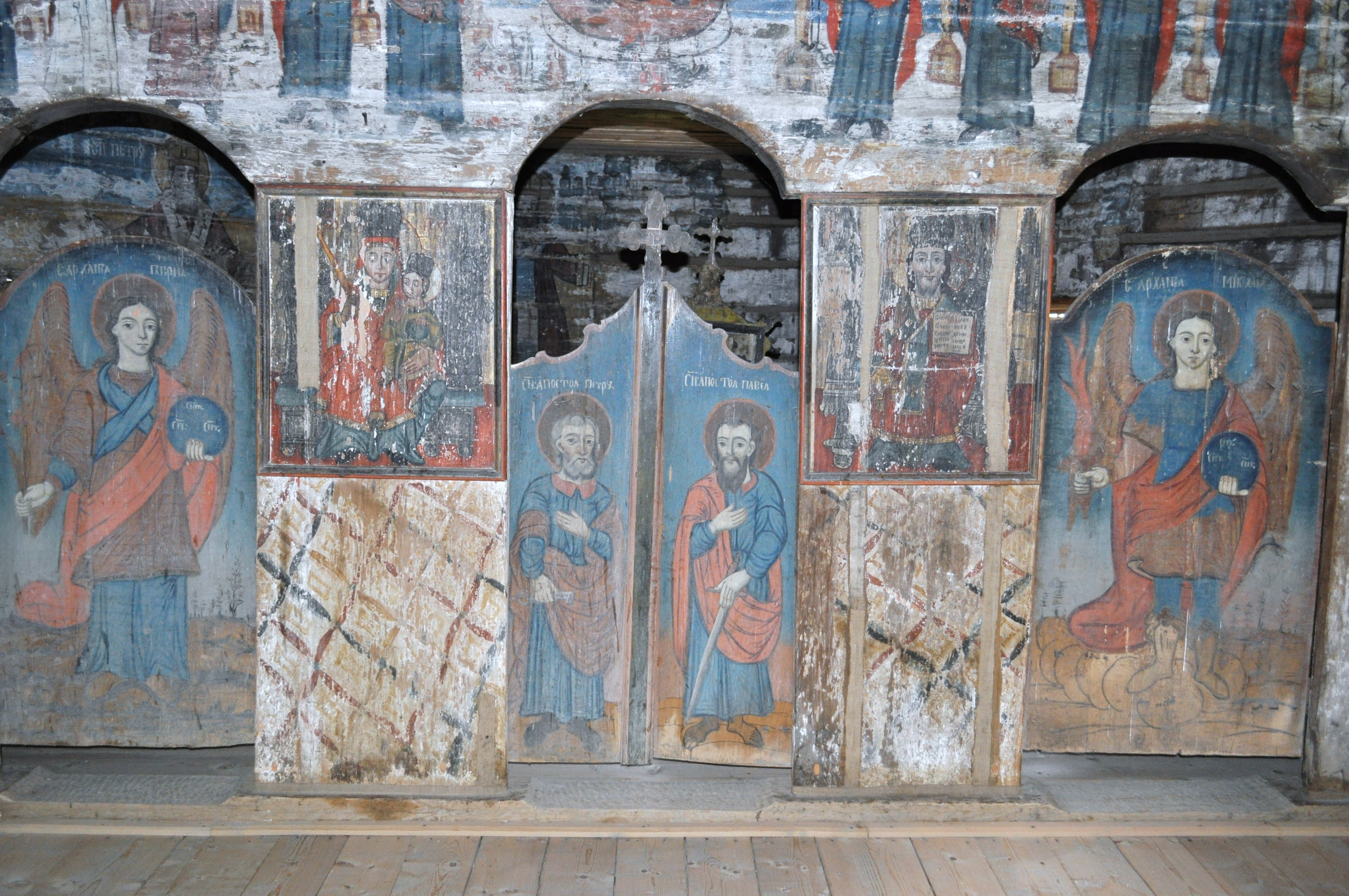
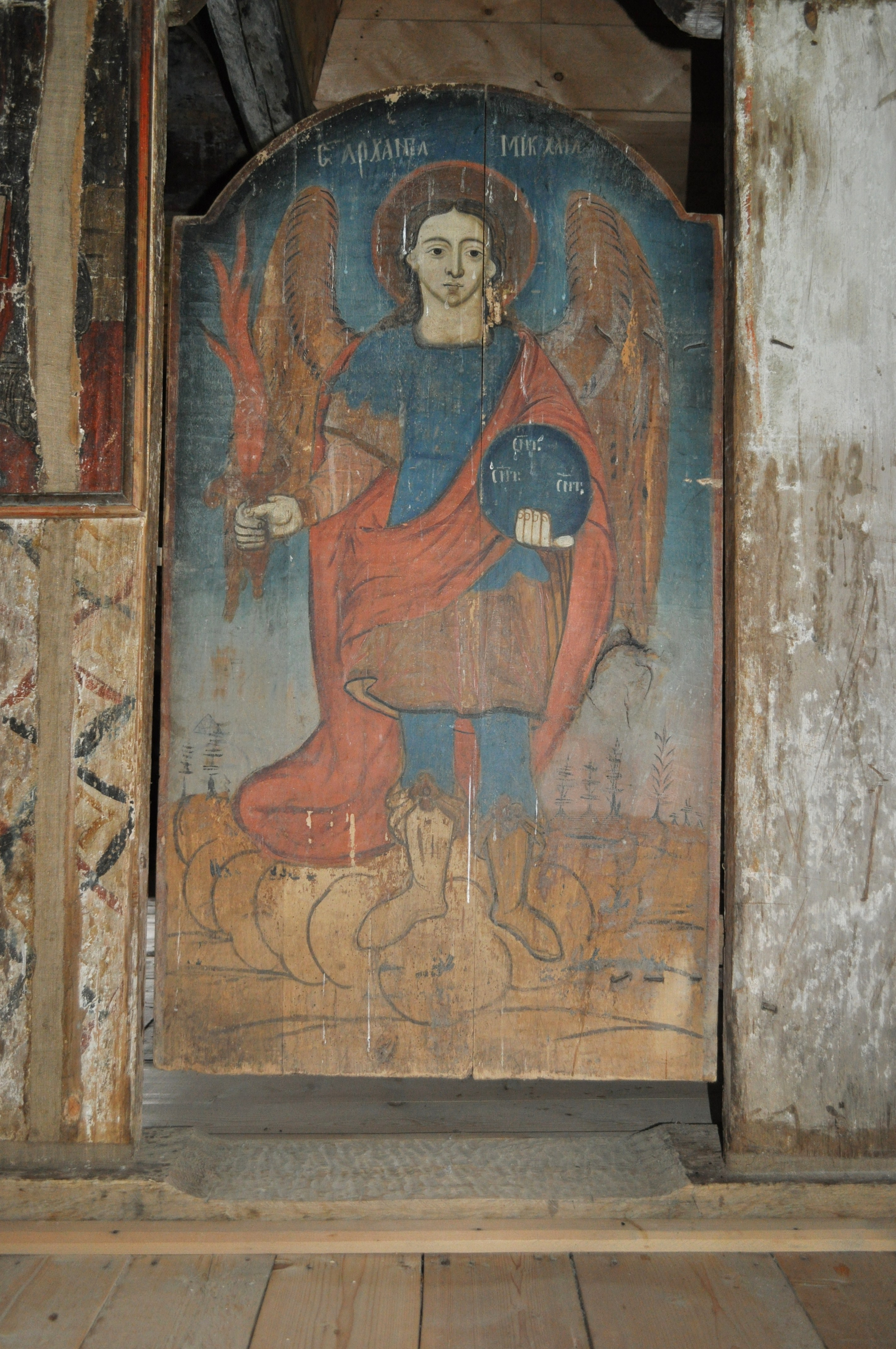
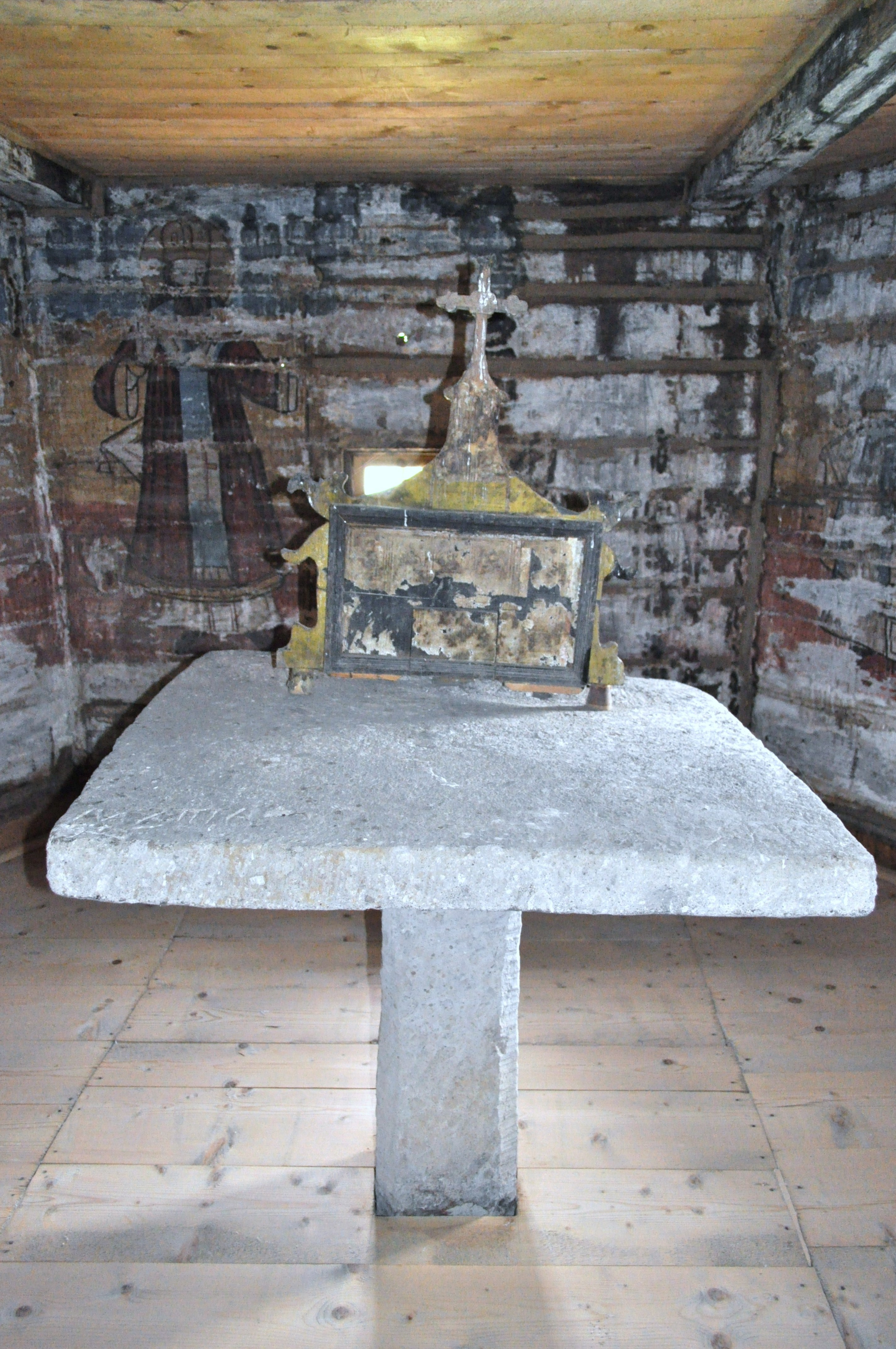
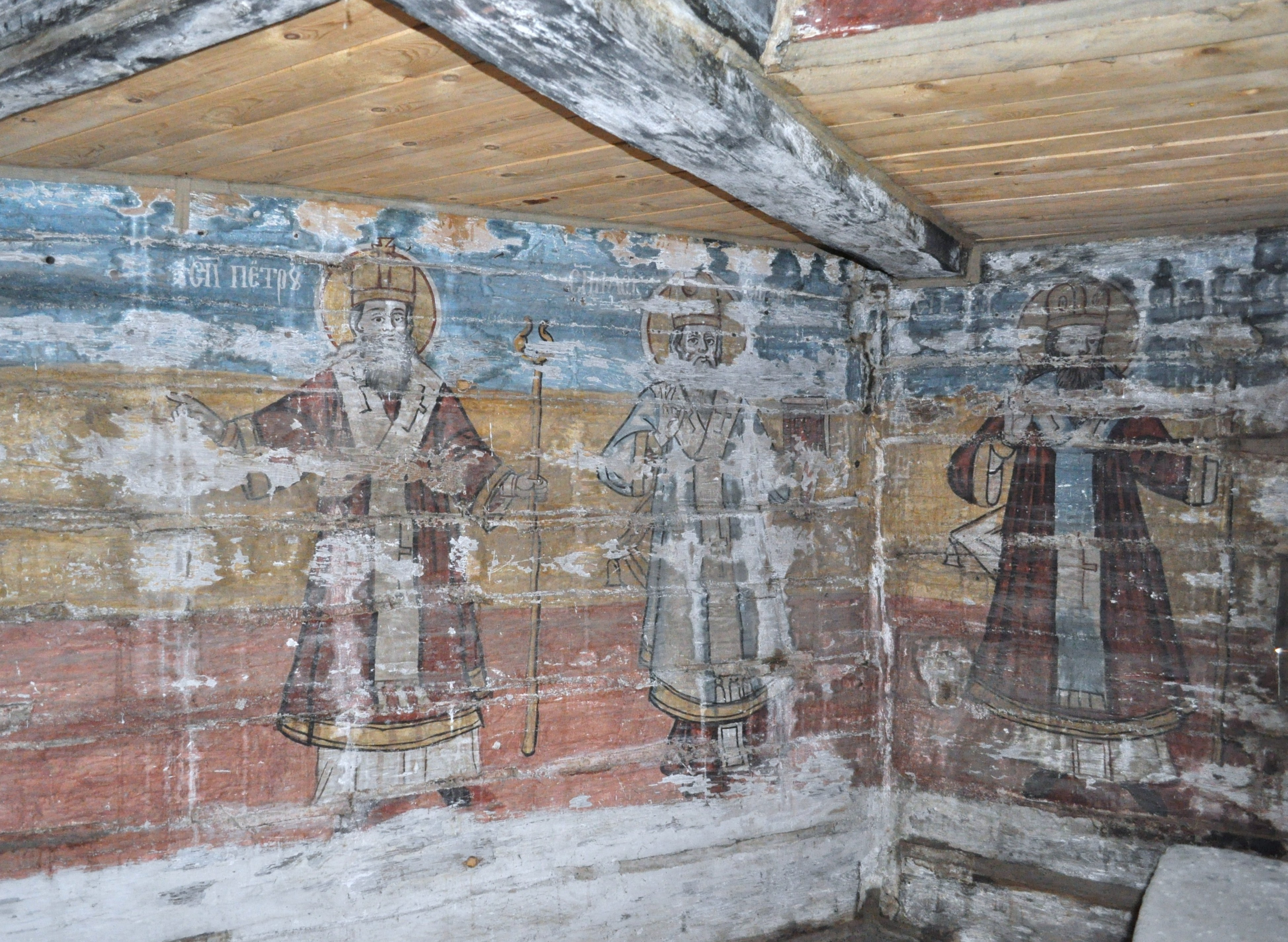
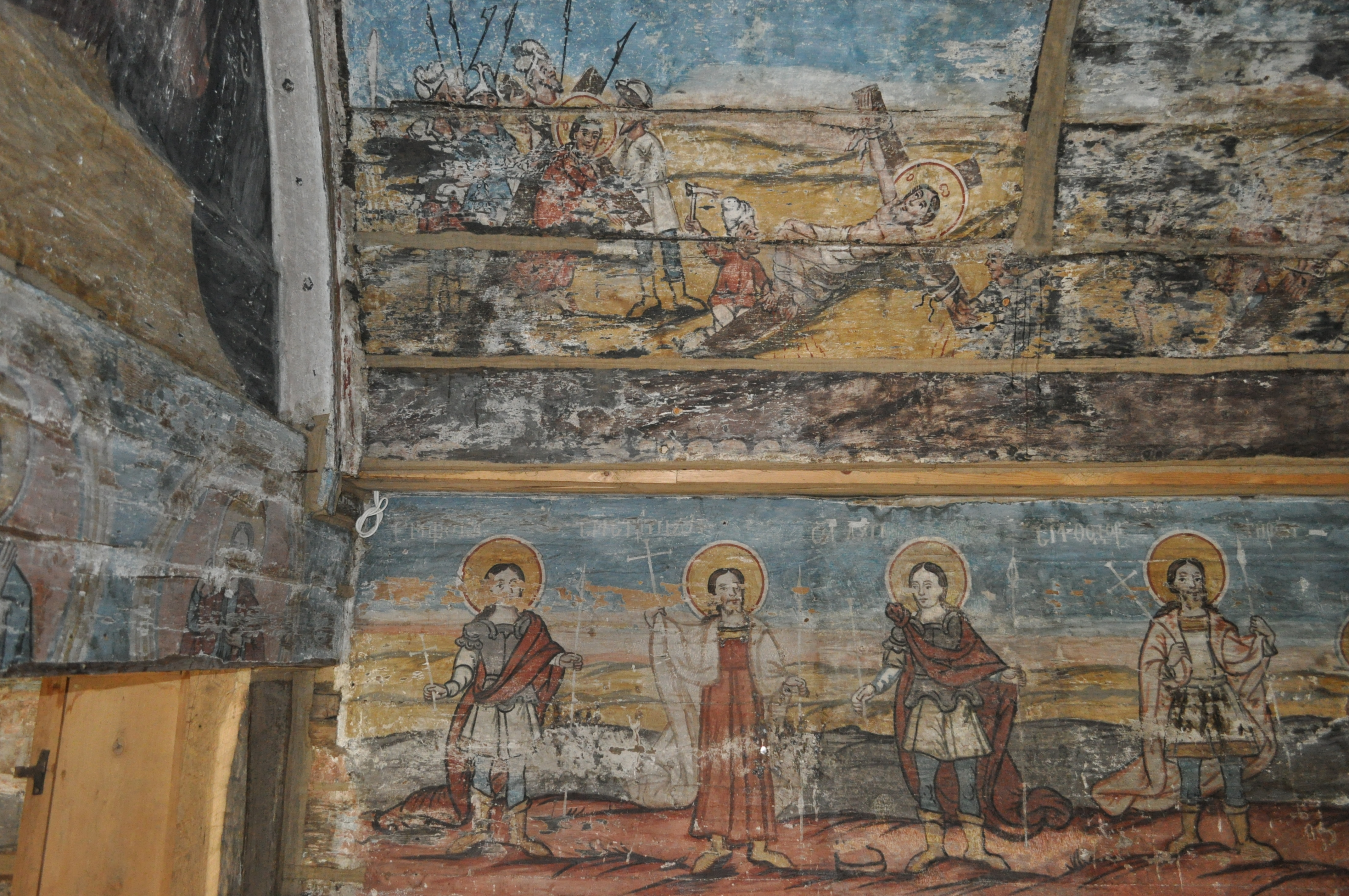
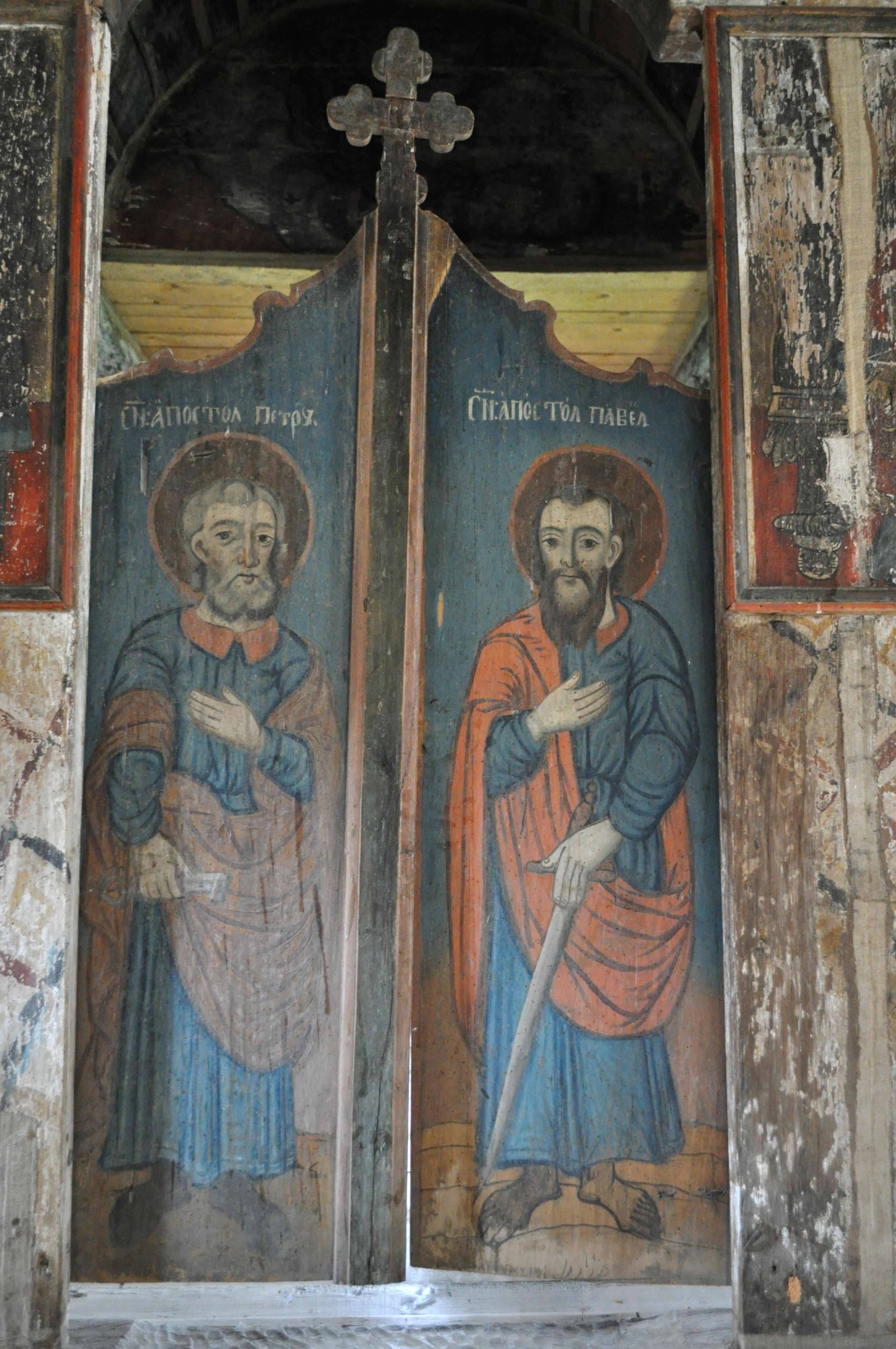
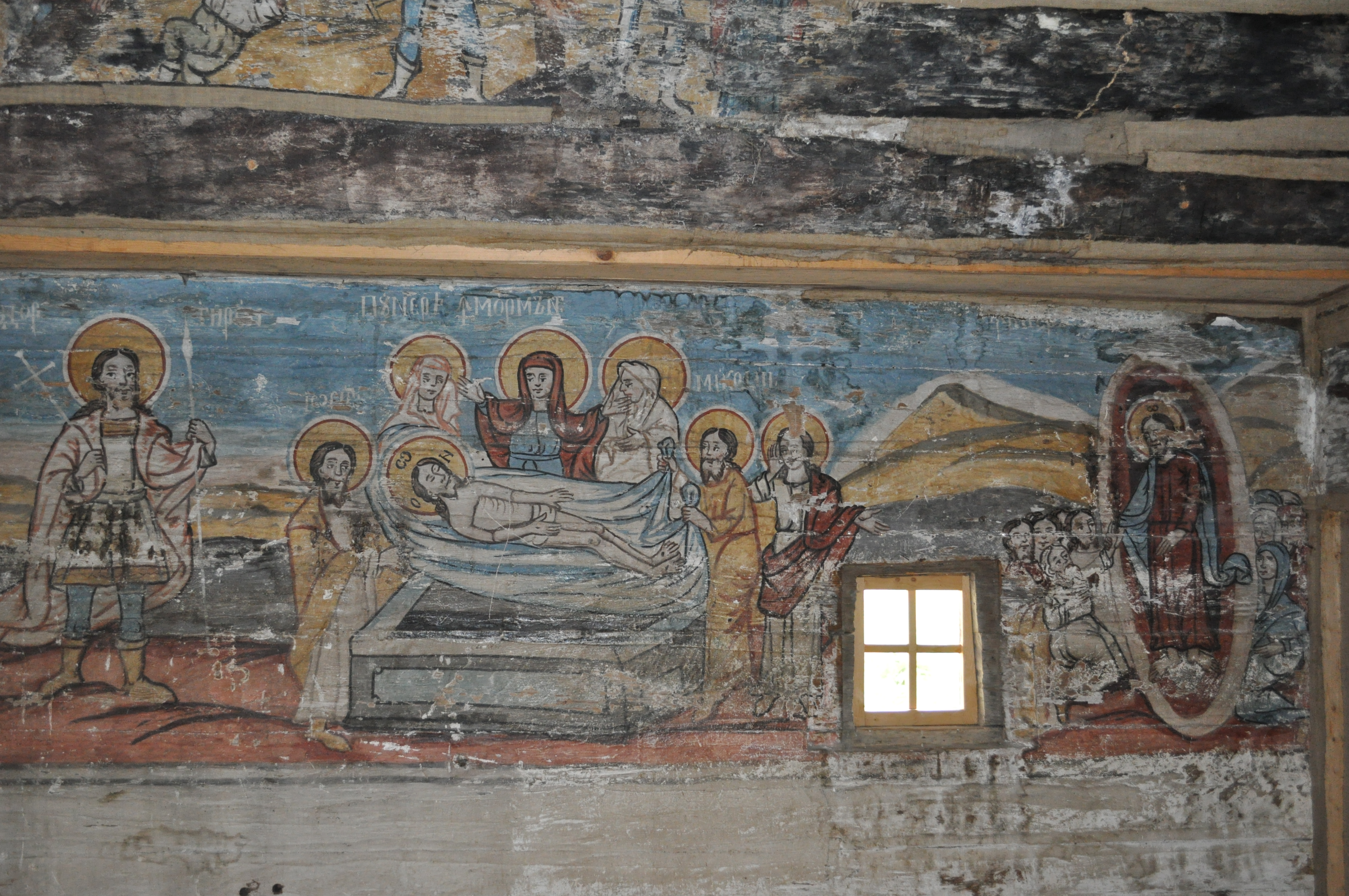
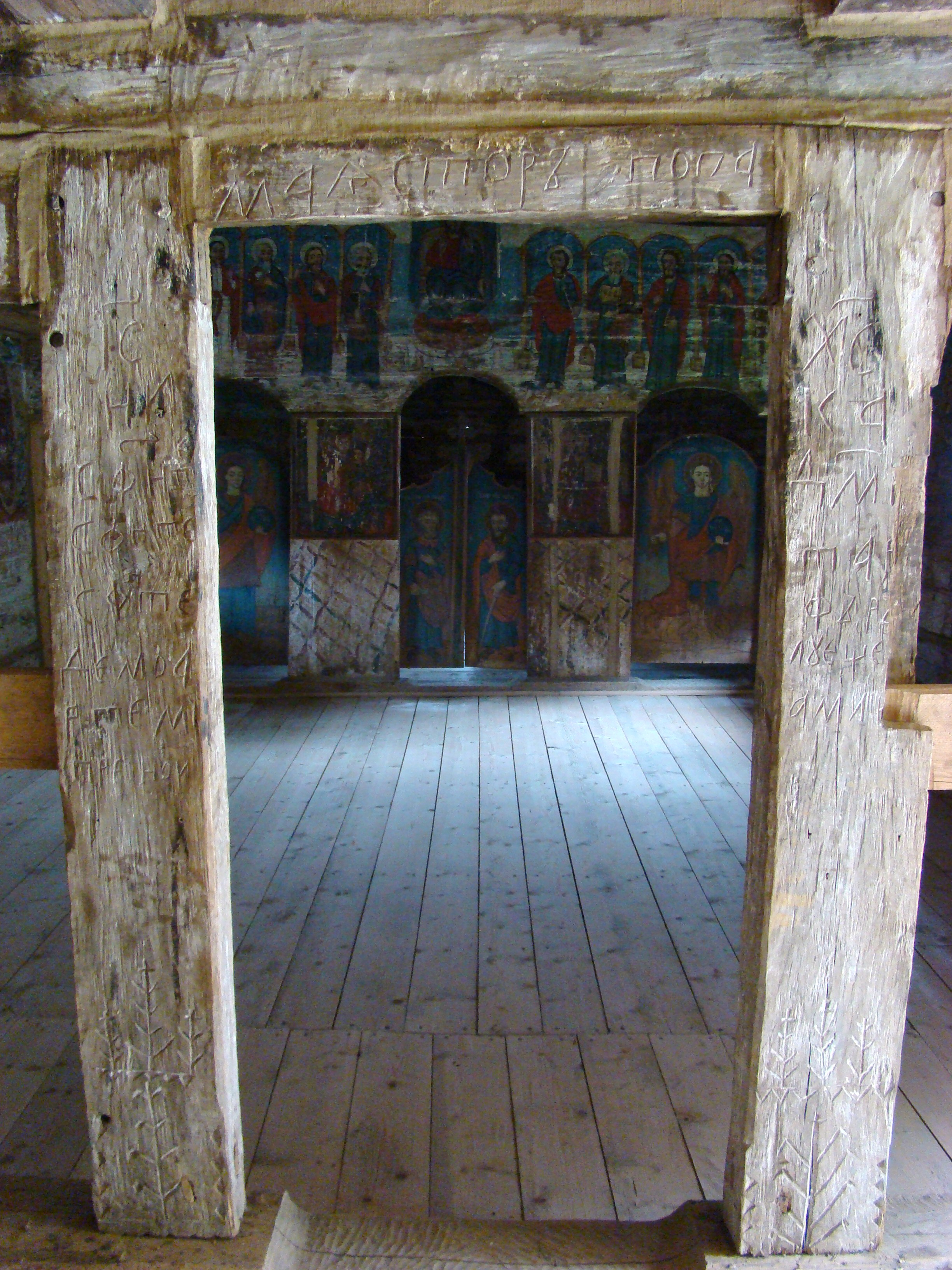
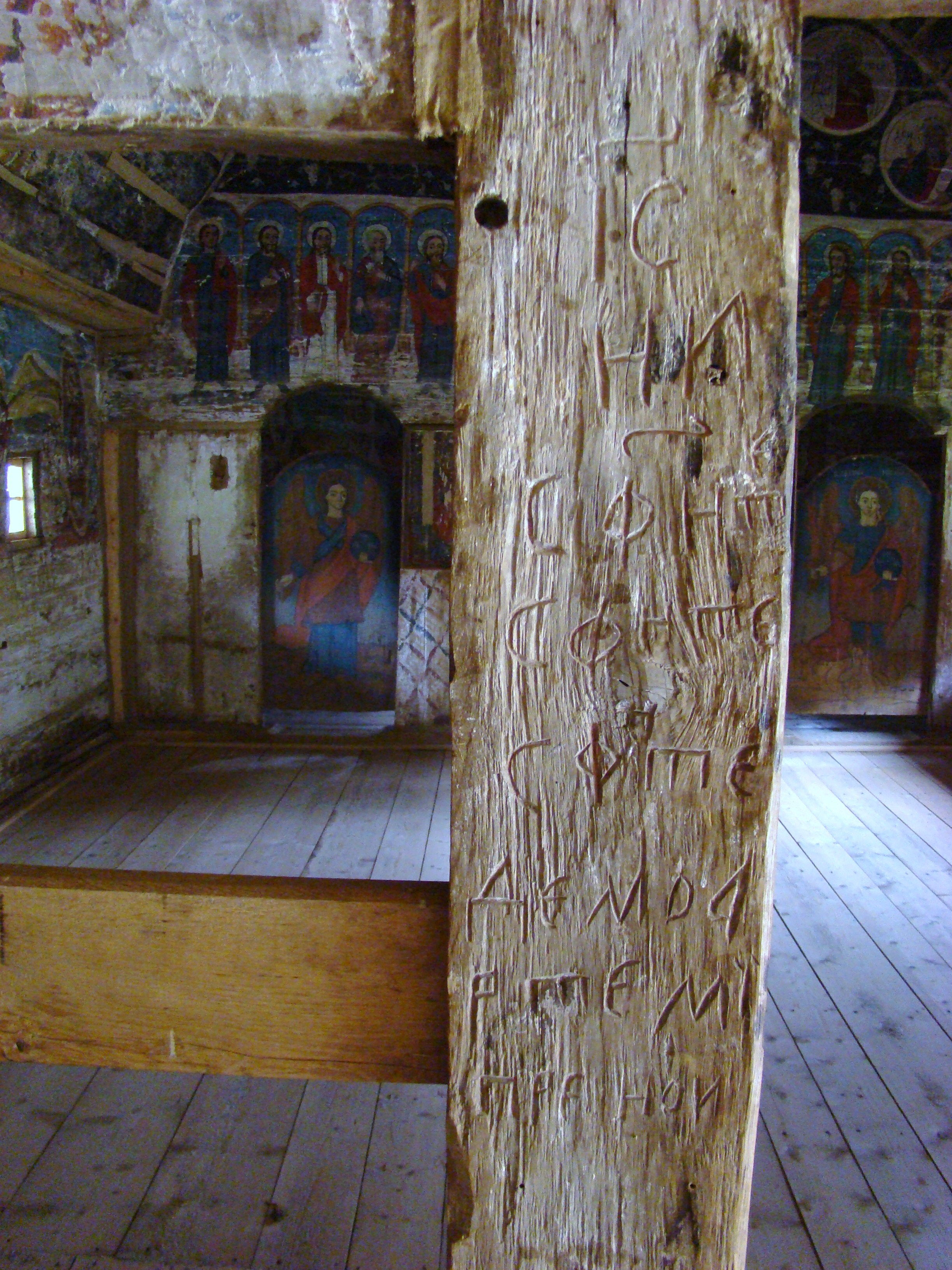
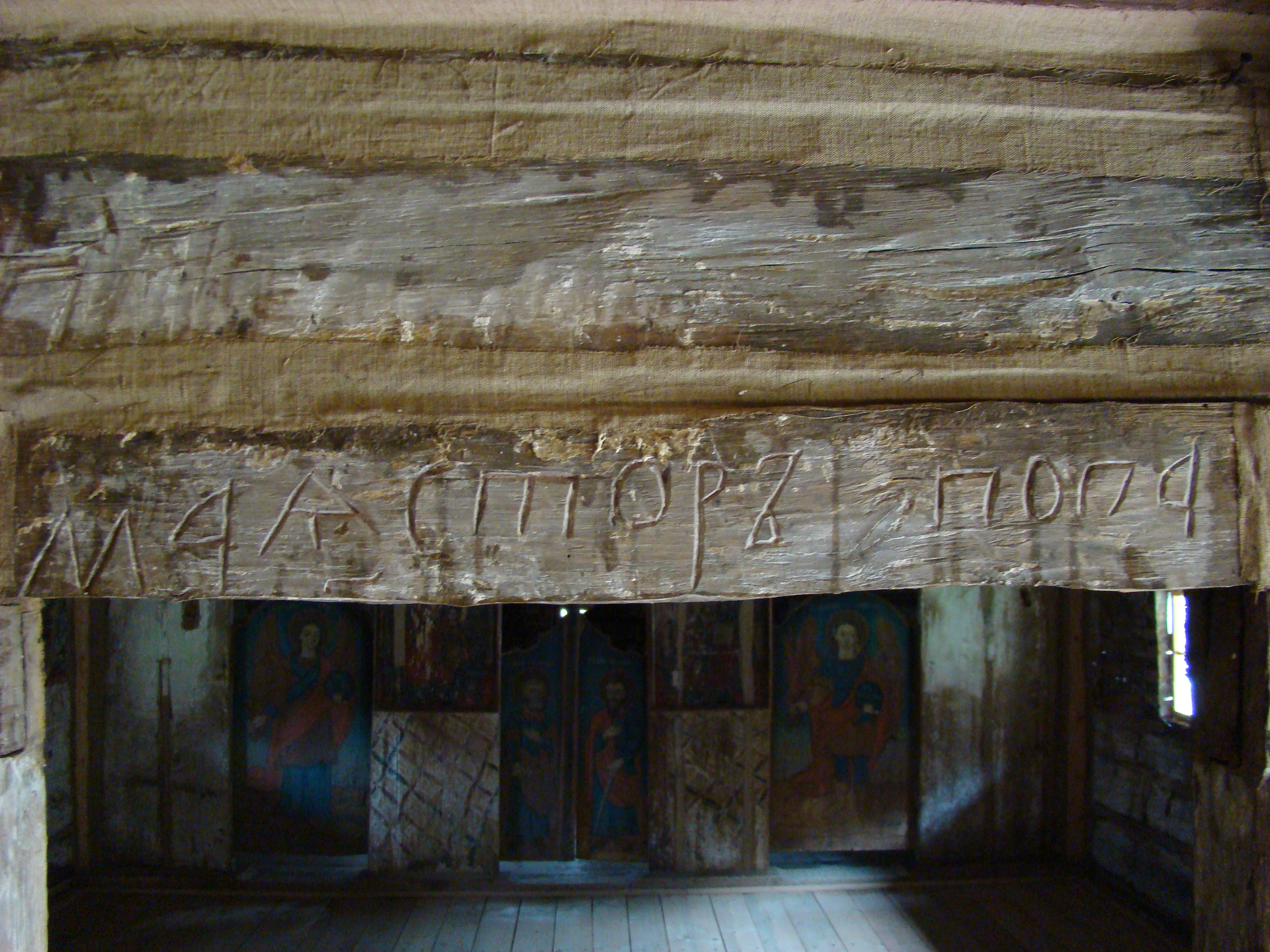
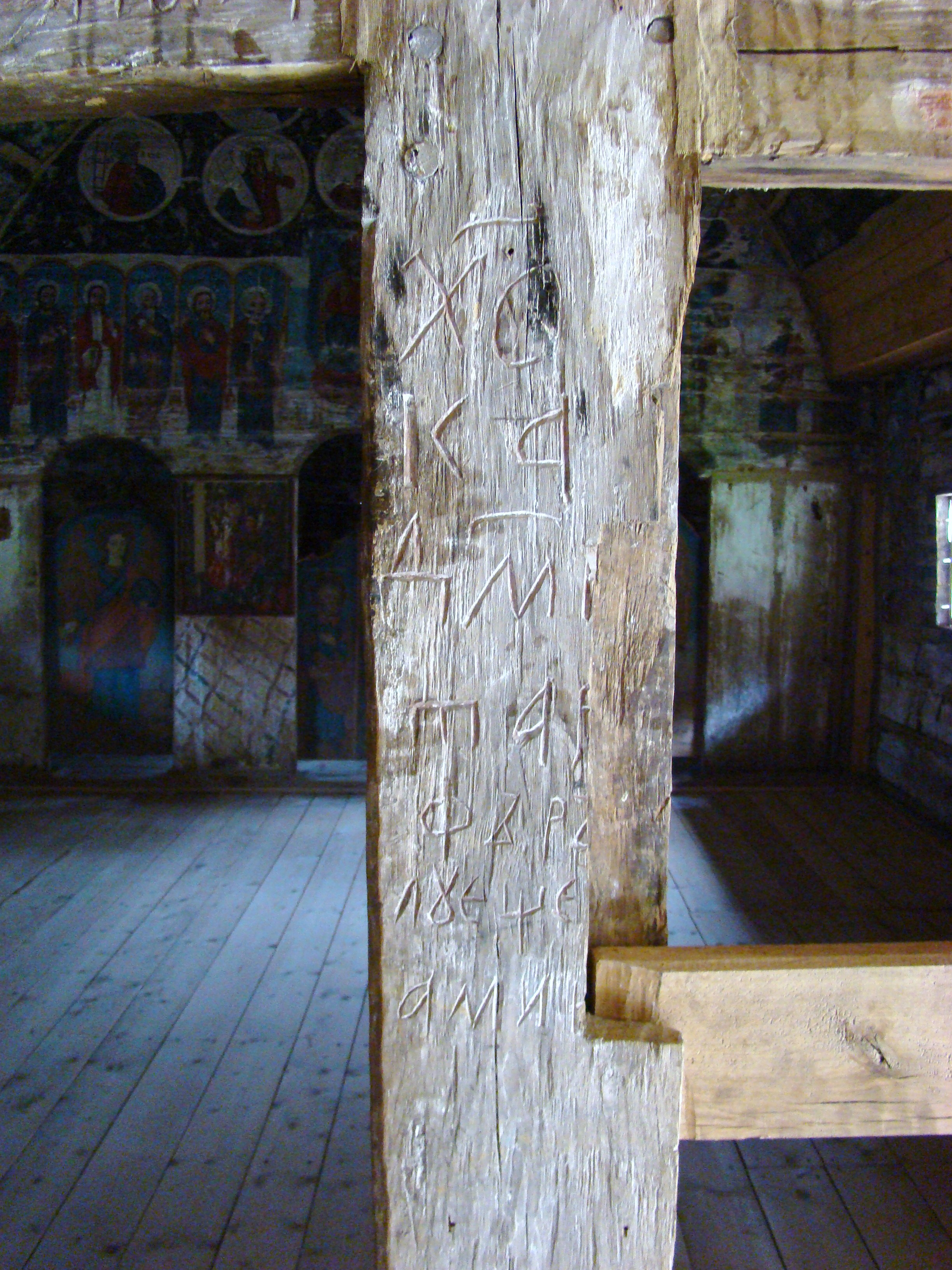
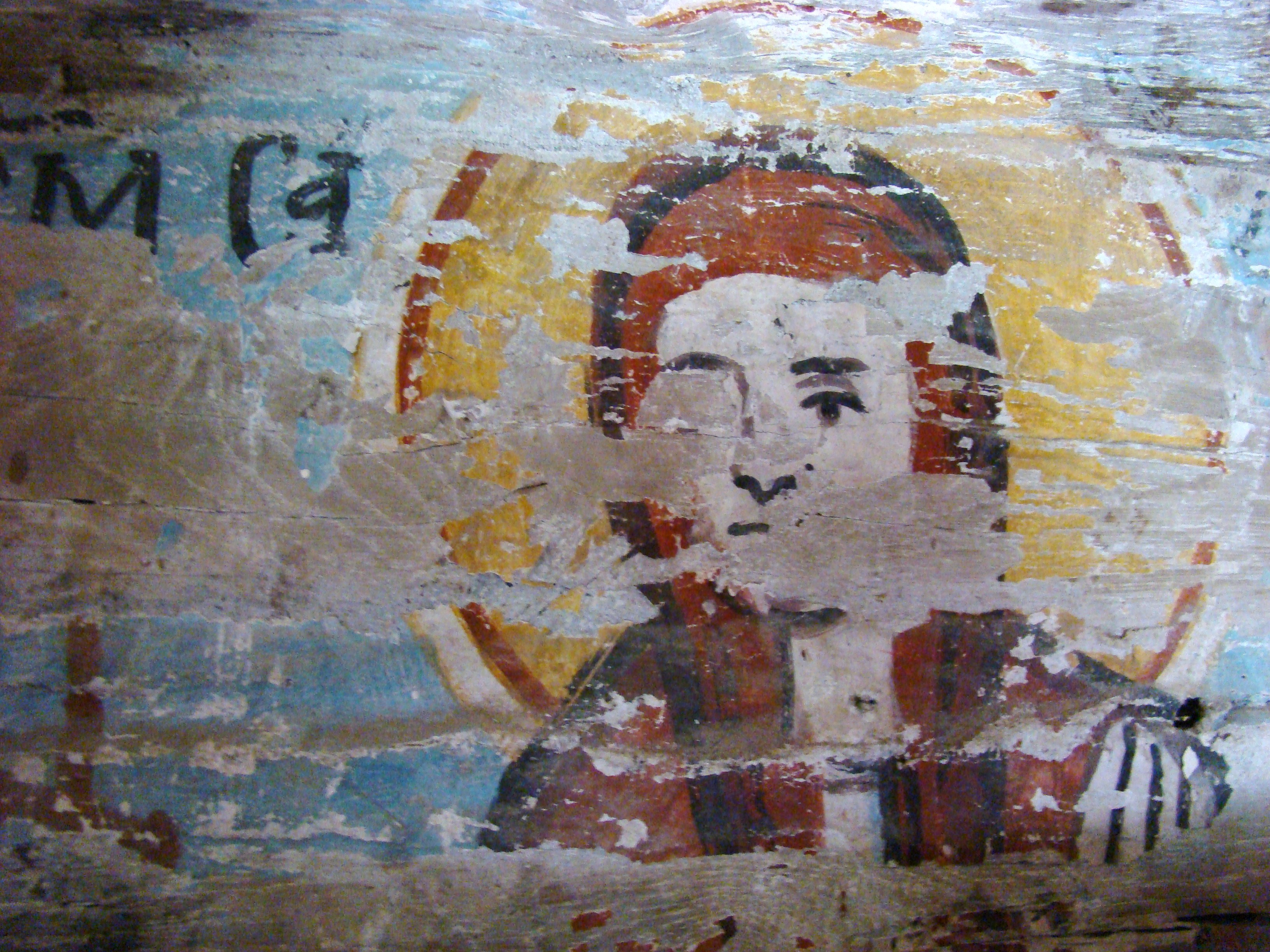
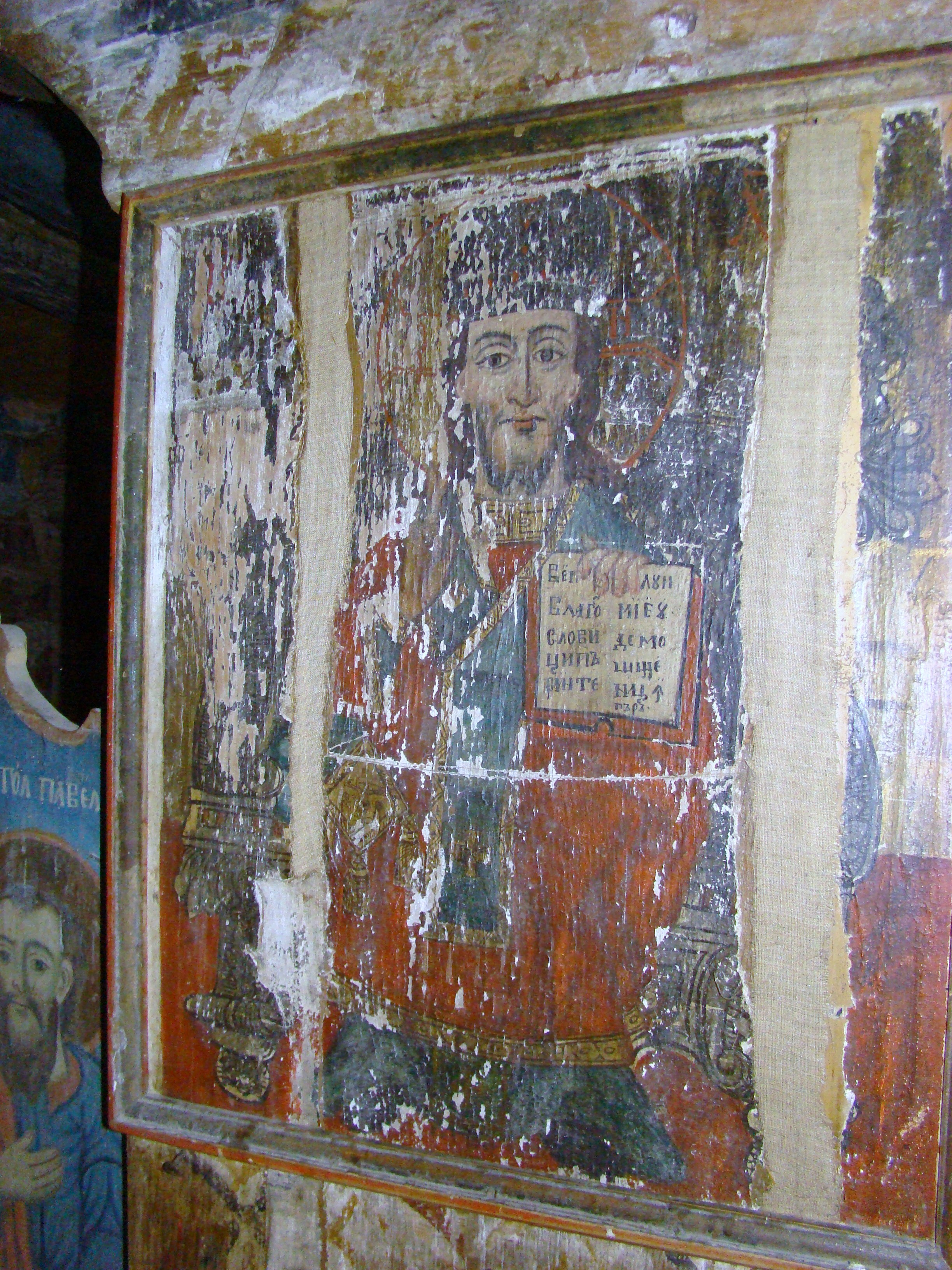
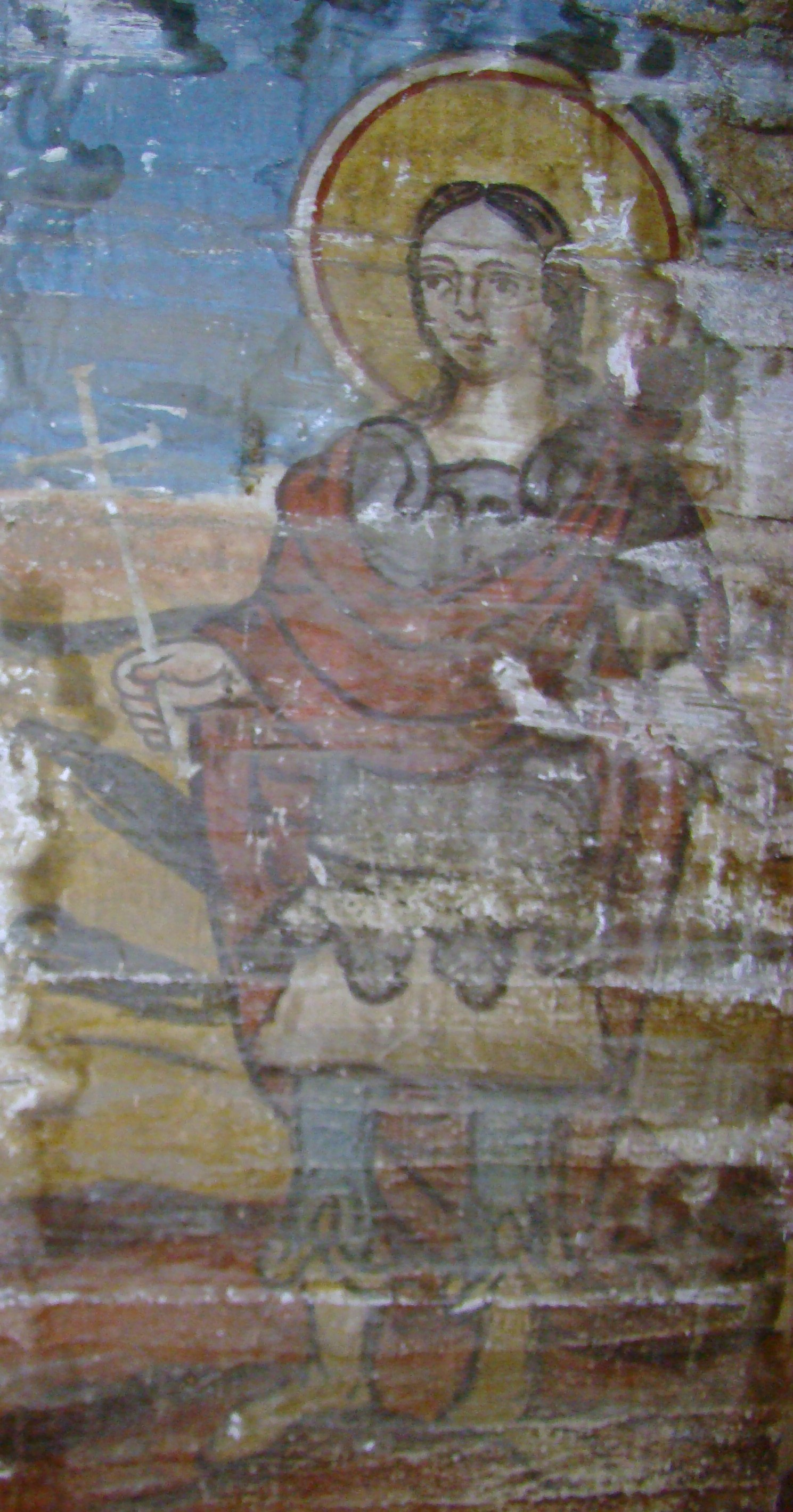
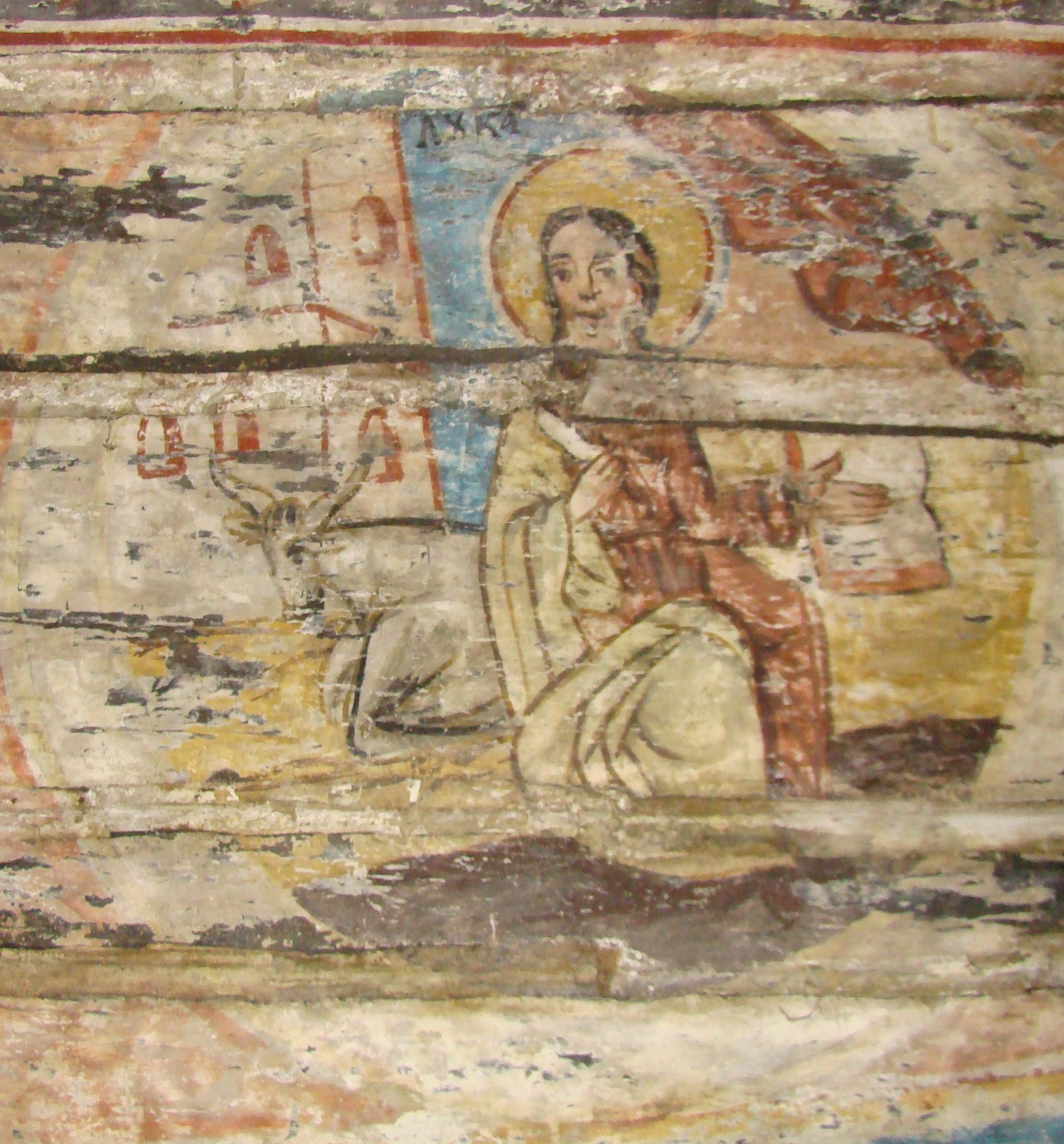
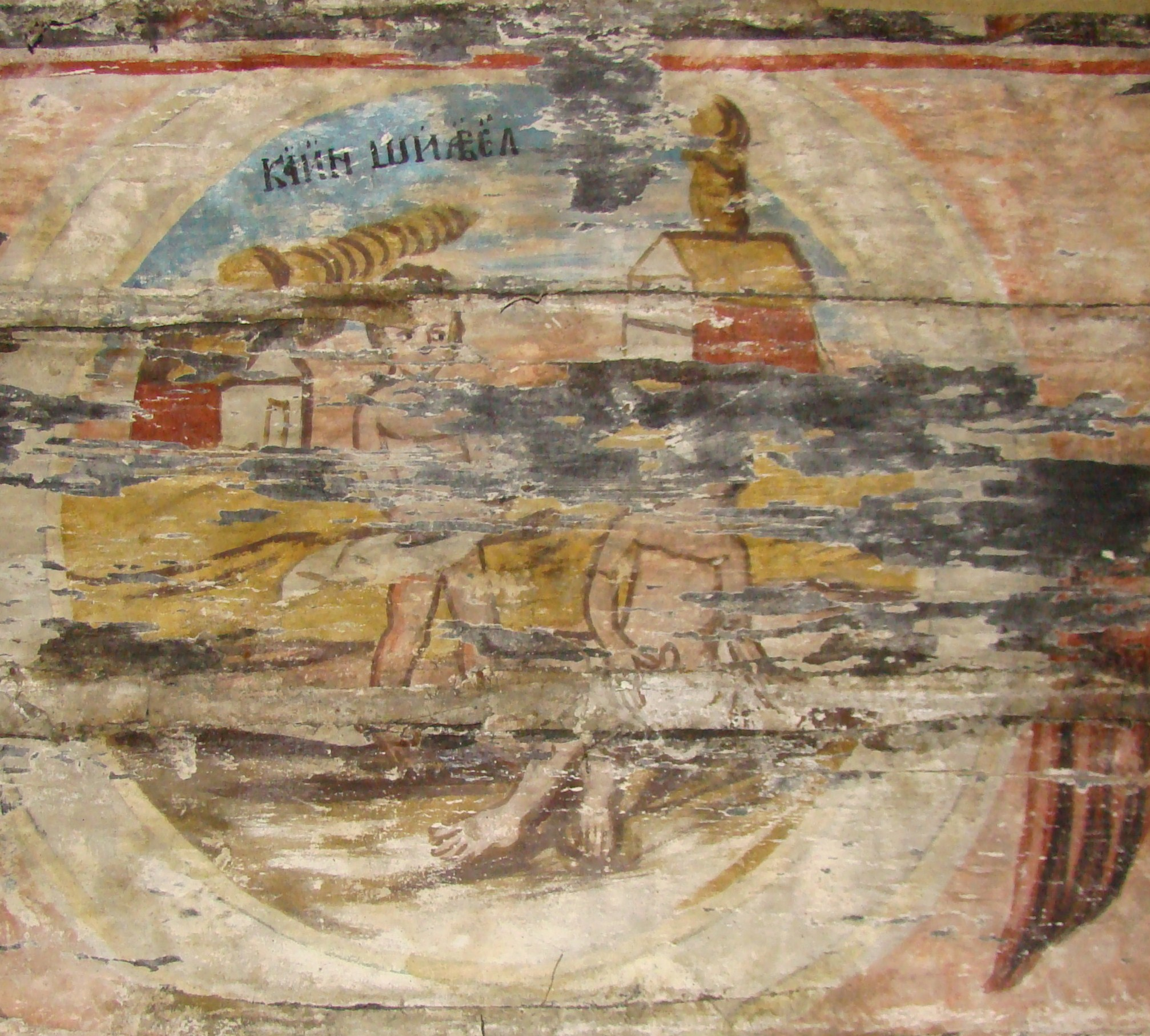
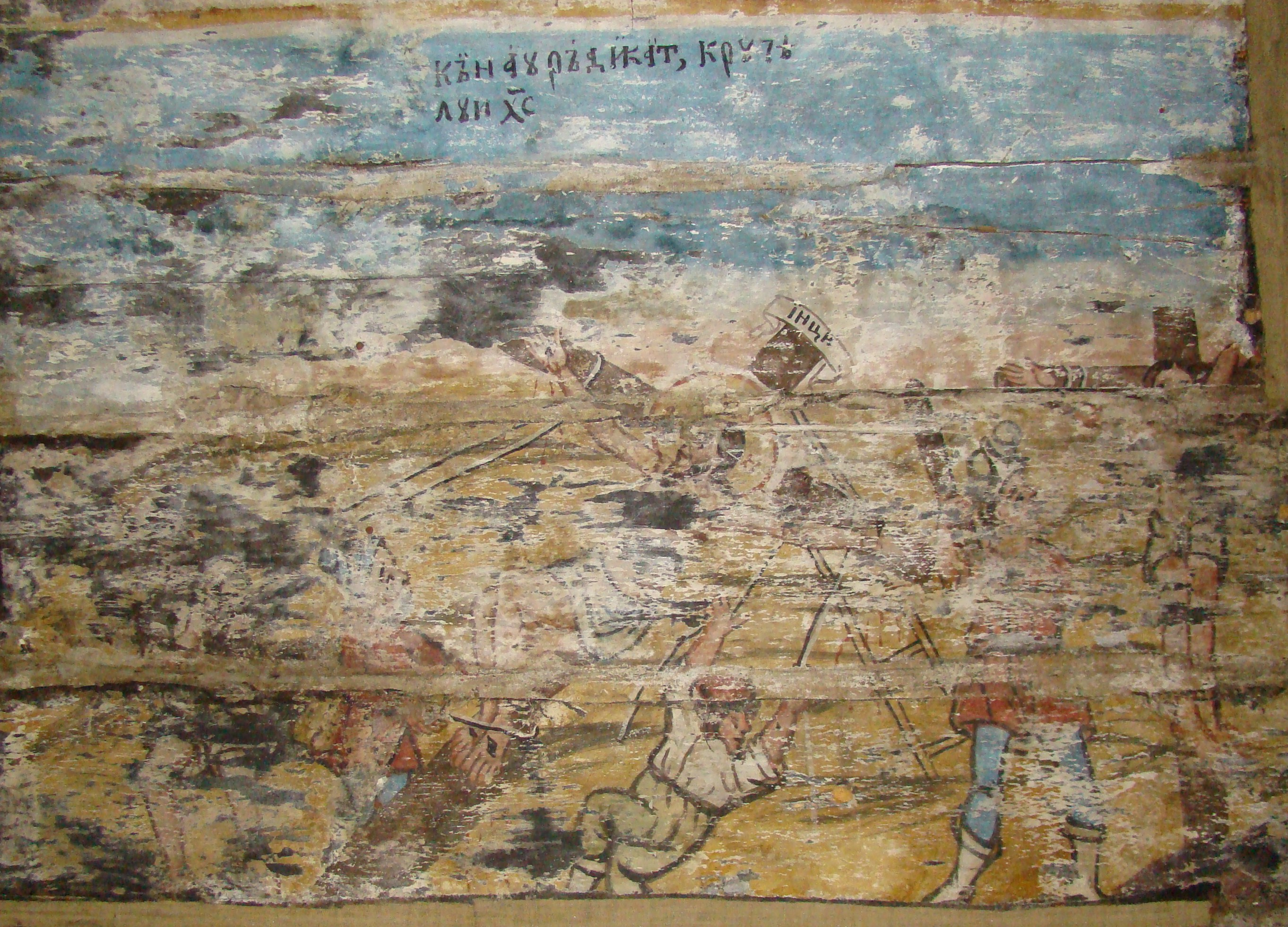
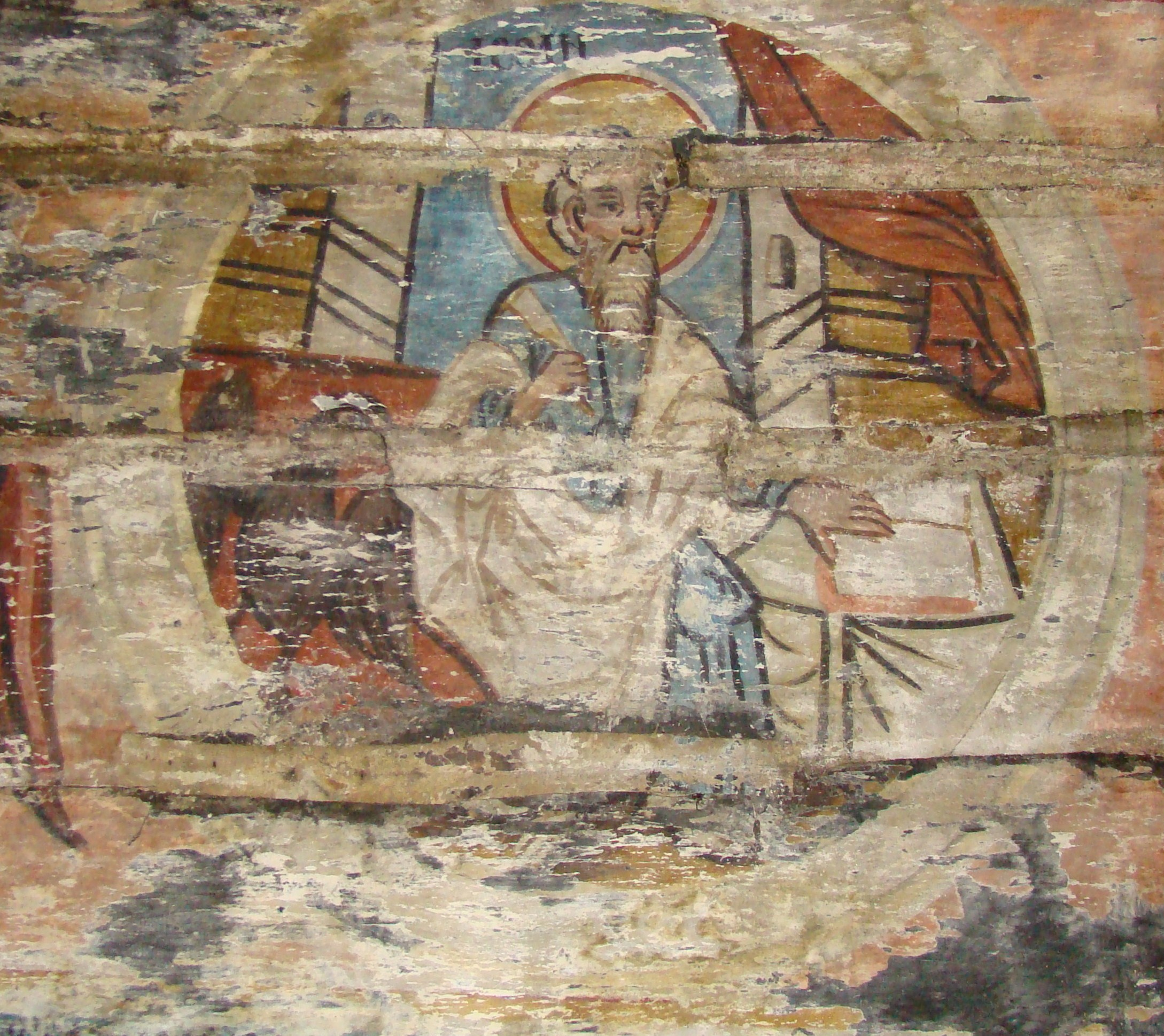
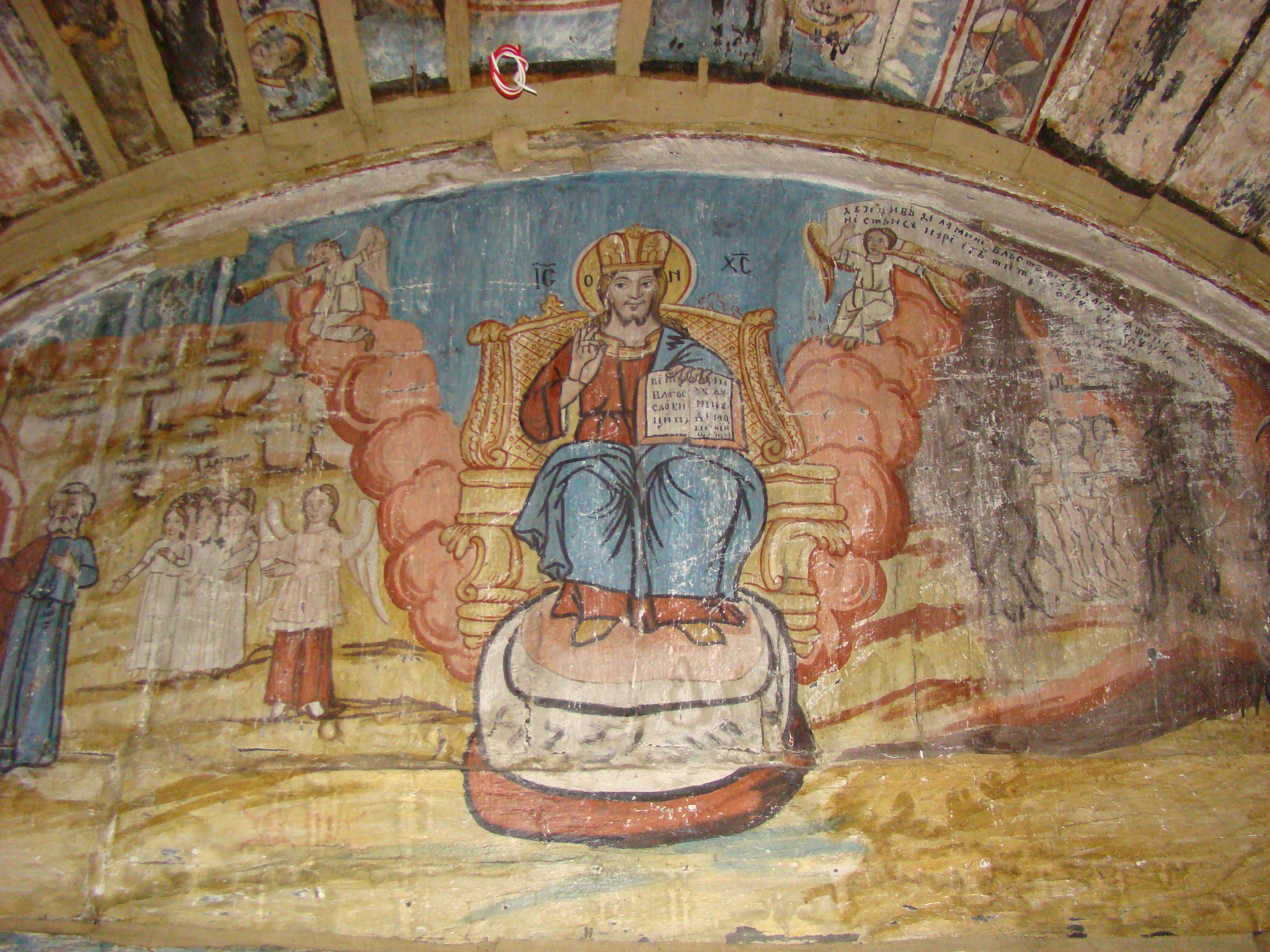
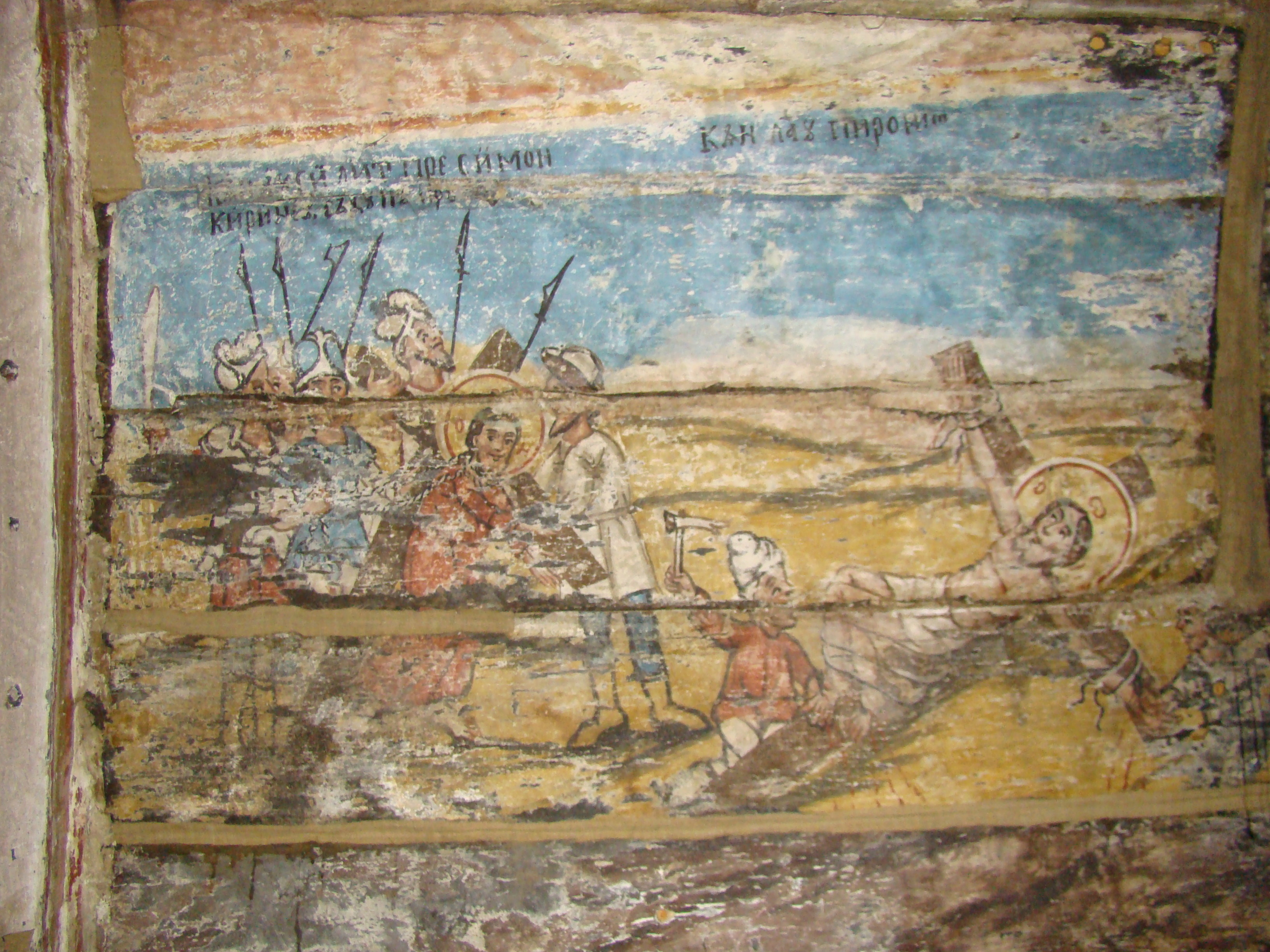
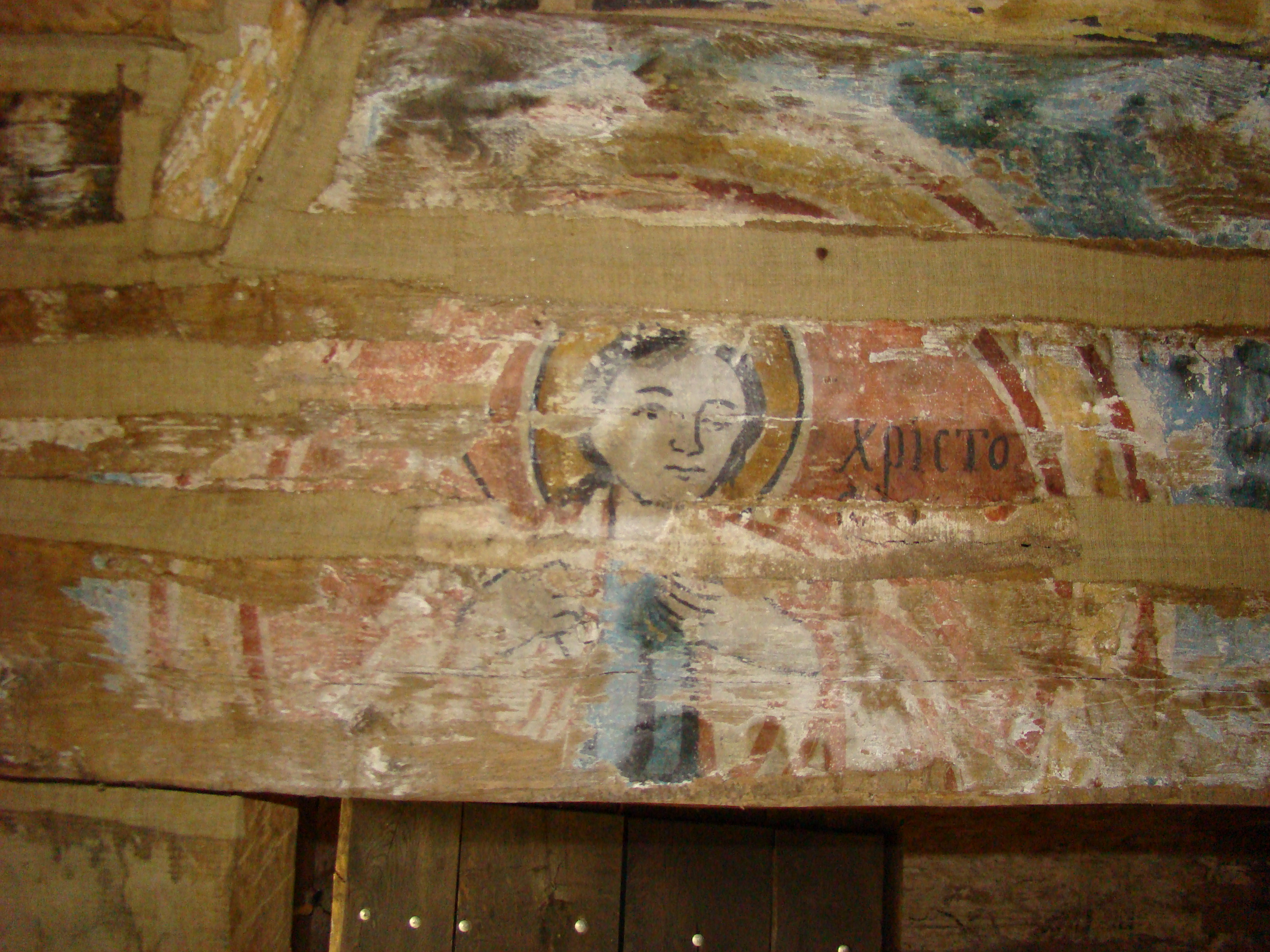
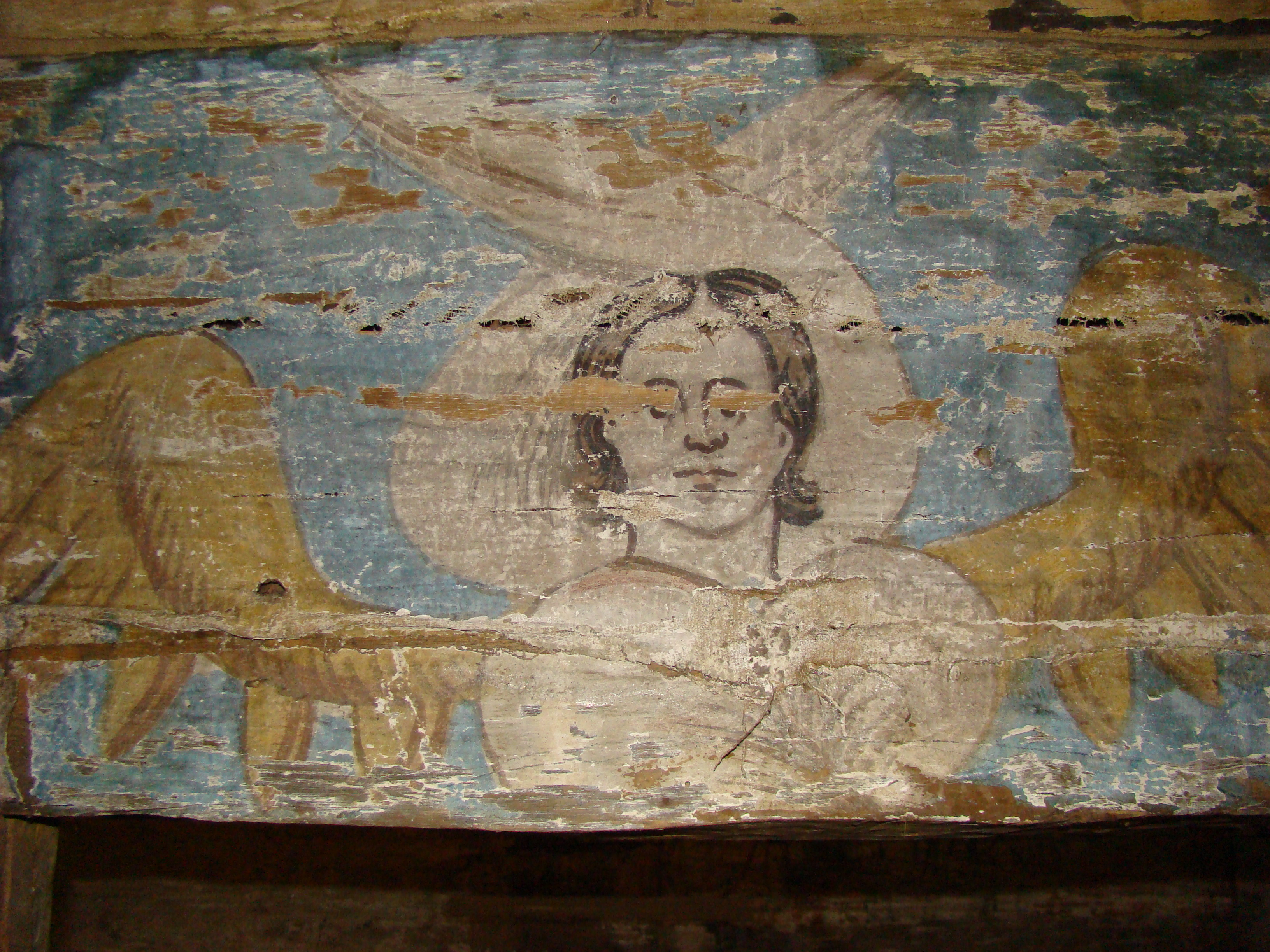
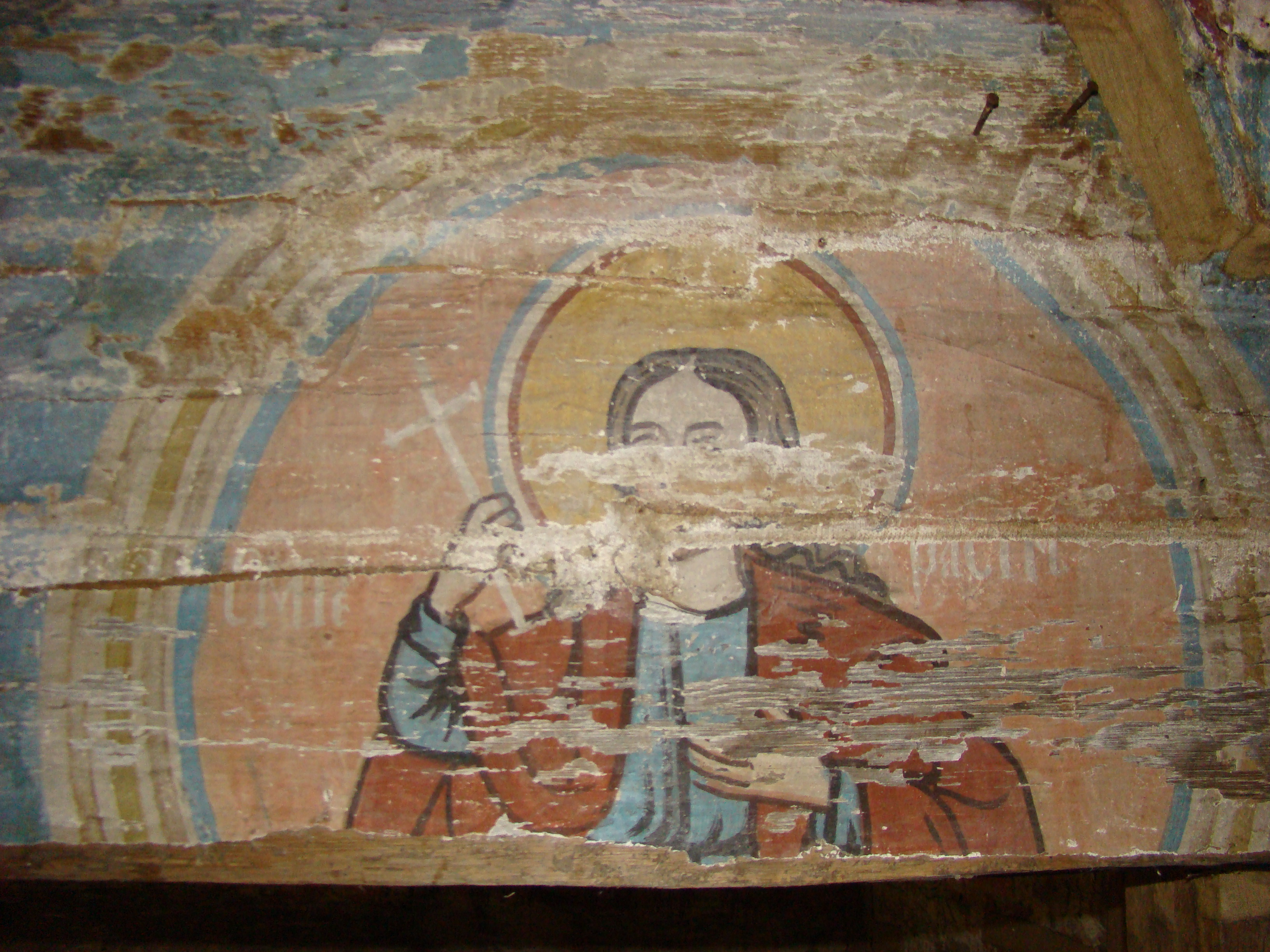
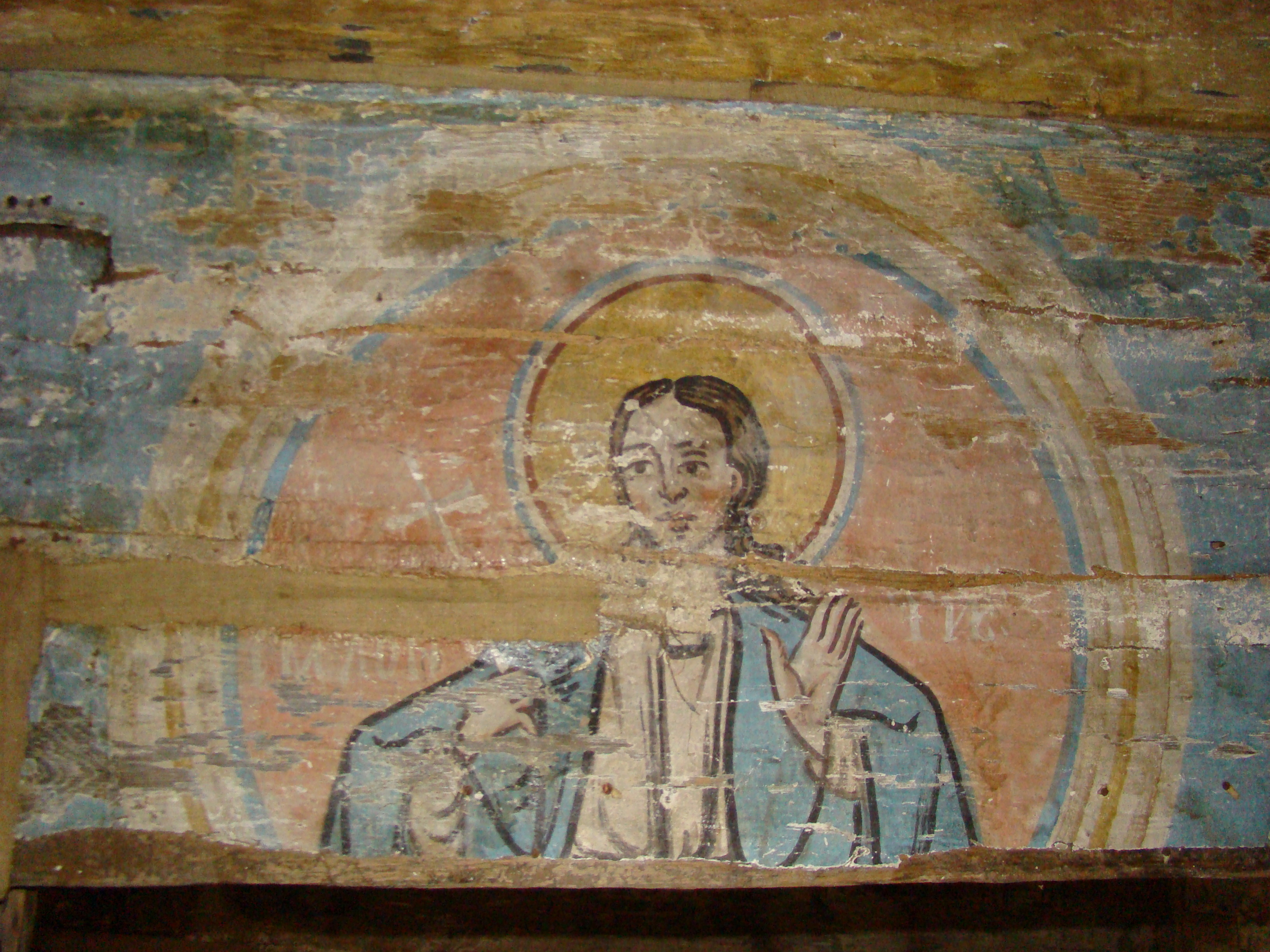
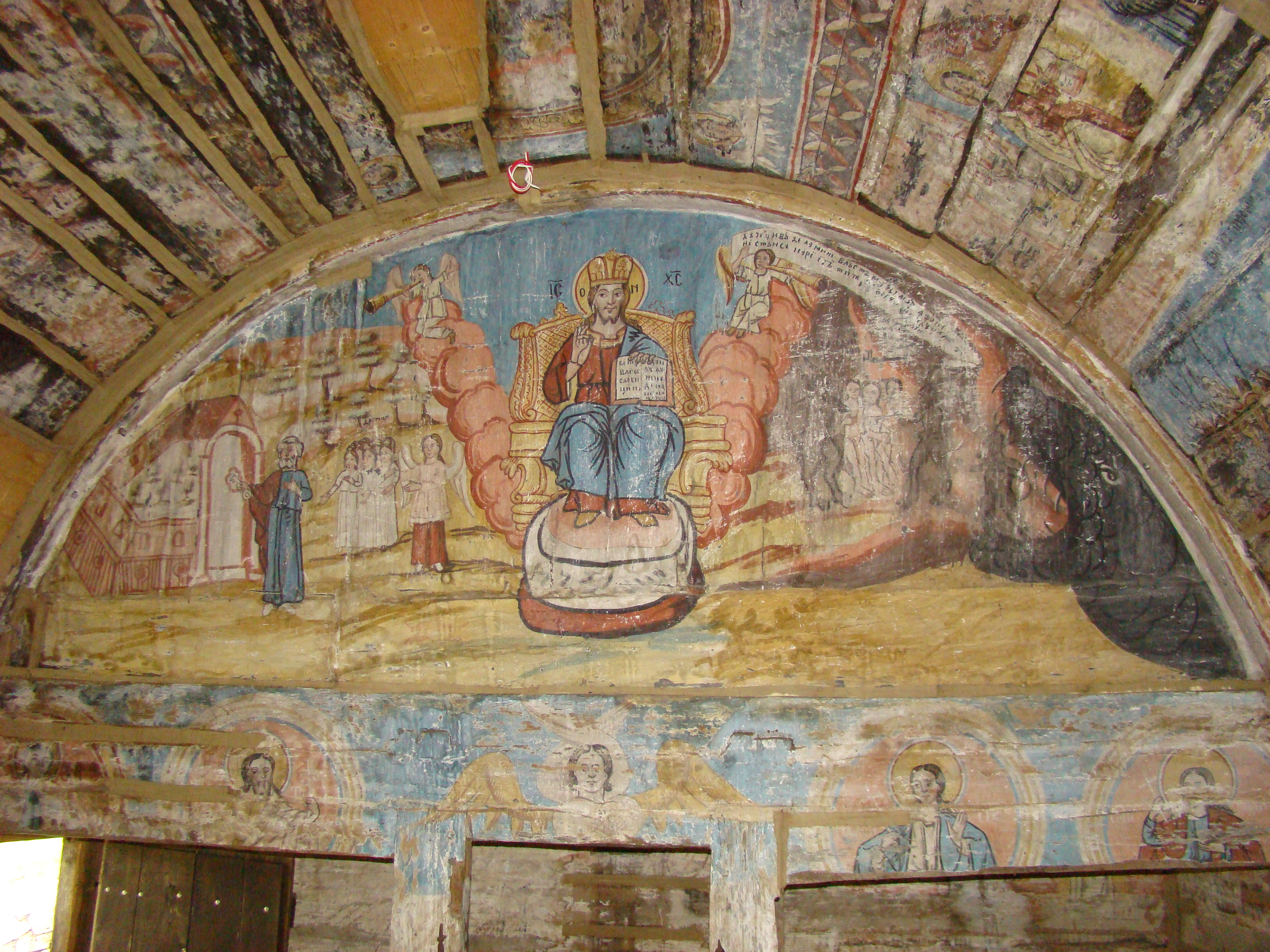
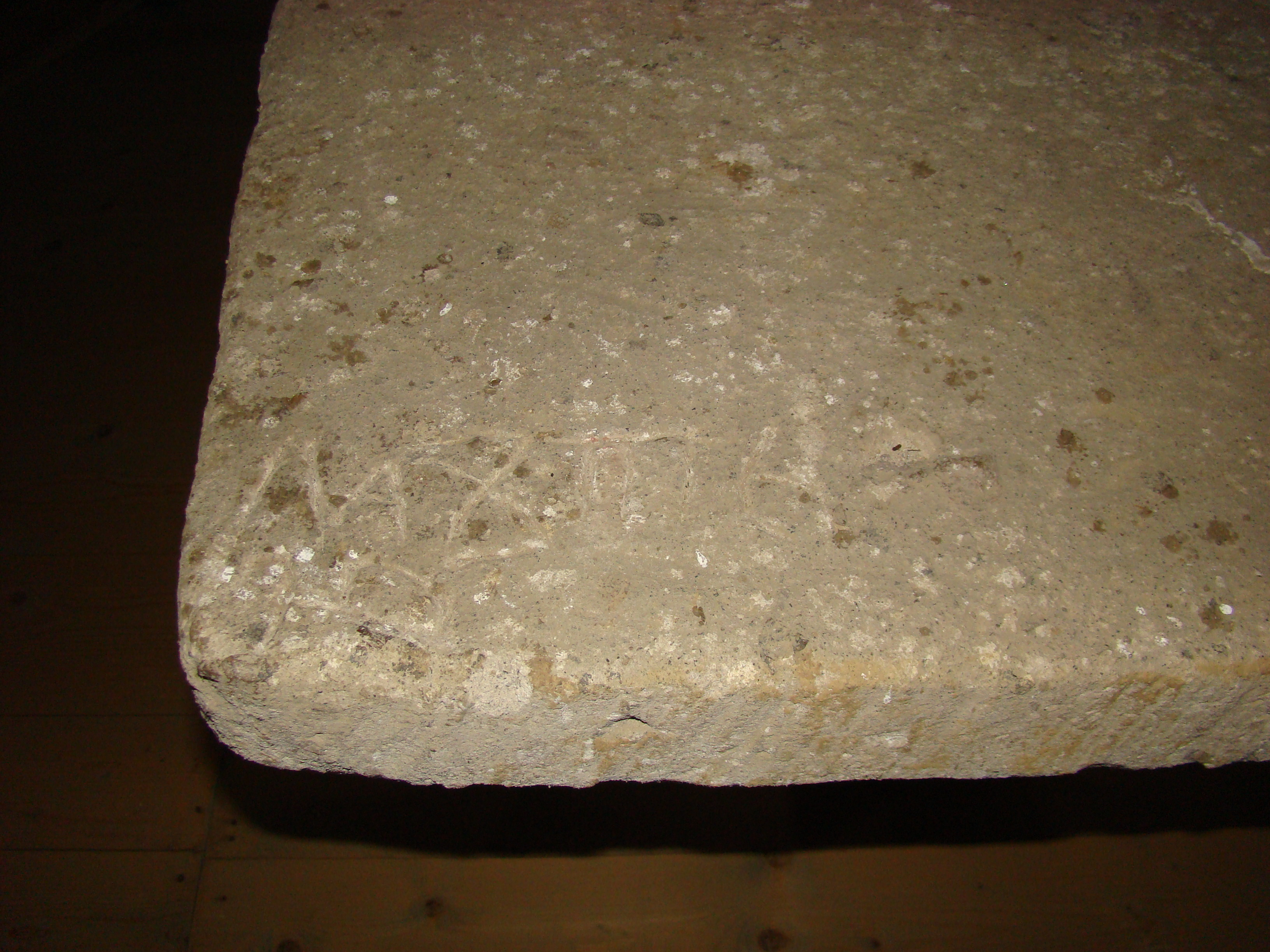
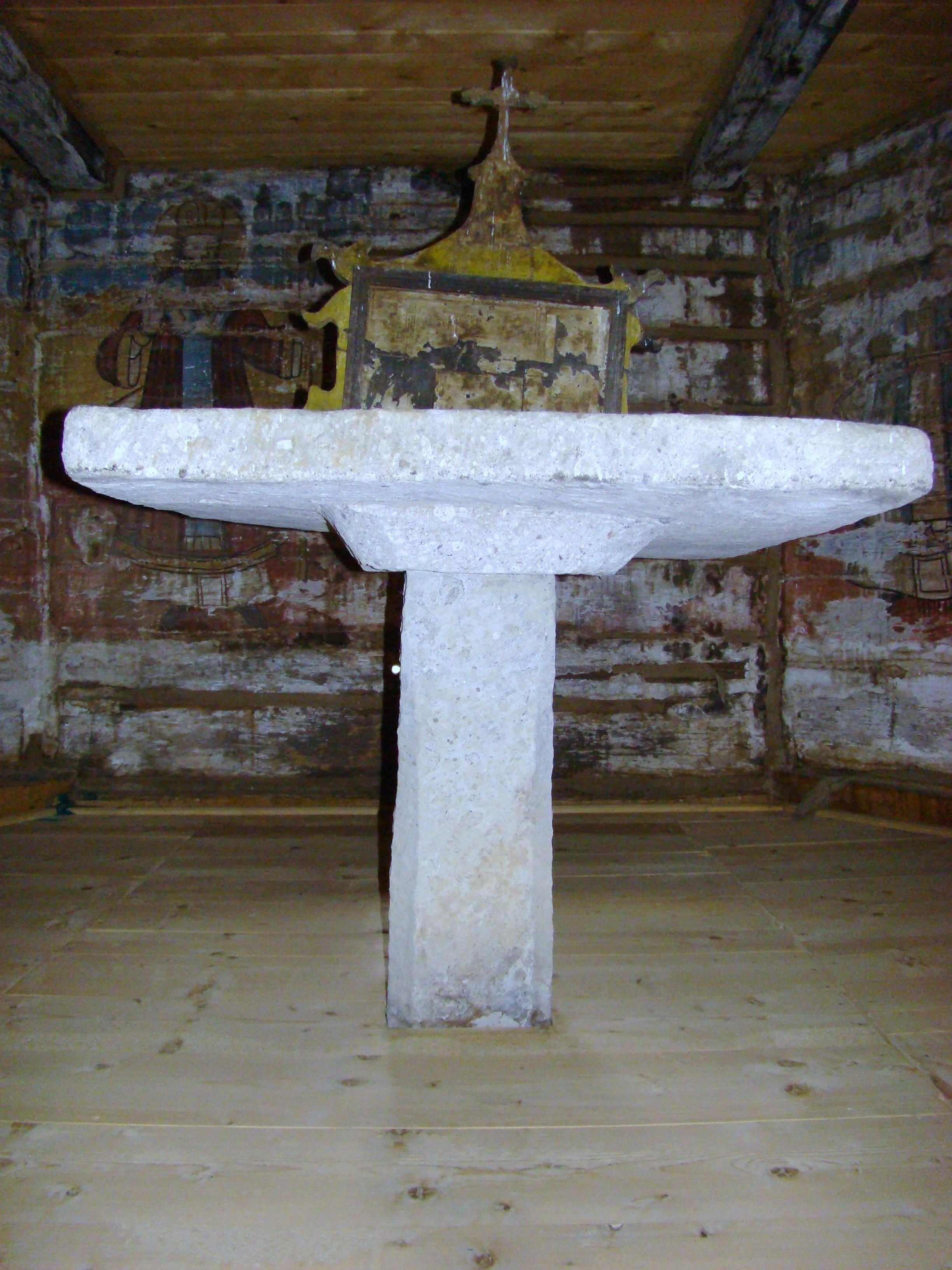
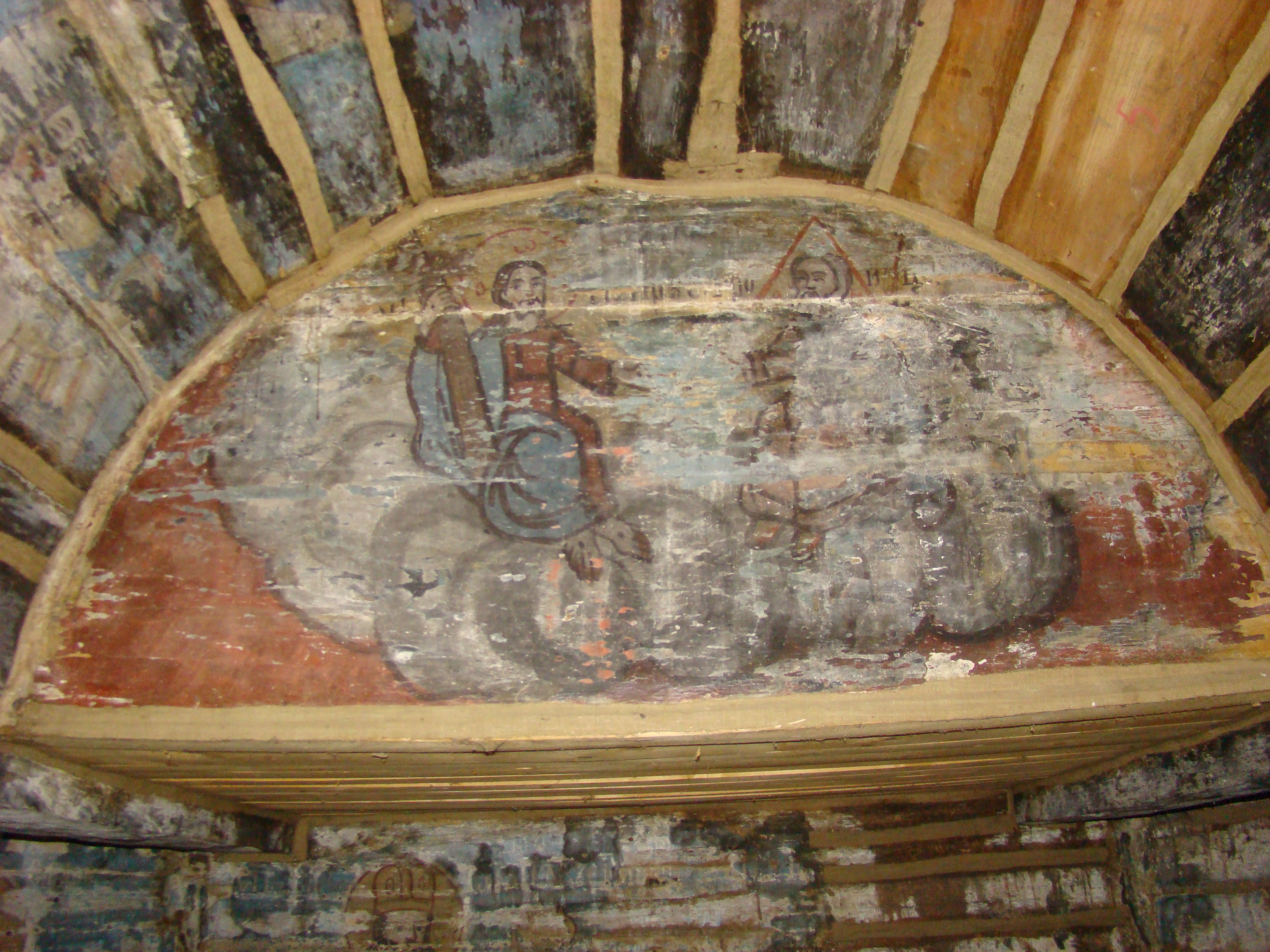
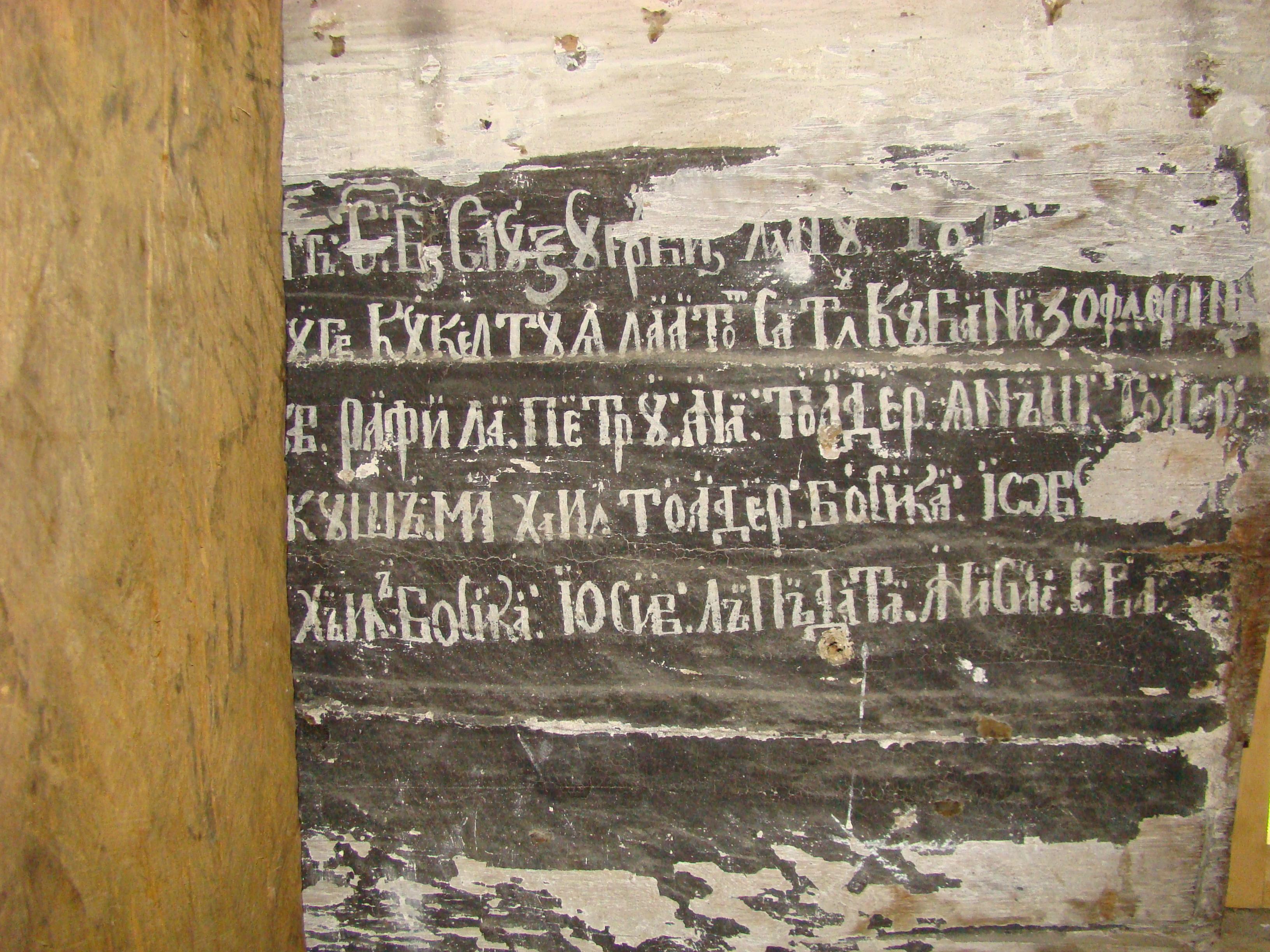
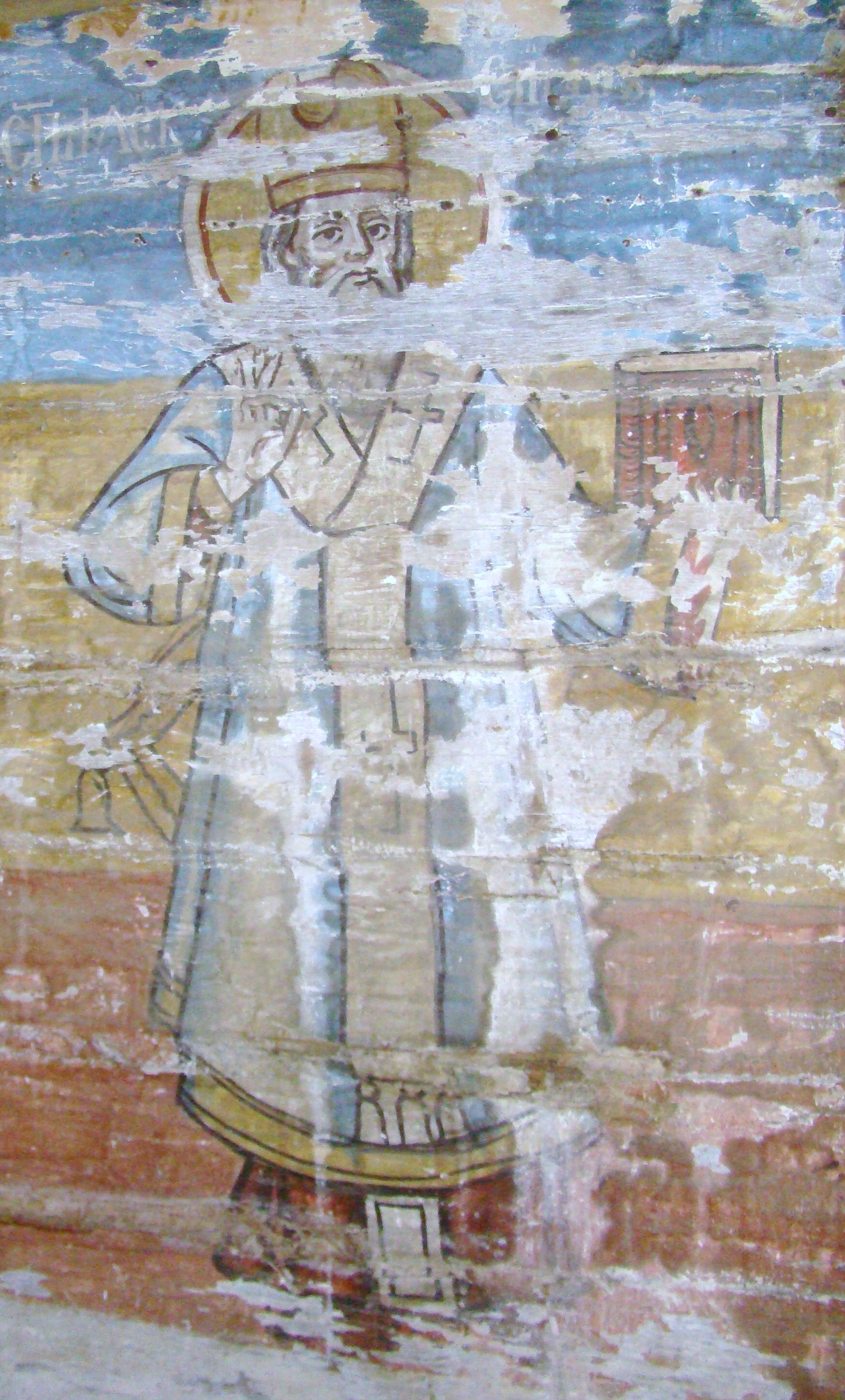
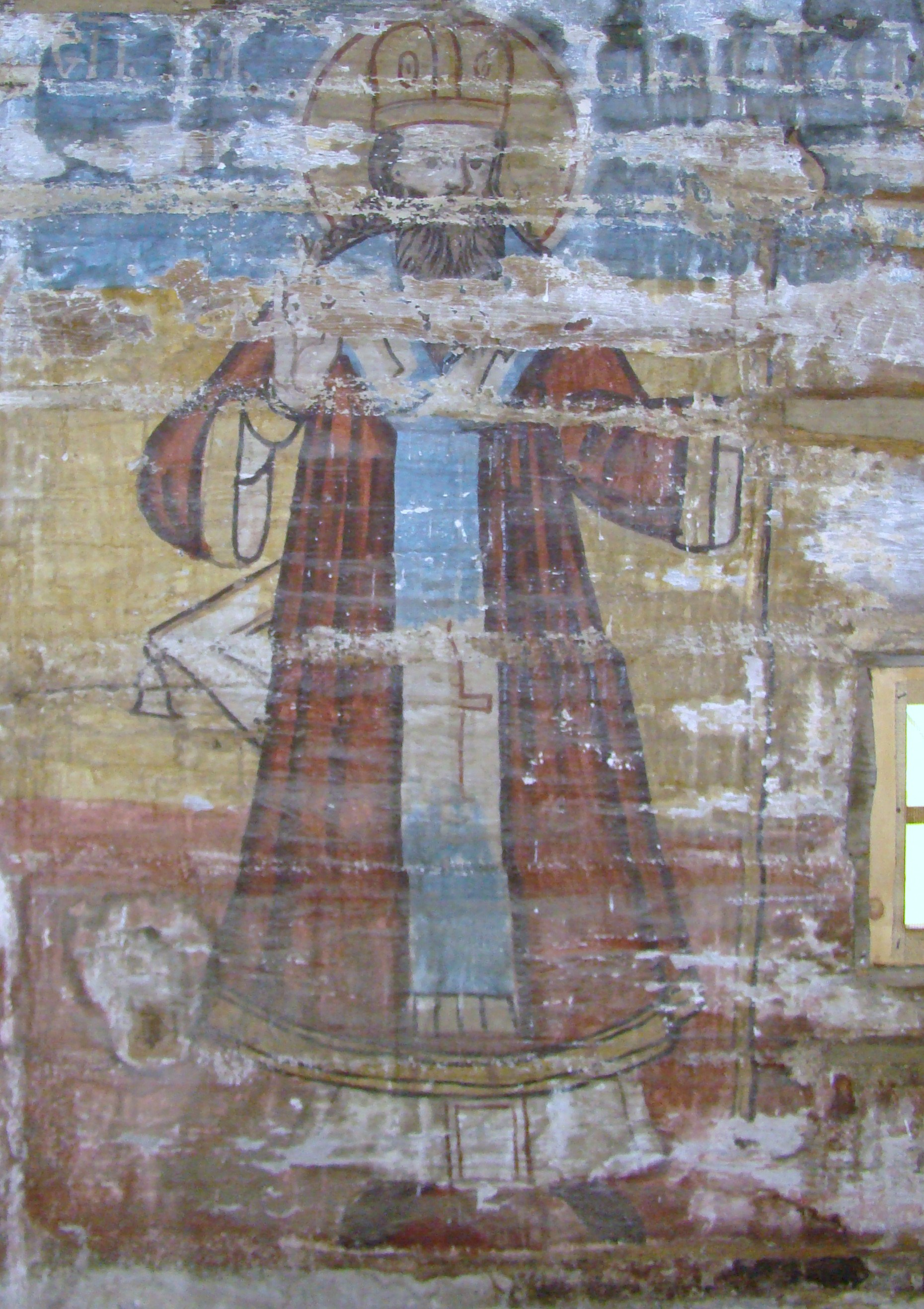
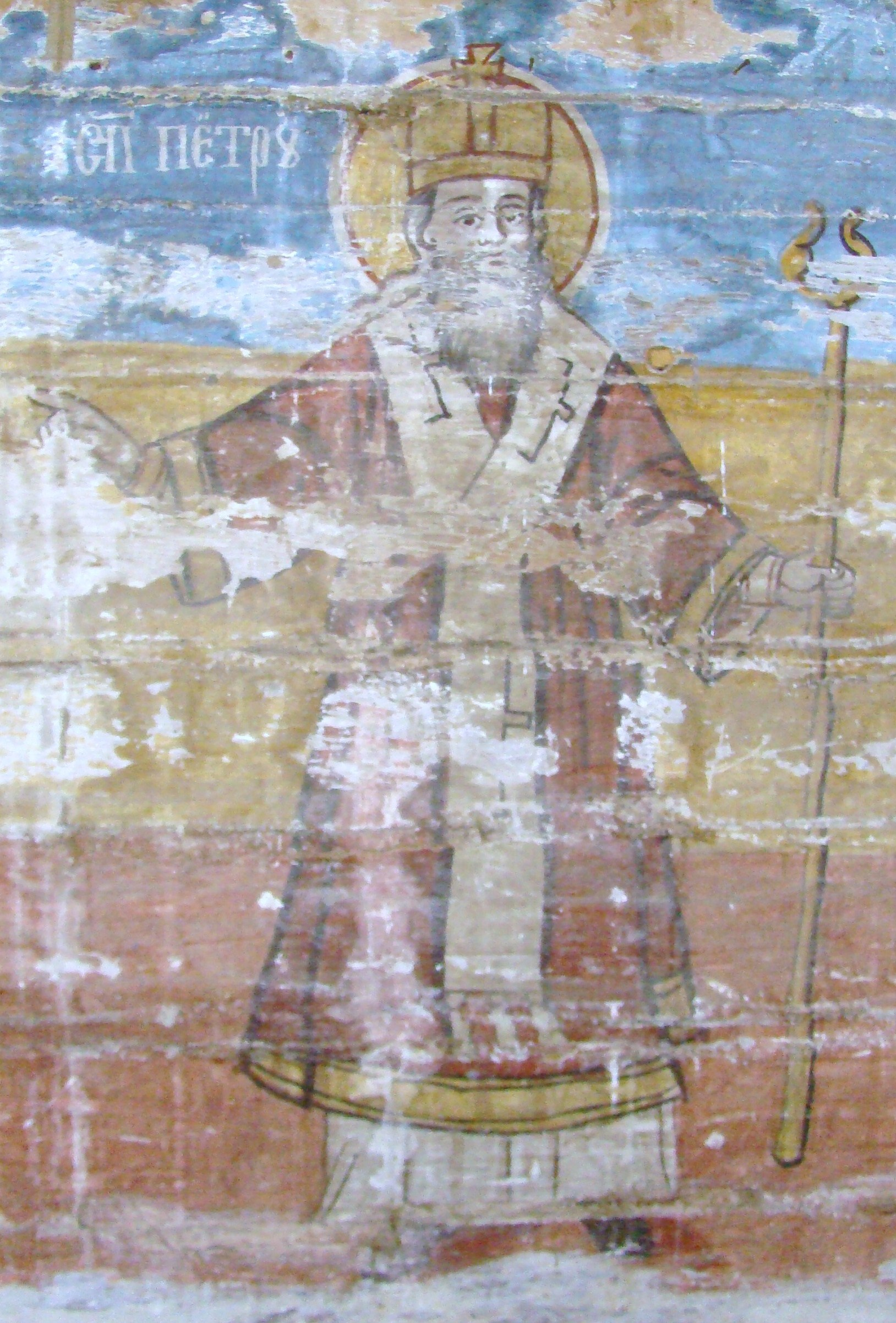